# Yucatán
Yucatán, oficialmente el Estado Libre y Soberano de Yucatán (en maya peninsular: U Péetluꞌumil Yucatán; nombre oficial a nivel federal por parte del INALI), es uno de los treinta y un estados que, junto con la Ciudad de México, conforman México. Está dividido en 106 municipios y su capital y ciudad más poblada es Mérida.
Está ubicado en la península de Yucatán, en la región sureste de México, limitando al norte con el golfo de México, al este con el estado de Quintana Roo, al oeste con el estado de Campeche y al sur con el punto Put. Como estado libre y soberano fue incorporado originalmente a la nación mexicana el 23 de diciembre de 1823, formando parte de los 19 estados fundadores conforme a la Constitución Federal de los Estados Unidos Mexicanos de 1824.
Antes de la llegada de españoles a la península de Yucatán, el nombre de esta región era Mayab. Fue una región muy importante para la civilización maya, especialmente durante el denominado período posclásico, aunque los asentamientos mayas más remotos en la región se estima que datan del siglo III d. C., cuando las primeras migraciones provenientes del Petén se establecieron en la región de Bacalar, en el oriente de la península. Hacia el siglo V, los pobladores empezaron a trasladarse hacia el poniente de la península, fundando, entre otras ciudades, Chichén Itzá, Izamal, Motul, Ek Balam e Ichcaanzihóo (también llamada TꞌHó), ahora llamada Mérida, capital del actual estado.
Muchas de las ciudades mayas de la región peninsular subsistieron después del colapso de las ciudades de la región maya original y algunas de ellas seguían habitadas a la llegada de los españoles, a principios del siglo XVI. En la actualidad, se conservan en buen estado y se encuentran integrados a zonas urbanas un buen número de yacimientos arqueológicos mayas, que comprenden diversos períodos del desarrollo de la civilización maya, prueba de que esos lugares han tenido una línea de continuidad en su existencia a lo largo de los siglos.
Desde la conquista española de los territorios mayas, en la primera parte del siglo XVI, hasta las primeras décadas del siglo XIX, la península de Yucatán, integrada por los actuales estados de Campeche, Tabasco, Quintana Roo, Yucatán y lo que hoy constituye el norte de Belice, comprendía una sola entidad político-administrativa: la Capitanía General de Yucatán.
En los albores del México independiente, en 1823, se configuró una primera República de Yucatán que se adhirió a la República Federal de México. Más tarde, en 1841, como resultado de conflictos culturales y políticos vinculados con el pacto federal que se había roto, Yucatán declaró su independencia de México para constituir una segunda república de Yucatán, que también resultaría efímera, puesto que en 1848 Yucatán se reintegraría en México.
Posteriormente, en 1858 (aunque el gobierno de Benito Juárez no reconoció el hecho sino hasta 1863), en plena guerra de castas, el estado mexicano de Yucatán fue escindido por primera vez, estableciéndose Campeche como estado independiente. A la conclusión de la propia guerra de castas, durante el porfiriato, en 1902, el estado de Yucatán fue dividido nuevamente para crear el territorio federal que más tarde se convertiría en el actual estado de Quintana Roo.
Dentro del territorio del estado de Yucatán se encuentran dos de los más de treinta sitios declarados Patrimonios de la Humanidad de México por la UNESCO correspondientes al sitio arqueológico maya de Chichén Itzá donde se localiza la famosa Pirámide de Kukulkán que a su vez es una de las nuevas siete maravillas del mundo moderno, y a la antigua ciudad maya de Uxmal cuya estructura más conocida es la Pirámide del Adivino. Además, el anillo de cenotes se encuentra en la lista Indicativa a ser Patrimonio de la Humanidad de México.

## Elementos identitarios

### Bandera

#### Antecedentes históricos

Bandera de la República de Yucatán insignia que, a partir de 2024, ha sido adoptada como la Bandera del Estado de Yucatán.

Yucatán, por muchos años, no tuvo bandera oficial. Históricamente, la que se ha denominado bandera yucateca es una bandera que originalmente fue izada, por única vez, el 16 de marzo de 1841, como protesta contra el centralismo del México de Antonio López de Santa Anna.
El pendón yucateco, que tiene los colores simbólicos de las tres garantías, no llegó a usarse oficialmente pues Yucatán siempre utilizó en actos gubernamentales, en barcos, fortificaciones y edificios públicos el pabellón nacional mexicano. 
En el año 2000 resurgió el uso del pendón yucateco. Este hecho fue atribuido a razones de índole política y concretamente a las tensiones que habían surgido entre el gobernador Víctor Cervera Pacheco y el gobierno federal por motivos políticos. Desde entonces se propagó rápidamente el uso civil de la bandera yucateca en automóviles, camisetas y carteles, entre otros, como una manifestación del sentimiento local de deseo de preservación de la cultura yucateca.
Rodolfo Menéndez de la Peña, historiador, describe así la bandera de Yucatán:

La bandera yucateca se dividió en dos campos: a la izquierda, uno de color verde, y a la derecha, otro con tres divisiones, de color rojo arriba y abajo y blanco en medio. En el campo o lienzo verde de la bandera se destacaban cinco estrellas que simbolizaban a los cinco departamentos en que se dividía Yucatán por Decreto del 30 de noviembre de 1840, a saber:
Mérida, Izamal, Valladolid, Tekax y Campeche.

#### Reconocimiento oficial
A raíz de una reforma a la Constitución mexicana en 2023, en la que las entidades federativas ahora pueden legislar respecto a sus símbolos estatales, incluyendo banderas, el Poder Ejecutivo promovió una iniciativa para reconocer la llamada Bandera yucateca como bandera oficial del Estado de Yucatán. Tras el proceso legislativo respectivo, el 20 de junio de 2024, el Pleno del Congreso de Yucatán la reconoció como bandera oficial del Estado de Yucatán, al promulgar la Ley del Escudo, la Bandera y el Himno del Estado de Yucatán, siendo esta última publicada en el Diario Oficial del Gobierno del Estado de Yucatán el 12 de agosto de 2024, e iniciando su vigencia el día siguiente.

### Escudo

Escudo del Estado de Yucatán.

Desde la consumación de independencia de México en 1821, la antigua Intendencia de Mérida tuvo como insignia el escudo de la ciudad de Mérida, que, indebidamente, fue usado como el del estado de Yucatán.
El 22 de septiembre de 1989, Víctor Manzanilla Schaffer, entonces gobernador del estado, envió al congreso yucateco una iniciativa para la adopción de un escudo de armas para el estado de Yucatán. El Congreso, convocó a un concurso para elegir el diseño, convocatoria a la que respondieron tres personas con sendos proyectos, de los que, una vez analizados, se eligió el trabajo que presentó el señor Juan Francisco Peón Ancona.
Según el LI Congreso Constitucional del Estado Libre y Soberano de Yucatán, el escudo de armas del estado de Yucatán está constituido de la siguiente manera:

En campo de sinople ciervo elanzado de oro, con sol moviente del mismo metal, surgiendo del ángulo siniestro del jefe. En punta: planta de henequén de oro, terrazada de piedras o lajas del mismo metal. Bordura de oro con dos arcos mayas y dos espadañas coloniales españolas colocadas en jefe y punta, diestra y siniestra respectivamente.

### Himno
El himno de Yucatán fue adoptado por decreto oficialmente como Himno del Estado, el 14 de septiembre de 1868, siendo el primer himno estatal en el país, y fue inspirado por el triunfo de la República sobre el Imperio. La letra del himno estatal fue compuesta por Manuel Palomeque Solís, con la excepción del coro que fue escrito por José García Montero. La música fue escrita por José Jacinto Cuevas.
A mediados del año 2000, bajo el gobierno de Víctor Cervera Pacheco, resurgió su uso en las escuelas, junto con el uso civil de la bandera de Yucatán entre la población, por un enfrentamiento entre el poder estatal y federal debido al desacato de un mandato del Tribunal Electoral del Poder Judicial de la Federación.

## Toponimia
El nombre Yucatán, también asignado a la península, se originó durante las primeras exploraciones de los conquistadores provenientes de Europa. Son fidedignas las versiones que coinciden en que este nombre habría resultado de una confusión entre los habitantes mayas y los primeros exploradores españoles hacia 1517:
- En su obra Relación de la Nueva España, Alonso de Zorita (1511?-1585? Córdoba, España), siguiendo las obras previas de fray Toribio de Benavente (Motolinía) y de López de Gómara, El libro perdido y La historia de las Indias, respectivamente, refiere que Francisco Hernández de Córdoba, Cristóbal Morante y Lope Ochoa de Cayzedo, en su expedición de 1517, "fueron a una tierra no sabida antes (...) Y algo más adelante hallaron ciertos hombres y preguntáronles cómo se llamaba un gran pueblo que estaba allí cerca. Dijeron Tectetam, que quiere decir 'No te entiendo', los españoles pensaron que se llamaba así y, corrompiendo el vocablo, lo llamaron y llaman Yucatam".[34]
- Según otros, todo fue consecuencia de que un explorador hispano, interpelando a un indígena maya, quiso saber el nombre de la región. El indígena probablemente le respondió "Maꞌanaatik ka tꞌaan",[35] que en idioma maya yucateco significa "no entiendo tu hablar" o "no te comprendo".[17]
- También se dice que los españoles dieron el nombre de Yucatán a la región porque los mayas contestaban a sus preguntas con la frase "uh yu ka tꞌaan",[35] que en maya significa "oye como hablan", y los españoles entendieron "Yucatán". Otra versión se refiere a que ante la pregunta de los exploradores foráneos, los nativos que tenían en sus manos las gargantillas de sus mujeres, contestaron: "U Yu c-atan" ("Son las gargantillas de nuestras esposas").[35]
- Fray Diego de Landa asienta que el término proviene del maya Ki u tꞌaan, que significa "no entiendo lo que tú hablas".[36]
- Otra versión menos aceptada es la de Bernal Díaz del Castillo, que en su libro Historia verdadera de la conquista de la Nueva España, afirma que Yucatla quiere decir "tierra de yucas",[37] planta que era cultivada por los mayas.[38]
- La enciclopedia Yucatán en el Tiempo, en la ficha correspondiente a Bartolomé Colón, hermano de Cristóbal, dice que, en ocasión de una travesía que realizaba el navegante genovés en agosto de 1502, se encontró con un grupo de mayas que surcaban el Caribe en una embarcación en misión comercial, frente a la costa de lo que actualmente es Honduras. Después de intercambiar mercancías, los indígenas, señalando a los lejos las costas de su tierra, dijeron:

"Yukꞌal-taan mayab", que era la designación lingüista de su nación, y que textualmente quiere decir: "todos los que hablan la lengua maya". En su informe, Bartolomé Colón recogió esa frase y escribió "Yucathan maian", para designar la tierra que tuvo enfrente, desde la costa norte de Honduras, hasta la costa oriental de la península. Así es como el castellano adquiere el primer nombre geográfico con que habría de designarse después la tierra de los mayas. Esta es, según Antonio Mediz Bolio, la etimología más razonable del nombre de Yucatán, al que se le han atribuido los más caprichosos y pintorescos orígenes.

En cualquier caso los mayas, antiguos pobladores de estas tierras, entendían algo parecido al vocablo "Yucatán" que hoy denomina a esta región peninsular y al estado mexicano del mismo nombre.

## Historia

### Época prehispánica

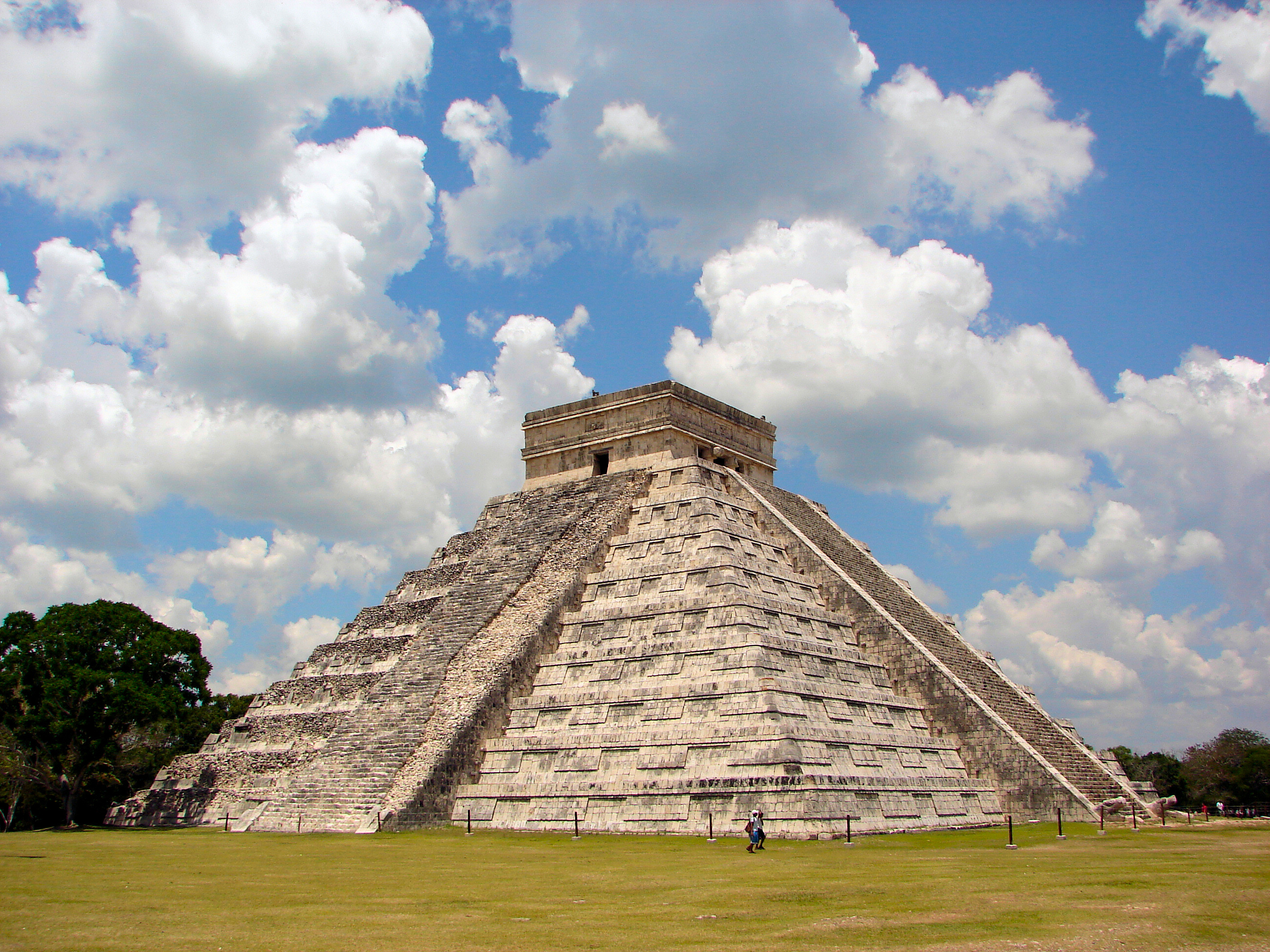
Templo de Kukulkán en Chichén Itzá, llamado localmente "El Castillo".

Los primeros poblamientos en el territorio de la península fueron establecidos por los mayas, aunque la presencia de los primeros humanos en el espacio geográfico data de finales del pleistoceno, como parecen indicar los hallazgos en las cavernas de la costa oriental de la península y en las grutas de Loltún.
Con relación a los mayas peninsulares, algunos historiadores afirman que los primeros de entre ellos, bajaron del Petén para instalarse en la región suroriental de la Península, en la zona de Bacalar, Quintana Roo, y que lo hicieron hacia el año 250. Fueron los chanes, pueblo o tribu maya que antecedió a los itzáes, quienes más tarde, hacia el año 525, comenzaron a moverse hacia el oriente de la península, fundando Chichén Itzá, Izamal, Motul, Ek Balam, Ichcaanzihó (hoy la ciudad de Mérida) y Champotón. Más tarde, los xiúes, de ascendencia tolteca y que provenían del litoral del golfo de México, se asentaron en la región dando lugar a desplazamientos de los itzáes y de los cocomes —una rama diversificada de los propios itzá—. Finalmente, con el paso de los años y de múltiples enfrentamientos, se formaría la Liga de Mayapán (integrada por los itzaes, los xiúes y los cocomes), que en última instancia se desintegró hacia 1194, dando paso a un período de anarquía y fragmentación en pequeños señoríos (kuchkabal, le llamaban los mayas) con los que se encontraron los conquistadores españoles en los albores del siglo XVI.

### Descubrimiento europeo de la península de Yucatán

Expedición de Francisco Hernández de Córdoba a Yucatán en los primeros meses de 1517.

Al referirse al descubrimiento de la península de Yucatán se habla del evento histórico protagonizado por europeos, por orden y encargo de la monarquía española, en los albores del siglo XVI, durante el proceso de exploración y conquista de dichos territorios de Mesoamérica. Resulta obvio que el término descubrimiento es utilizado por cuanto a lo que se refiere a los propios españoles que estaban entonces explorando territorios para ellos desconocidos. En sentido estricto, no se puede descubrir un territorio que ya estaba habitado.
En 1513, Juan Ponce de León ya había conquistado la isla de Borinquén, hoy Puerto Rico y había descubierto la Florida. Ponce de León y Antón de Alaminos, quien lo acompañó en este último descubrimiento, sospechaban entonces que al oeste de Cuba encontrarían nueva tierras. Bajo la influencia de estos, Diego Velázquez de Cuéllar, a la sazón gobernador de la isla de Cuba, organizó una expedición bajo el mando de Francisco Hernández de Córdoba y con la participación de los capitanes Cristóbal de Morante y Lope Ochoa de Caicedo para explorar los mares al poniente de la isla.
Esta expedición zarpó del puerto de Ajaruco el 8 de febrero de 1517 con rumbo a La Habana y, después de rodear la isla y navegar con dirección sur poniente por lo que ahora se conoce como el canal de Yucatán, llegó a tierra firme el 1 de marzo, a la península de Yucatán. Hay discrepancias respecto del lugar al que arribaron los participantes de esta primera expedición. Unos afirman que fue Isla Mujeres. Bernal Díaz del Castillo dice que fue cabo Catoche en donde vieron una gran ciudad a la que llamó el «Gran Cairo».

### Conquista española

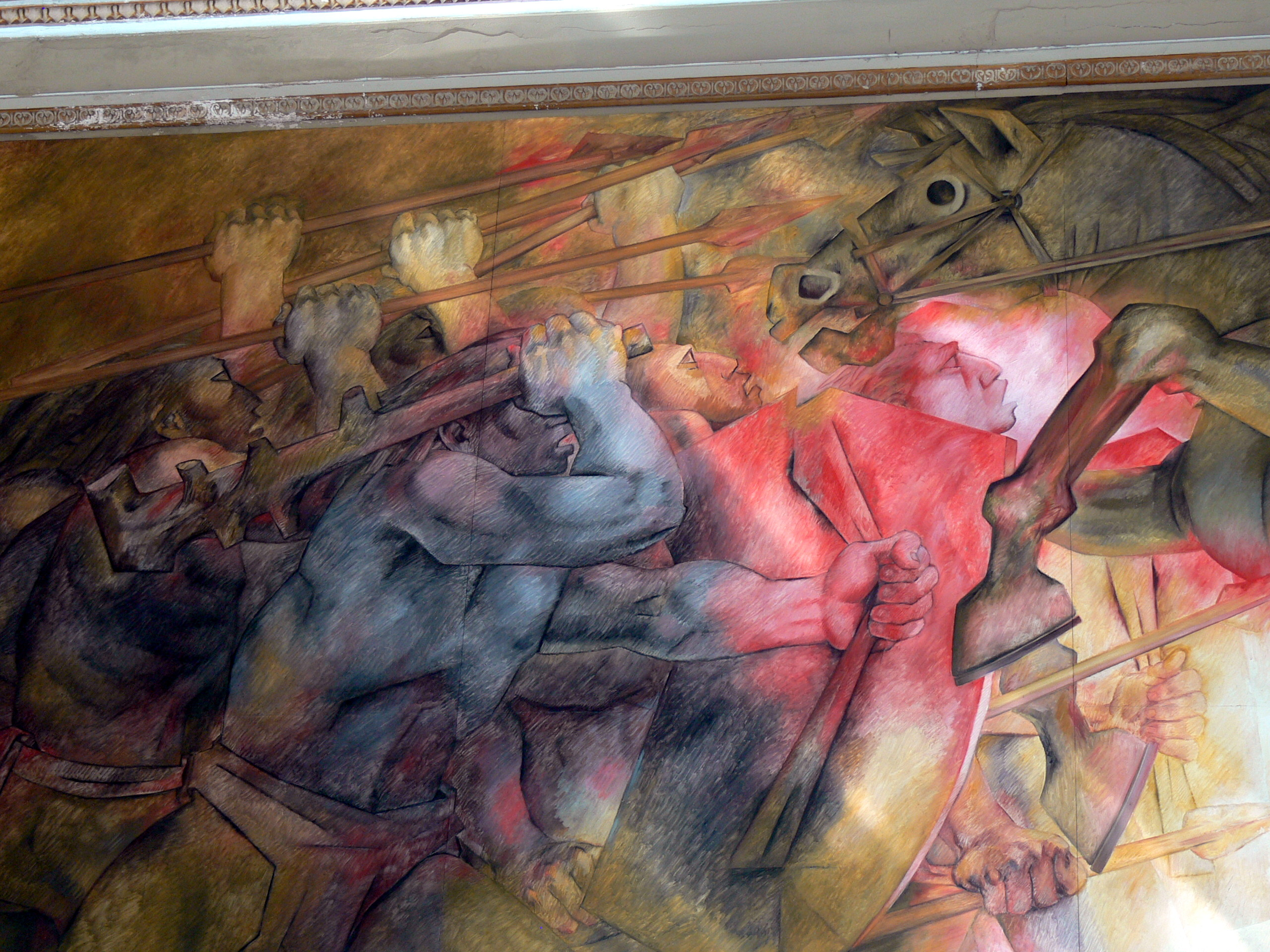
Mural alusivo a la conquista de Yucatán pintado por Fernando Castro Pacheco.

La conquista de Yucatán fue consumada dos décadas después de la conquista de México por Francisco de Montejo "el Adelantado", su hijo Francisco de Montejo y León "el Mozo" y su sobrino, también Francisco de Montejo. "El Adelantado" había estado en la expedición de Juan de Grijalva y participó también con Hernán Cortés durante la tercera expedición que se convirtió finalmente en la conquista de México. Posteriormente, se le encargó la conquista del Mayab, pero fracasó en un primer intento entre 1527 y 1528. Después fue nombrado Gobernador de Tabasco en 1529, con el mandato real de pacificar Tabasco y conquistar la península de Yucatán, llegando a la villa de Santa María de la Victoria en ese entonces capital de la provincia de Tabasco, desde donde comenzó con su misión.
Desde Tabasco, "el Adelantado" condujo una nueva campaña hacia Yucatán entre 1531 y 1535, ahora por el oeste, volviendo a fracasar en su intento. Mientras tanto, después de muchas y cruentas batallas con los naturales, logró hacia 1535 la pacificación total de la provincia de Tabasco y comenzó entonces a planear su nueva incursión hacia Yucatán.
"El Adelantado" fue gobernador de Tabasco y ocupó después el mismo cargo en Honduras y posteriormente en Chiapas. Por estas responsabilidades, le confirió a su hijo homónimo poderes para consumar la conquista de Yucatán. Este, apodado el mozo, fundó las ciudades de San Francisco de Campeche y también la de Mérida (en honor a la Mérida de Extremadura). Fundada el 6 de enero en 1542, sobre las ruinas de la ciudad maya de Ichkanzihóo (T'Hó), y utilizando para ello la piedra de corte disponible en las edificaciones mayas abandonadas, se hizo el cambio de los poderes de Santa María de la Victoria, capital de la provincia de Tabasco hacia Mérida el 11 de junio de 1542. La recién fundada Mérida fue sitiada por las huestes mayas de Nachi Cocom, régule de Sotuta. Allí se libró una batalla definitiva para la conquista de Yucatán, que ganaron los europeos. Con ese triunfo los españoles empezaron a consolidar su dominio sobre la región occidental de la península.
Pacificado el occidente de Yucatán, "el Adelantado", encargó a su sobrino, también homónimo, apodado "Montejo el sobrino", la conquista del oriente de Yucatán, que se logró después de sangrientas batallas y culminó con la fundación de la ciudad de Valladolid el 8 de mayo de 1543. En su carácter de teniente de gobernador y justicia mayor, "el Mozo Montejo", gobernó la nueva capitanía general (a la cual se anexó la provincia de Tabasco) en ausencia de su padre, hasta el retorno de este en 1546, cuando se hace cargo del gobierno de Yucatán.
Una vez consumada la conquista, "el Adelantado" se encargó de la gubernatura de Yucatán a partir de 1546, pero por quejas recibidas en la corte española fue destituido de su cargo en 1550, regresando a la metrópoli para asumir su propia defensa ante el Consejo de Indias. Sin embargo, falleció en Salamanca en 1553, antes de que pudiera limpiar su nombre. "El Mozo" falleció el 8 de febrero de 1565 en Guatemala tras una larga enfermedad. "El Sobrino", en tanto, murió en Mérida en 1572, siendo su regidor, a la edad de 55 años.

### Rebelión de Cisteil, durante la Colonia
En noviembre de 1761 se dio en Yucatán un levantamiento social que no tuvo grandes consecuencias para el régimen colonial, si bien definitivamente marcó la historia de la península y expuso con claridad las tensiones que se vivían en la región, producto de la inequidad y los prejuicios en que se tenía a los indígenas mayas, en beneficio exclusivo de la raza blanca y españoles. También advirtió de lo que habría de ocurrir menos de un siglo después, con la denominada Guerra de Castas, cruenta guerra civil que no habría de terminar sino hasta empezado el siglo XX.
En el poblado de Cisteil, un caudillo maya llamado Jacinto Canek, se levantó en armas junto con un grupo de indígenas contra el gobierno colonial español. Aunque la rebelión fue sofocada y los rebeldes capturados, enjuiciados sumariamente y atormentados en Mérida, y el pueblo de Cisteil, quemado y cubierto de sal para escarmiento de la población, el evento produjo tal desazón social, que marcó un hito en la historia yucateca que hasta la fecha es recordado como símbolo de la pugna racial y social que existió durante siglos.

### Yucatán en el México independiente

Yucatán en el México de 1824.

Por su lejanía geográfica del centro de la Nueva España y por las circunstancias políticas que prevalecieron en la península en las primeras décadas del siglo XIX, Yucatán no se vio afectado militarmente por la guerra de independencia de México, aunque hubo un espíritu libertador en los yucatecos ilustrados, representado por los Sanjuanistas, que se enfrentaron ideológicamente a la facción conservadora de la sociedad yucateca, representada por el grupo denominado los Rutineros. Lorenzo de Zavala, uno de los sanjuanistas, formó en 1820 la Confederación Patriótica, dentro de la cual tuvo lugar una ruptura, ya que hubo quienes apoyaban al gobierno español y a la Constitución de Cádiz de 1812, y otro, encabezado por Zavala, que buscaba la independencia absoluta de España.
Mientras esto ocurría en Yucatán, se proclamó el Plan de Iguala y se firmaron los Tratados de Córdoba, tras lo cual, Juan María Echeverri, último representante de España en el gobierno de Yucatán, proclamó la independencia de la península y envió a dos representantes a negociar la incorporación de Yucatán al México insurgente. La incorporación al Primer Imperio Mexicano ocurrió el 2 de noviembre de 1821. Más tarde, el 23 de diciembre de 1823, fue uno de los 19 estados libres y soberanos que fundarían la actual nación mexicana conforme quedó establecido en la Constitución de México de 1824.

#### República de Yucatán

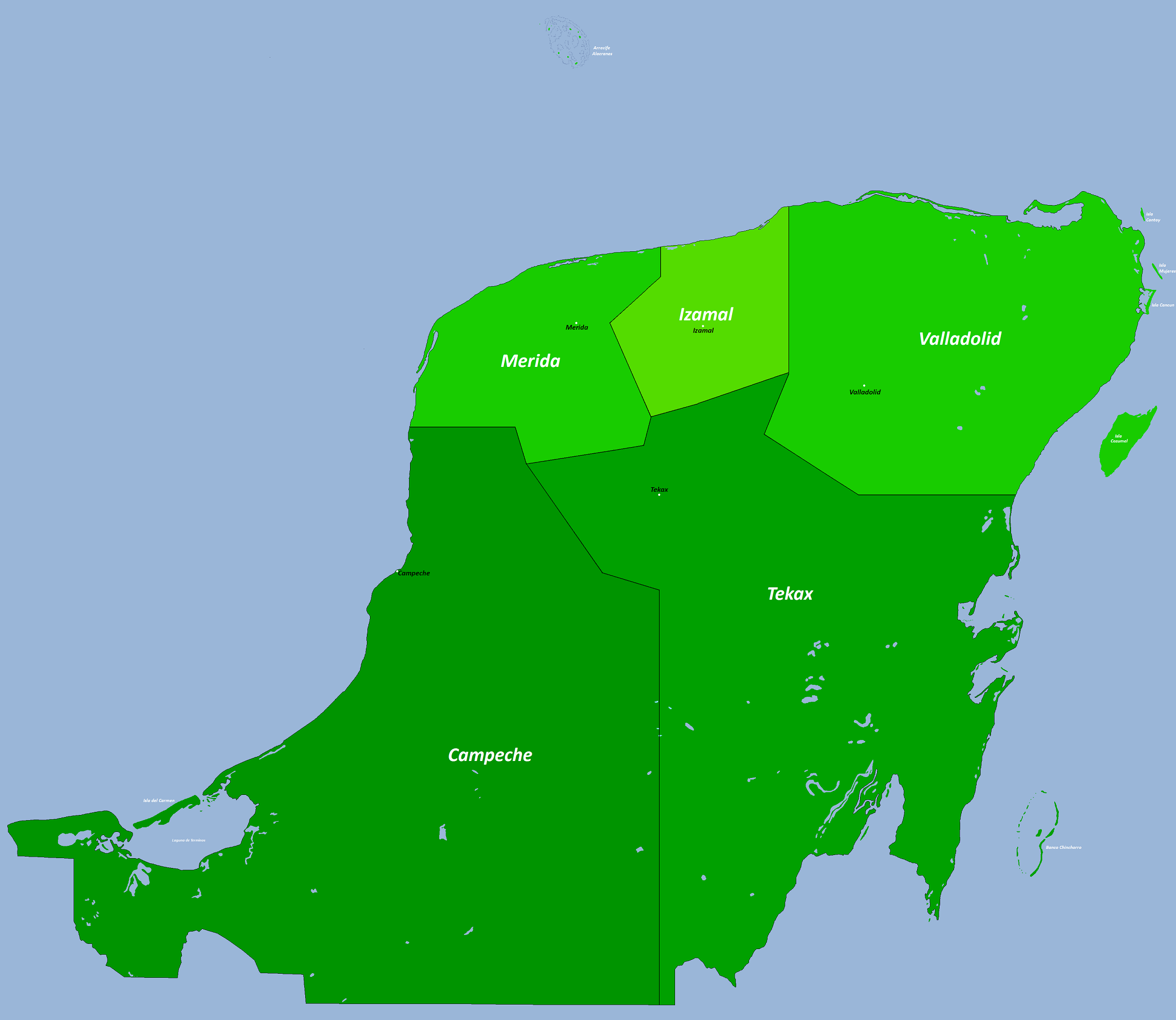
Organización territorial y política de Yucatán hacia 1840. Cinco partidos (a partir de la punta nor-occidental de la península, en el sentido de las manecillas del reloj): partido de Mérida, de Izamal, de Valladolid, Tekax y Campeche.

La República de Yucatán surgió como respuesta a los gobiernos centralistas en México que, a partir de 1835, violaron el pacto federal que Yucatán había suscrito en 1825. En 1841, conociendo Miguel Barbachano, entonces gobernador, que el estado de Tabasco había decretado su separación de México, envió una comisión encabezada por Justo Sierra O'Reilly para entrevistarse con las autoridades tabasqueñas, a fin de proponerles la creación de una república independiente de México, conformada por ambas entidades. Esta idea no prosperó, ya que Tabasco regresaría a la Unión Mexicana en 1842.
El movimiento de los federalistas yucatecos encabezado políticamente por Miguel Barbachano mantuvo a Yucatán en una relativa independencia de México durante 8 años, pero la península se vio obligada a reincorporarse a la nación mexicana en 1848, debido a que México condicionó su apoyo militar al gobierno de Yucatán en la llamada guerra de castas.
Unos años más tarde, en 1852, el estado de Yucatán fue escindido, primero por iniciativa campechana y después, en 1862, por reconocimiento expreso del gobierno de Benito Juárez, aprovechando las pugnas internas entre facciones políticas adversarias, agravadas por las consecuencias de la guerra de castas, que desquició la vida política, económica y social de la península. Por esta escisión Campeche logró su condición actual de estado federado independiente.

#### Guerra de Castas
En 1847 se inició un cruento movimiento encabezado por los caciques mayas Jacinto Pat y Cecilio Chi con la finalidad de que los mayas sometidos por tres siglos recobraran su libertad e independencia. Dicho movimiento se conoció como la Guerra de Castas y se prolongó por más de medio siglo. Daría inicio en julio de 1847, cuando las autoridades yucatecas descubrieron una gran concentración armada de grupos mayas, que se encontraban en la hacienda de Culumpic, propiedad de Jacinto Pat, cacique de Tihosuco. Dicha sublevación se llevó a cabo en agosto de ese mismo año y tenían previsto acabar con todos los blancos y mestizos de Yucatán; al término de esa eliminación, los mayas proclamarían su independencia y coronarían al cacique Cecilio Chi como su nuevo monarca.
Durante muchos años de lucha entre tropas locales y federales y grupos indígenas, ninguna de las partes en conflicto parecía alcanzar el triunfo sobre el enemigo. Durante esta etapa tuvo lugar la fundación de una nueva capital en la selva por parte de los mayas, que la llamaron Noj Kaaj Santa Cruz (hoy Felipe Carrillo Puerto). En marzo de 1850, el comandante de las fuerzas federales Micheltorena asaltó dicha plaza, pero no pudo terminar con la rebelión, por lo que al año siguiente tuvo que entregar el mando al General Rómulo Díaz de la Vega.
La última acción importante de la Guerra de Castas fue el sitio que los mayas impusieron a Tihosuco por tiempo de 50 días, en 1865. La rendición definitiva de los mayas la consiguió el general Ignacio A. Bravo, quien en 1899 ocupó la jefatura militar de Yucatán. Bravo emprendió un avance paulatino y consolidó todas las posiciones ganadas, hasta que ocupó definitivamente Chan Santa Cruz en mayo de 1901, con lo que la península quedó bajo el control directo del Gobierno Federal. Sería un año más tarde cuando Yucatán sufriría la segunda escisión territorial, al decretarse la creación del territorio federal de Quintana Roo, con capital en el puerto de Payo Obispo (hoy Chetumal). Con esto, tras medio siglo fatídico, Yucatán habría sido desmembrado perdiendo más de las dos terceras partes de su territorio original.

#### Agroindustria henequenera

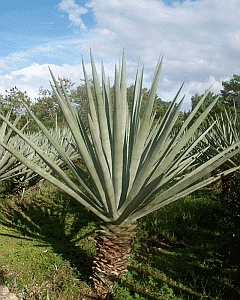
El Agave fourcroydes, comúnmente conocido como Henequén en Yucatán, Sisal en otros lugares, Ki en lengua maya.

Casi en paralelo con la guerra de castas, se desarrolló desde mediados del siglo XIX una agroindustria henequenera que dio sustento temporalmente a la autarquía de Yucatán. En efecto, la planta del henequén o sisal y la fibra o sosquil (del maya: soski: fibra de henequén.) que de ella se obtiene fueron la base de una sólida y dinámica economía que apuntaló el desarrollo económico del estado, aunque desgraciadamente no así su desarrollo social. Los productos derivados del henequén: jarcias, cuerdas, costales tapetes, recubrimientos y otros muchos, se convirtieron en artículos de exportación de la península yucateca que trajeron las divisas y los recursos requeridos para financiar el crecimiento del estado.
El Estado de Yucatán y la región en su conjunto tuvieron un notable crecimiento a lo largo de los últimos años del siglo XIX gracias esencialmente a esta industria henequenera, aunque parte del éxito económico se basó en la explotación de la mano de obra que aportaron los indígenas mayas.
Cientos de haciendas contribuyeron a la prosperidad de la región hasta que la llegada de los productos sintéticos después de la Segunda Guerra Mundial, y la propagación del cultivo del henequén en otros lugares del mundo, propiciaron su paulatino declive.
La situación de bonanza que se vivió permitió que la ciudad de Mérida tuviese alumbrado público eléctrico y tranvías antes que la Ciudad de México. A principios del siglo XX, Mérida contaba con un mayor número de millonarios per cápita que cualquier otra parte de América Latina. Hasta la fecha, el paseo de Montejo, avenida inspirada en los bulevares parisinos, está llena de casas lujosas de la época. Esto sucedía mientras en las poblaciones al interior del estado de Yucatán se carecía de lo estricto.

### SigloXX
El movimiento revolucionario de México llegó a Yucatán tardíamente por el aislamiento geográfico de la península. El general Salvador Alvarado, quien siendo sinaloense gobernó y fue comandante militar de la entidad, representó al ejército constitucionalista comandado por Venustiano Carranza, de 1915 a 1918. Durante los años del gobierno alvaradista se dio una profunda transformación de las estructuras políticas, económicas y jurídicas del Estado, cambiándose de raíz el manejo de la industria henequenera, que era por ese entonces el eje de la actividad económica de Yucatán y el pivote de la organización productiva.

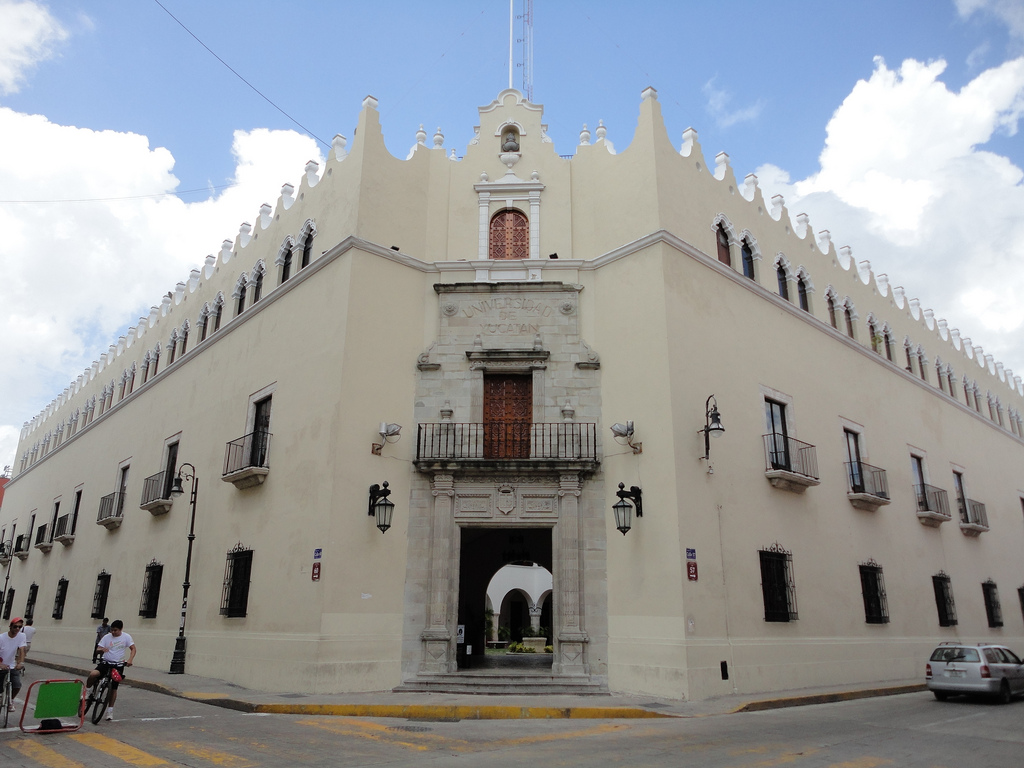
Fachada del edificio principal de la Universidad Autónoma de Yucatán.

En 1922 llegó al gobierno del estado, postulado por el Partido Socialista del Sureste Felipe Carrillo Puerto que habría de continuar la tarea transformadora de Salvador Alvarado, pero este logró mantenerse en el poder solamente durante 20 meses. En 1924 fue derrocado y junto con tres de sus hermanos, fusilado, aprovechando la rebelión de Adolfo de la Huerta. Durante el gobierno de Carrillo Puerto, llamado el prócer del proletariado yucateco, además de que se consolidaron reformas para disminuir la explotación indígena, se impulsó la transformación social de Yucatán. También, en una reforma educativa de gran alcance, se creó la Universidad del Sureste, antecedente directo de la Universidad Autónoma de Yucatán.
Otro hito del Yucatán del siglo XX fue la llegada a Yucatán, el 3 de agosto de 1937, del general Lázaro Cárdenas del Río, entonces presidente de México, con el propósito de aplicar la reforma agraria en la entidad. Su visita, que se prolongaría por 23 días, daría como resultado la expropiación de las haciendas henequeneras a fin de transformarlas en ejidos.
Hasta mediados del siglo XX, el contacto que tenía Yucatán, en su condición de península —casi isla—, con el resto de México era por vía marítima. El comercio con Estados Unidos y Cuba, al igual que con Europa y otras islas del mar Caribe eran más significativos que con México.
En los años 30 se tuvo contacto vía aérea por medio de hidroaviones que despegaban de la ciénaga del Puerto de Progreso, rumbo a La Habana, Cuba y la Florida en los Estados Unidos. En la década siguiente con la inauguración de la terminal aérea se pudo enlazar con la Ciudad de México, a través de la entonces Compañía Mexicana de Aviación.
No fue hasta 1951 cuando Yucatán se unió por ferrocarril al resto del país, aunque con incompatibilidad de vías férreas, ya que desde el sur de Veracruz hasta la península prevaleció por algunos años el sistema de vía angosta, a diferencia de la vía ancha que existía de Veracruz hacia el altiplano. Después, en los años 80, llegaría la carretera que finalmente conectó el altiplano con la península de Yucatán.
En la última década del siglo XX se condujo exitosamente un proceso de reordenación económica y social que ha permitido a la entidad salir de la dependencia henequenera, que ya había agotado su capacidad para ser el eje fundamental del desarrollo económico.

## Política

### Gobierno
La constitución de Yucatán establece la división de poderes en ejecutivo, legislativo y judicial. El Poder Ejecutivo es ejercido por el gobernador del estado de Yucatán, y el legislativo por el Congreso de Yucatán, en una legislatura unicameral compuesta por 35 diputados. 
El poder judicial del estado está encabezado por el Tribunal Superior de Justicia de Yucatán; está depositado, a su vez, en el Tribunal de Disciplina Judicial del Estado de Yucatán, el Tribunal de los Trabajadores al Servicio del Estado y los Municipios, los juzgados de primera instancia, los tribunales laborales, el Órgano Administrativo y demás que establezca la ley. 
Tanto el gobernador, los diputados, magistrados y jueces son elegidos por sufragio directo, universal y secreto. 
Según la propia constitución, el ejercicio del poder ejecutivo de esta entidad mexicana se deposita en un individuo, denominado "Gobernador o Gobernadora del Estado de Yucatán", y que es electo para un período de 6 años que comienza el 1 de octubre del año de las elecciones y que termina el 30 de septiembre después de haber transcurrido seis años.  
A su vez, la Constitución de Yucatán señala la existencia de 9 organismos constitucionales autónomos, mismos que no dependen estructura jerárquica alguna con los Poderes del Estado, ejerciendo atribuciones y facultades en distintas materias, los cuales son la Comisión de Derechos Humanos del Estado de Yucatán, el Instituto Estatal de Transparencia, Acceso a la Información Pública y Protección de Datos Personales de Yucatán, el Instituto Electoral y de Participación Ciudadana de Yucatán, el Tribunal Electoral del Estado de Yucatán, el Tribunal de Justicia Administrativa del Estado de Yucatán, la Fiscalía Especializada en Combate a la Corrupción del Estado de Yucatán, la Agencia de Transporte de Yucatán, la Fiscalía General del Estado de Yucatán y la Agencia de Inteligencia Patrimonial y Económica del Estado de Yucatán.
Es una de las entidades federativas que muestran mayor interés al participar de manera activa en los asuntos del estado, durante el 2015 Yucatán fue el primer estado de la república mexicana con mayor participación ciudadana durante las elecciones, datos estadísticos del Instituto Nacional Electoral reflejan que de 1 436 608 registros en la lista nominal, hubo un total de 1 017 937 votos, por tanto, la participación del 70,86 %.

División de poderes en Yucatán
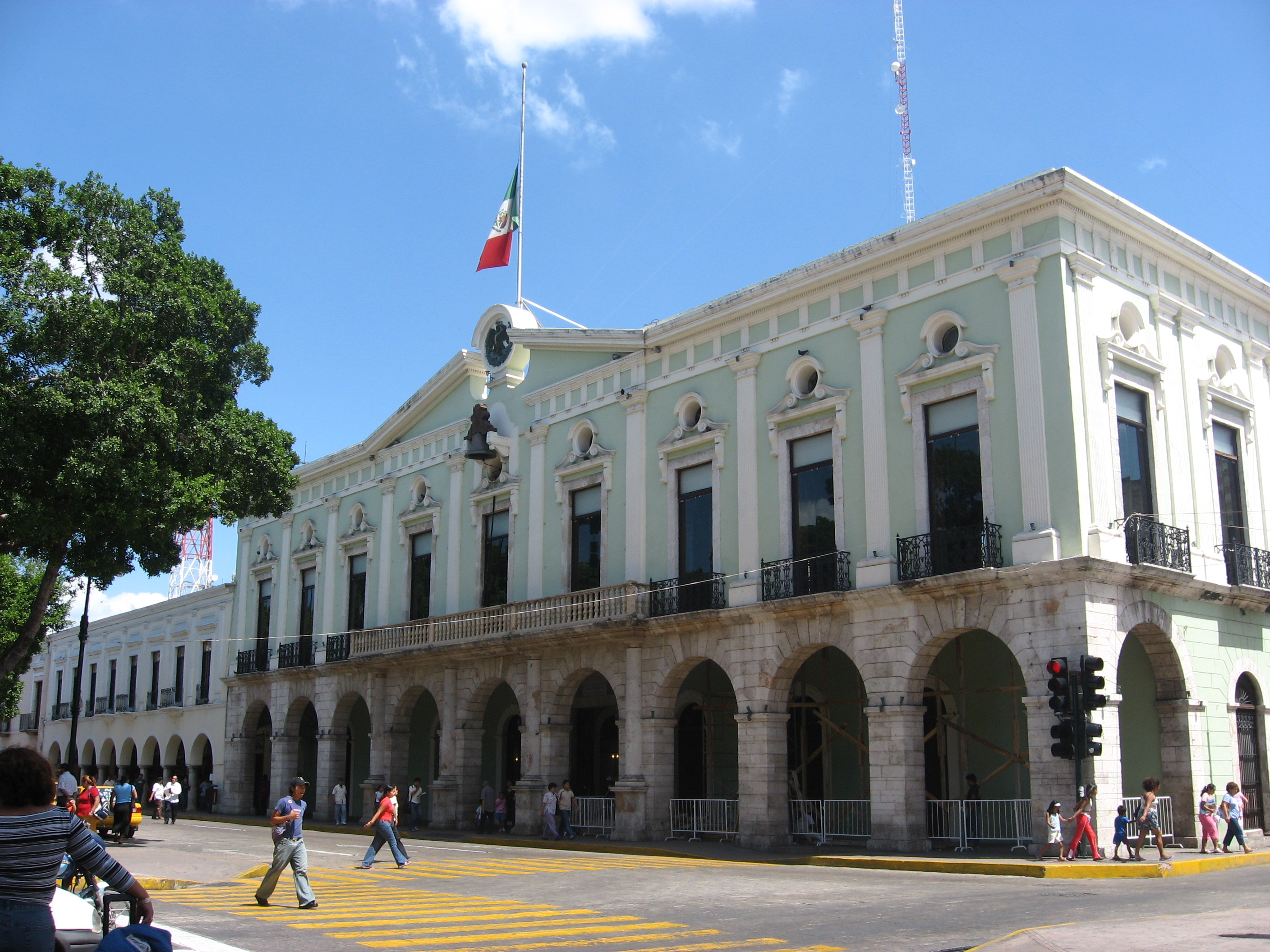
Palacio de Gobierno, sede del poder ejecutivo.
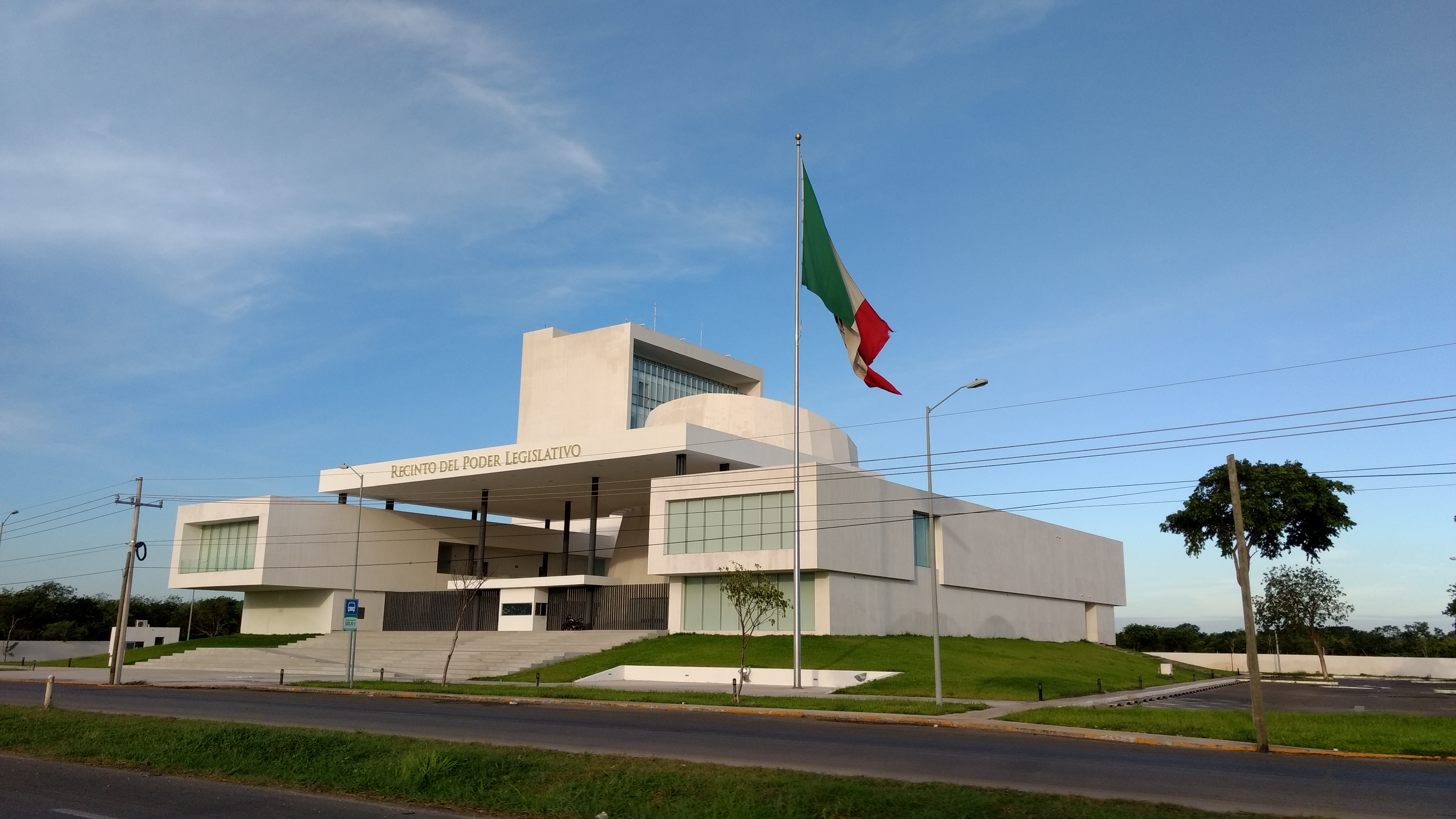
Congreso de Yucatán, sede del poder legislativo.
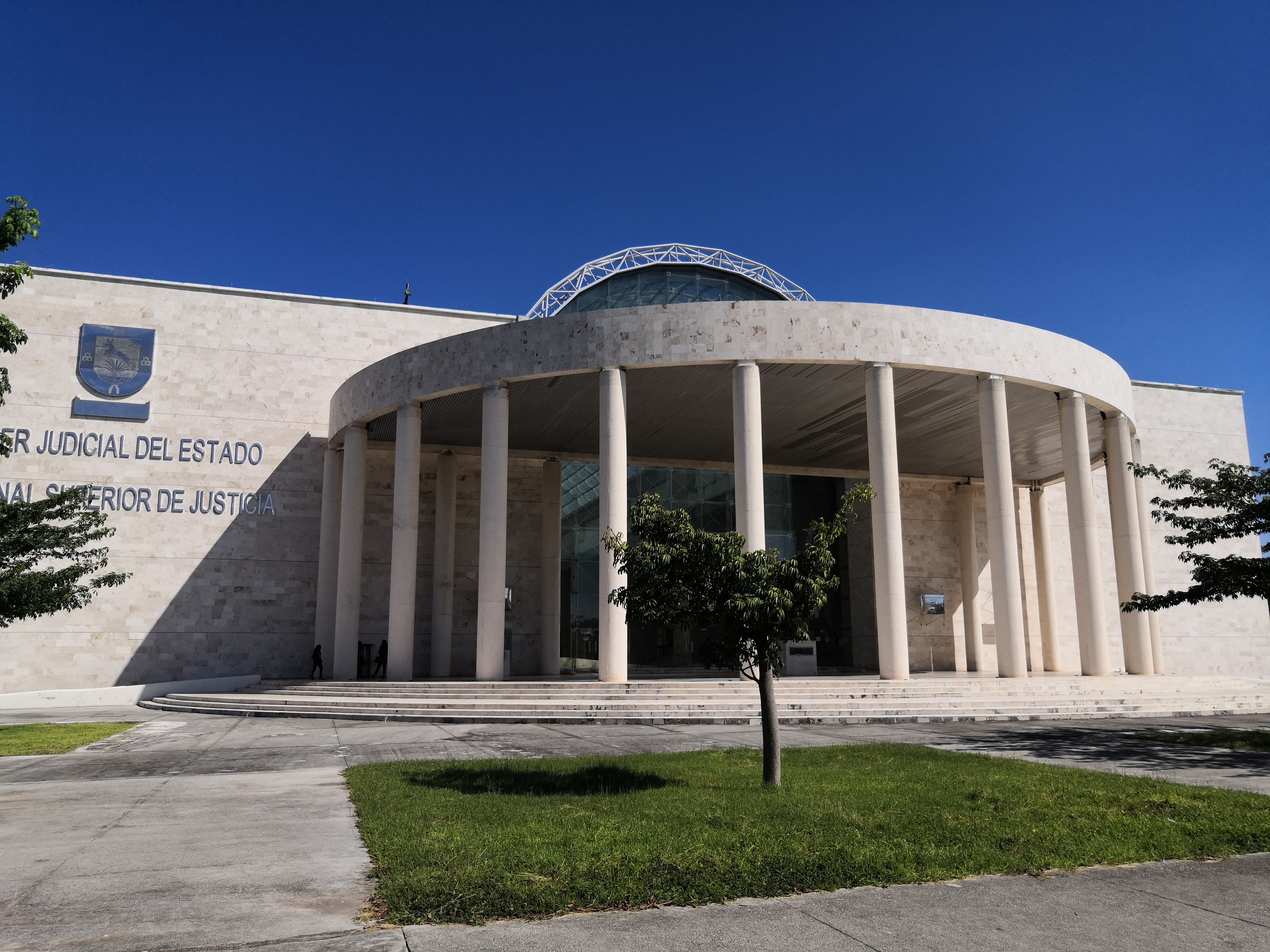
Tribunal Superior de Justicia de Yucatán., sede del poder judicial.

### División político-administrativa

Los 106 municipios de Yucatán con los límites fijados por el INEGI.

Las 3363 localidades del estado de Yucatán están divididas en 106 municipios, organizados en 13 distritos administrativos, 9 regiones geográficas, según el Instituto Nacional para el Federalismo y el Desarrollo Municipal (INAFED), o 7 regiones económicas, según la Secretaría de Planeación y Presupuesto.
Cada municipio es gobernado por un presidente municipal, elegido por votación democrática cada tres años para presidir los cabildos de los ayuntamientos, con posibilidad de reelección por un término más.
El presidente municipal es la figura unipersonal más importante del ayuntamiento. Cabeza de la planilla ganadora, responsable de la administración pública municipal, representante político del municipio y presidente del cabildo, dicha figura concentra un conjunto de facultades formales e informales que lo sitúan en una posición privilegiada de la vida política municipal.
La base constitucional de los municipios se encuentra en el artículo 115 de la constitución mexicana, que señala: 

"Los Estados adoptarán, para su régimen interior, la forma de gobierno republicano, representativo, popular, teniendo como base de su división territorial y de su organización política y administrativa, el municipio libre conforme a las bases siguientes: a) Cada Municipio será gobernado por un Ayuntamiento de elección popular directa, integrado por un Presidente Municipal y el número de regidores y síndicos que la Ley determine. La Competencia que esta Constitución otorga al gobierno municipal se ejercerá por el Ayuntamiento de manera exclusiva y no habrá autoridad intermedia alguna entre este y el Gobierno del Estado".

### Conflicto limítrofe entre los estados peninsulares

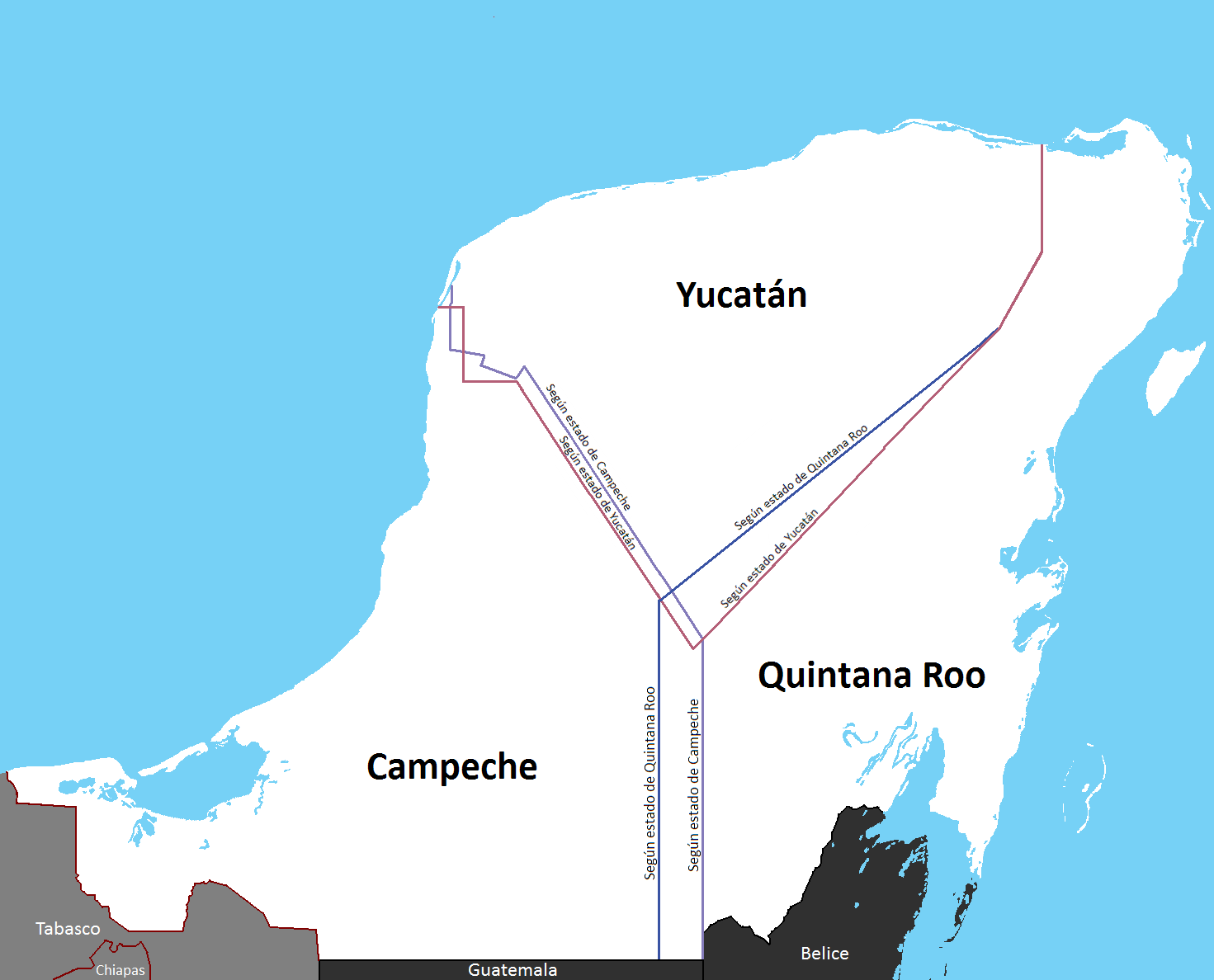
Zonas de traslape entre los 3 estados peninsulares.

Existe un conflicto territorial vigente entre los tres estados que integran la península de Yucatán. Tal conflicto tomó cauce legal el 12 de febrero de 1997, cuando el estado de Quintana Roo interpuso una controversia constitucional contra el estado de Campeche por presunta invasión de territorio al crear este último en 1996 el municipio de Calakmul, para cuya creación se invadieron presuntamente (según el estado de Quintana Roo) 4810 km² del territorio quintanarroense, superficie en la que están enclavadas más de 20 comunidades rurales, cuyos habitantes, poco más de 20 000, no saben a qué estado pertenecen. El 3 de mayo del mismo año el propio estado de Quintana Roo interpuso otra controversia en contra del estado de Yucatán. La resolución de la SCJN le podría costar al estado de Yucatán la pérdida de 5400 km².
Como alternativa se presentan los límites geoestadísticos que fueron diseñados por el INEGI para enmarcar cuestiones estadísticas debido a la imprecisión y carencia de la información referente a los límites político-administrativos de cada estado; en dichos límites se presentan los límites municipales fijados por el INEGI.

## Geografía

Mapa topográfico de Yucatán.

### Localización
El estado de Yucatán está ubicado en el sureste de México, en la península de Yucatán.
La superficie del estado es de 43 379 km², ubicándolo en el lugar número 20 de los estados de México por superficie y representa, aproximadamente, el 2,21 % de la superficie total del país. También cuenta con 340 km de costa, lo que representa el 3,1 % del total nacional.
Los límites geográficos, en coordenadas geográficas, son 21°36' norte, 19°32' sur (de latitud norte); 87°32' este, 90°25' oeste (de longitud oeste). Limita al este con el estado de Quintana Roo; al oeste con el estado de Campeche y al norte con el golfo de México.

### Clima
La ubicación geográfica de la península de Yucatán, al sur del Trópico de Cáncer, y su escasa altitud, determinan el clima del estado.
Las elevadas temperaturas, sumadas a la precipitación anual (con su mayor intensidad en verano), dan como resultado un dominio mayoritario del clima cálido subhúmedo con aproximadamente el 85 % del territorio estatal, donde la temperatura media anual es de 24°C a 28 °C. Este régimen de temperaturas relativamente elevadas es atemperado por los vientos alisios que normalmente dominan en la región, producidos por un sistema isobárico que permite el flujo de viento de las zonas tropicales hacia el ecuador terrestre. Gracias a estos vientos, en la península de Yucatán es posible refrescar la geografía durante las épocas más cálidas del año, los meses estivales, sobre todo durante las últimas horas de la tarde, cuando predominan tales vientos soplando del nordeste al sudoeste.
El clima semiseco muy cálido y cálido se distribuye en una franja prácticamente paralela a la costa, que va, aproximadamente, desde el oriente de Río Lagartos hasta Dzilam de Bravo, Hunucmá y Celestún; cubre una zona de alrededor del 13 % del estado y tiene una temperatura media anual que varía, por lo general, entre los 24 °C y 26 °C, aunque en algunas partes suele ser mayor a los 26 °C, y la precipitación total anual va de menos de 600 a 800 mm.
El clima seco cálido es predominante en la zona cercana al golfo de México y se expande por el este de Telchac Puerto hasta el oeste del puerto de Progreso, con aproximadamente el 2 % de la superficie del estado.
| Climogramas de algunas ciudades de Yucatán |        |          |       |         |            |
| Izamal                                     | Mérida | Progreso | Ticul | Tizimín | Valladolid |
|                                            |        |          |       |         |            |
| Fuente: Servicio Meteorológico Nacional.   |        |          |       |         |            |

### Hidrografía

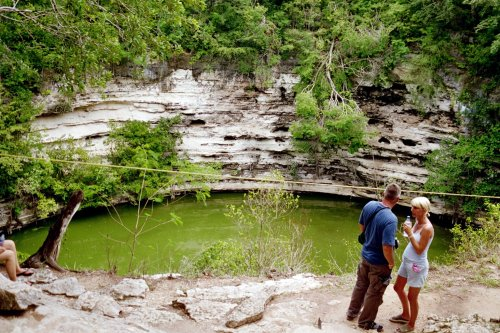
Cenote sagrado, en Chichén Itzá.

El estado carece de cuerpos acuíferos superficiales (ríos, lagos) debido al tipo de rocas de la superficie; por otro lado, dispone de una red de corrientes subterráneas que se manifiestan a lo largo y ancho de la geografía estatal en grutas y aguadas llamadas cenotes y que, a nivel del manto freático, están conectados con otros flujos laminares subterráneos que finalmente van a dar al océano; se estima que existen más de 3000 cenotes en el territorio yucateco.
Las costas de Yucatán sobre el golfo de México, van desde municipio de Celestún y hasta los límites orientales de El Cuyo en el municipio de Tizimín. Tienen una longitud aproximada de 378 km, lo que representa el 3,8 % del total de litorales en México.

## Ecología

### Áreas naturales protegidas
El 22 de noviembre de 1987, el congreso de la unión aprobó la ley federal de equilibrio ecológico y protección al medio ambiente. Las áreas protegidas dentro del estado suman 62 229 091.20 hectáreas (incluyendo las 333 768.50 hectáreas del arrecife Alacranes), de los cuales 60 347.82 hectáreas le pertenecen a la reserva de la biosfera de ría Lagartos y 61 706.83 hectáreas a la reserva estatal de Dzilam.
En Yucatán existen dos parques nacionales, a saber, Dzibilchantún y la Playa adyacente a la localidad denominada arrecife Alacranes; un sitio de protección de flora y fauna, a saber, Otoch ma´ax yetel kooh; y dos reservas de la biosfera, a saber, ría Lagartos, ría Celestún. y reserva Cuxtal que cuenta con 10 757 hectáreas, publicada en el diario oficial el 14 de junio de 1993 por decreto y para contribuir a la conservación de ecosistemas de la región.
Las áreas naturales protegidas han ayudado a conservar la diversidad biológica de la entidad, aunque la mayoría carece de seguimiento y condiciones de trabajo adecuadas.

### Pesca furtiva en el estado
En Yucatán, áreas naturales protegidas como el arrecife Alacranes, se encuentran en peligro como consecuencia de la desbordada pesca ilegal en el estado. Se estima que el 60 % de la pesca que se realiza en Yucatán, es ilegal, es decir, que es capturada sin permiso, por debajo de las dimensiones permitidas o en temporada de veda, además de utilizar productos como el cloro, para obligar a los animales a salir de sus cuevas, situación que ha puesto en riesgo a especies como el pulpo, la langosta, el mero y los pepinos de mar, que ahora, están sufriendo una caída exponencial.
La especie marina que más ha sufrido de estas prácticas, es el pepino de mar, que desde hace 10 años ha sido sobre-explotado debido al alto valor que la especie tiene en el mercado asiático, provocando que desde el 2019 se establezca una veda permanente, prohibiendo su captura. A pesar de esto, la pesca ilegal ha continuado amenazando a la especie a tal magnitud, que en el 2021 el estado tuvo que evaluar estrategias para lograr la repoblación del pepino de mar en la península.

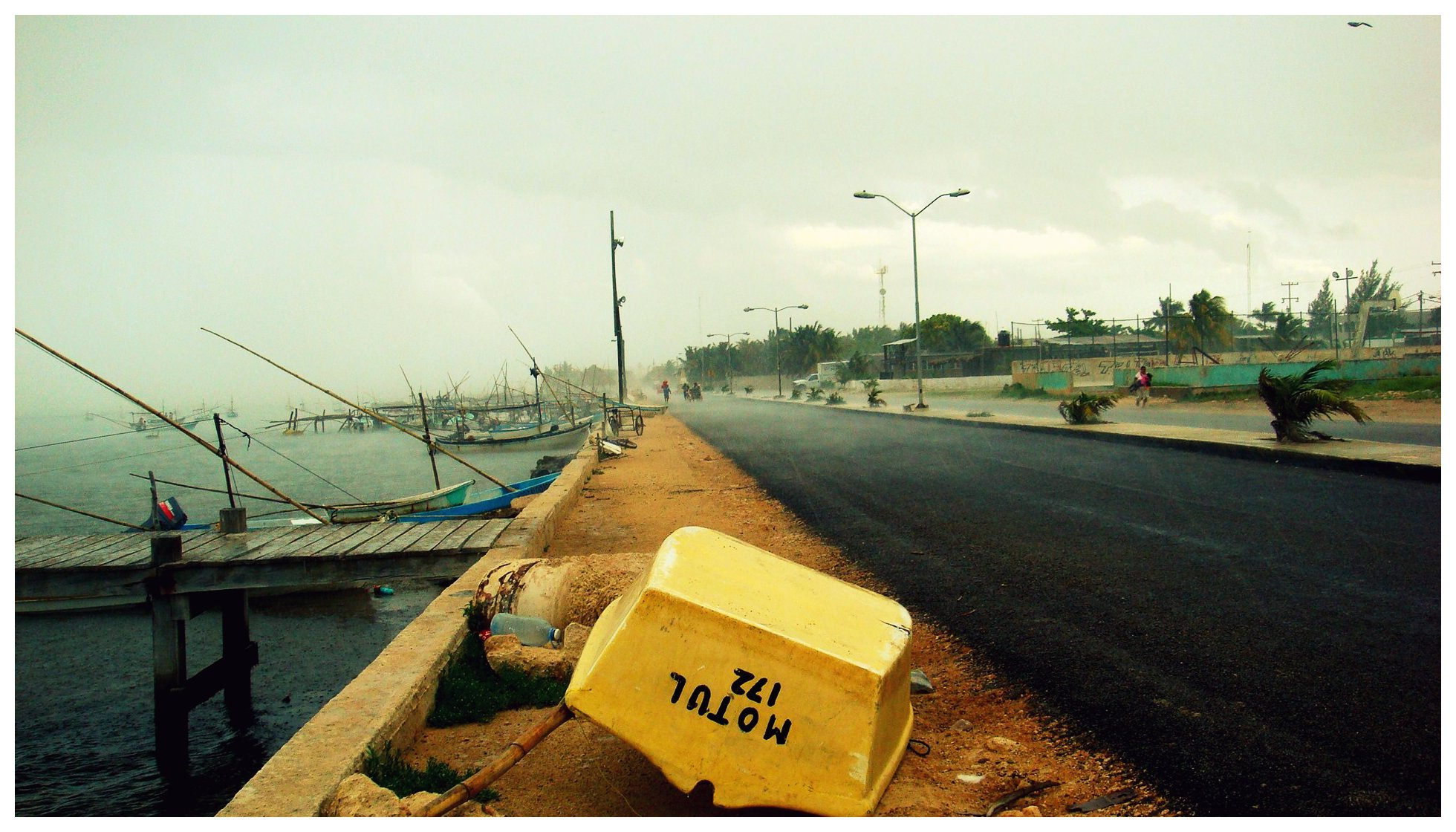
Puerto de Dzilam de Bravo, Yucatán.

Entre las playas donde las prácticas ilegales son llevadas a cabo, se encuentra Celestún, San Felipe, Progreso y sobre todo, Dzilam Bravo. Solo en el año 2021, las autoridades aseguraron cientos de kilos de especies marinas que se encontraban en veda, como el pulpo, la langosta, el caracol blanco y el pepino de mar, además de especies como tiburones, tortugas y crías de cocodrilos. Sumado a esto, el alcalde del municipio, ha sido acusado —no de manera formal— en numerosas ocasiones de recibir sobornos de pescadores dedicados a estas prácticas para poder continuar operando en la zona. 
Otra gran consecuencia de la pesca ilegal en el estado, es la amenaza que representa al parque nacional Arrecife Alacranes, la cual, es una área natural protegida. De octubre del 2012 a octubre del 2019, la organización OCEANA, registró la presencia de 68 embarcaciones dentro de zonas donde está prohibida la pesca de cualquier tipo, puesto que en las zonas, se encuentran especies como el pepino de mar, la langosta y el caracol rosado. Durante el mismo período se identificó un total de 857 actividades de prácticas ilegales dentro de las mismas zonas.

### Fauna
El estado de Yucatán mantiene una amplia diversidad de fauna. La ubicación, el clima cálido y sus lluvias en verano, hacen del estado un lugar idóneo para el desarrollo y cohabitación de muy diversas especies.
En el estado se han registrado 457 especies de peces, 38 de ellas correspondientes a elasmobranquios y 419 a teleósteos; a lo largo del territorio yucateco se distribuyen 87 especies de reptiles, 36 de ellas en alguna categoría de riesgo; aunque se tiene pocos estudios relativos a los anfibios se han reconocido 18 especies, representadas en 2 órdenes, 7 familias y 13 géneros; los mamíferos de Yucatán están incluidos en 12 órdenes, 30 familias, 74 géneros y 89 especies, que representan el 17 % del total de especies mamíferas en México, por otra parte, los mamíferos acuáticos residentes en los ambientes hidrográficos del estado se distribuyen en cuatro grupos: cetáceos, sirénidos, pinnípedos y mustélidos, sumando alrededor de 30 especies. Existen 548 especies de aves registradas dentro de la península de Yucatán, de las cuales, el estado alberga 454 especies organizadas en 22 órdenes, 68 familias y 275 géneros, mientras que 17 de ellas son endémicas de la entidad, lo cual representa un 50 % de las especies que habitan en México; esto hace que Yucatán sea el estado con mayor diversidad en aves del país.

Fauna de Yucatán
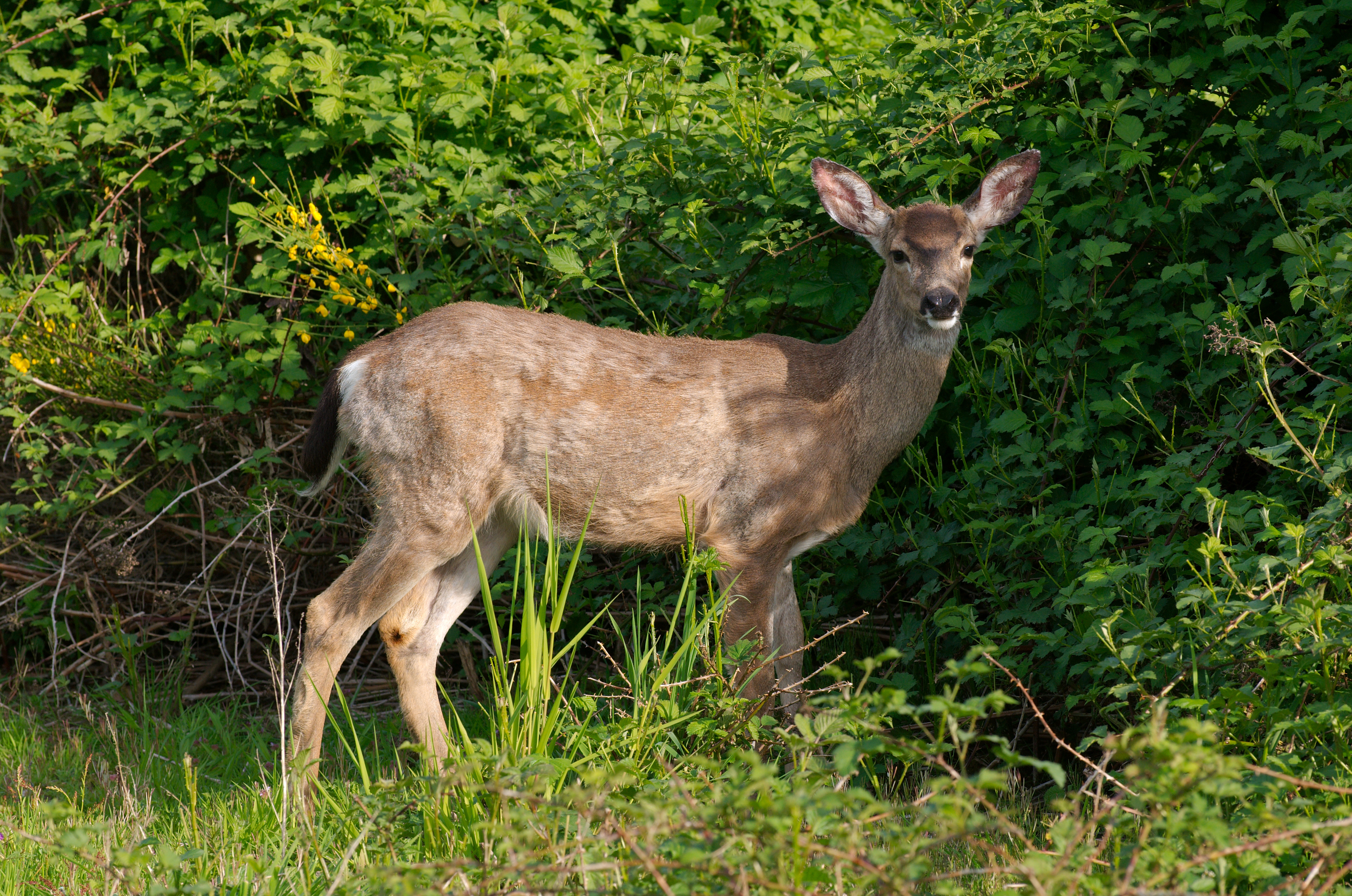
Odocoileus virginianus
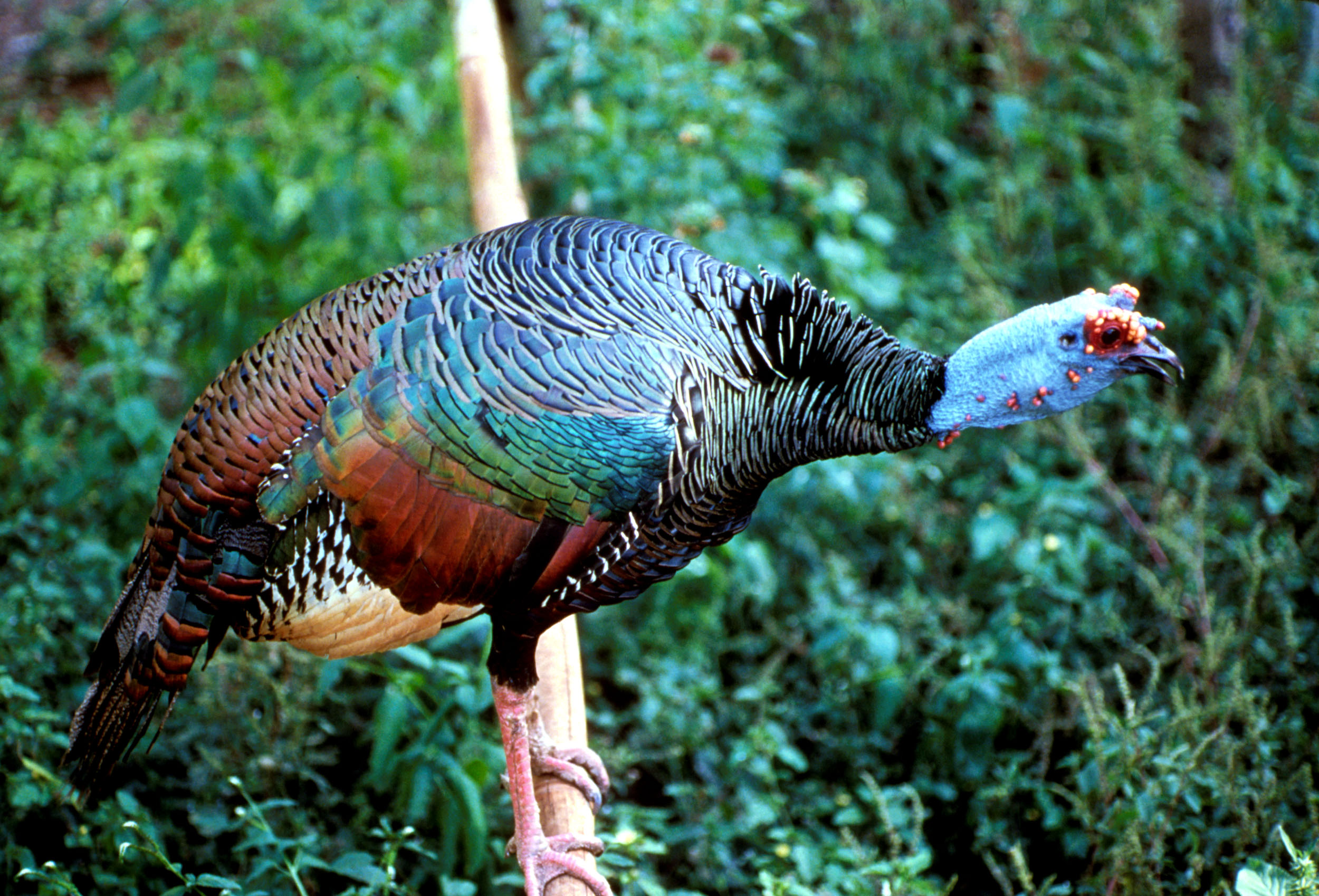
Meleagris ocellata
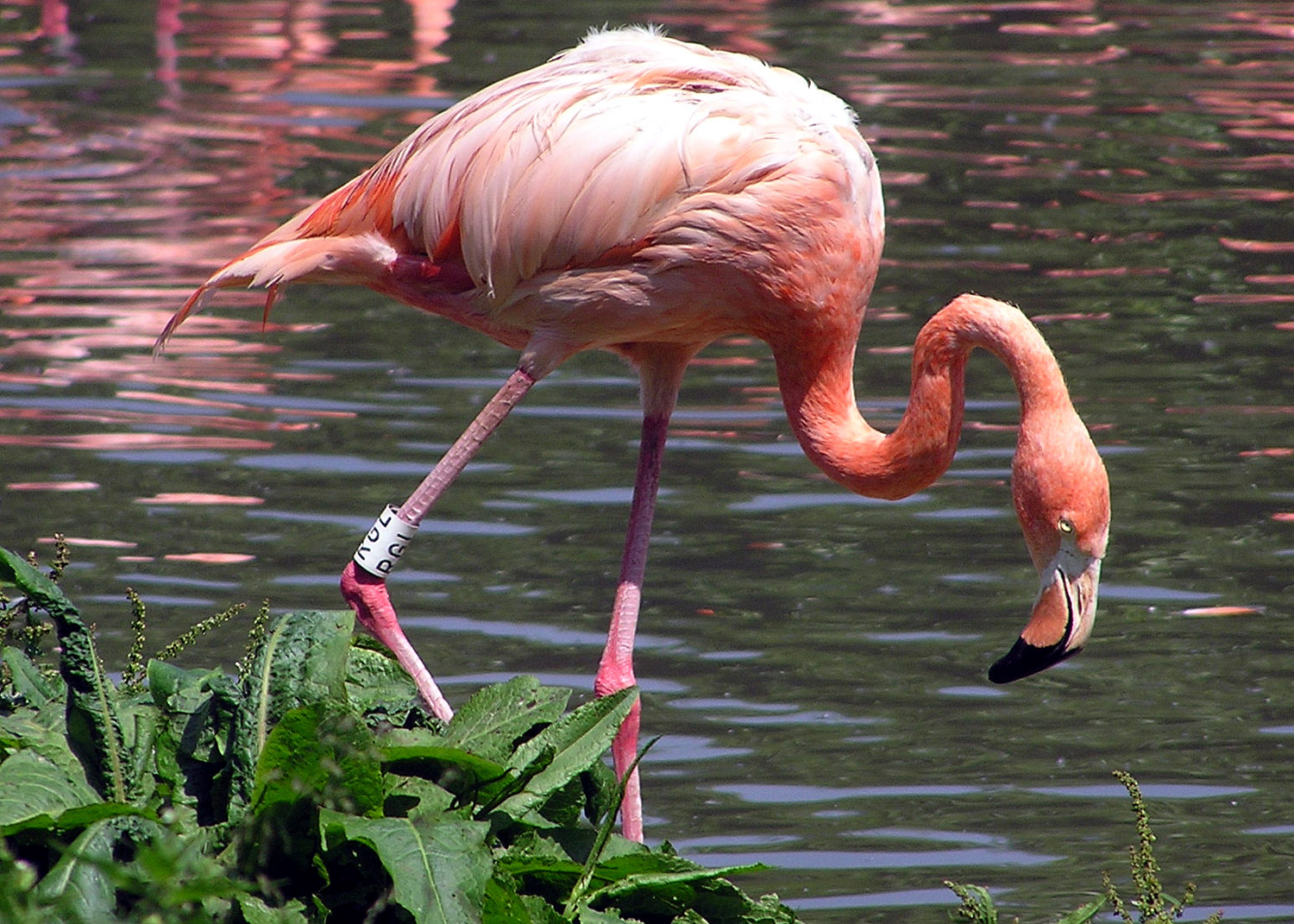
Phoenicopterus ruber
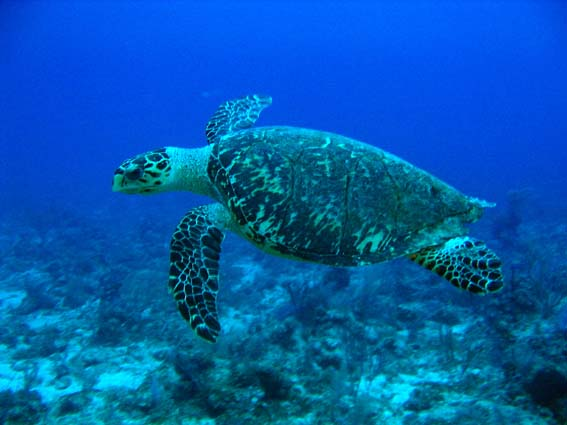
Eretmochelys imbricata
Panthera onca
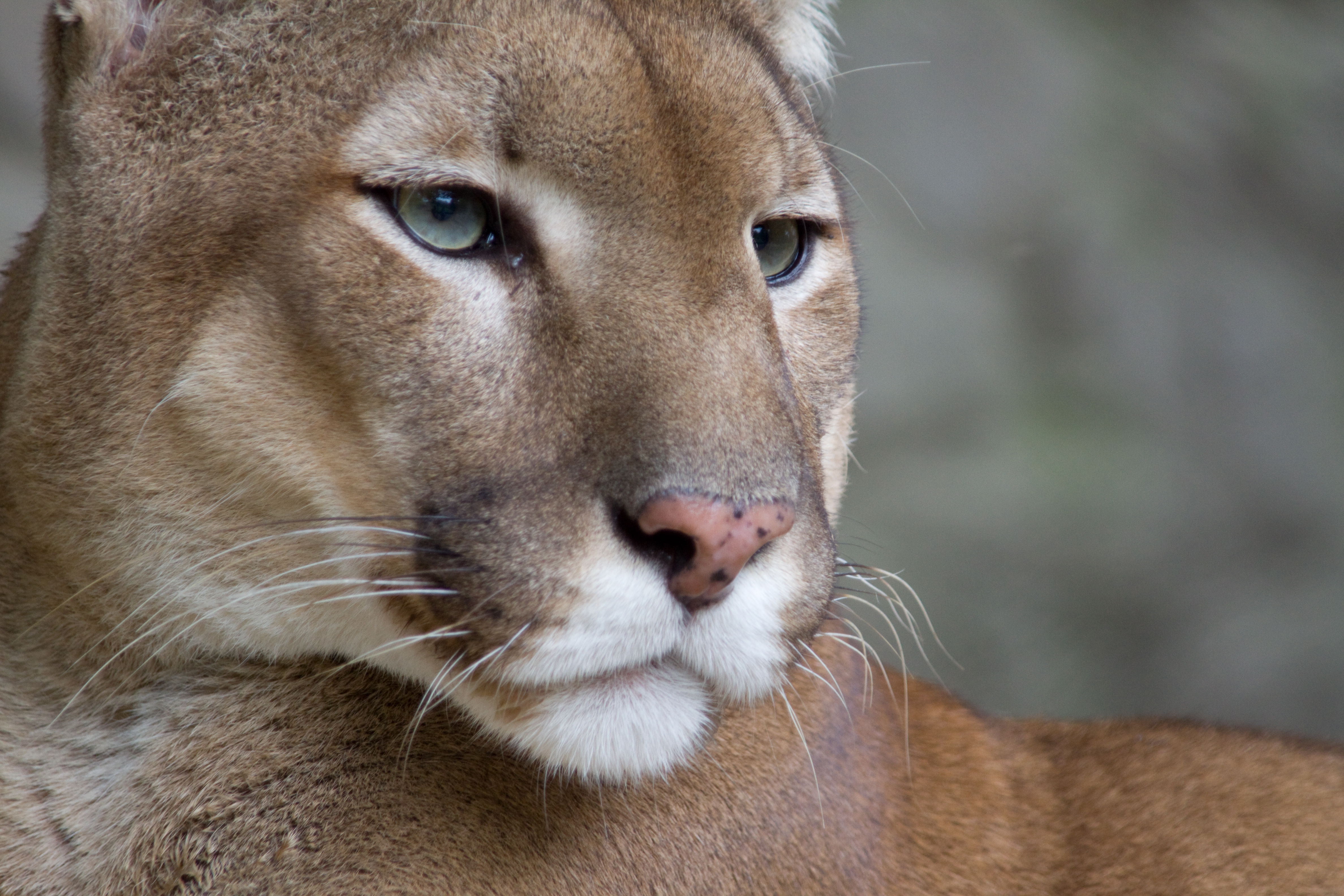
Puma concolor
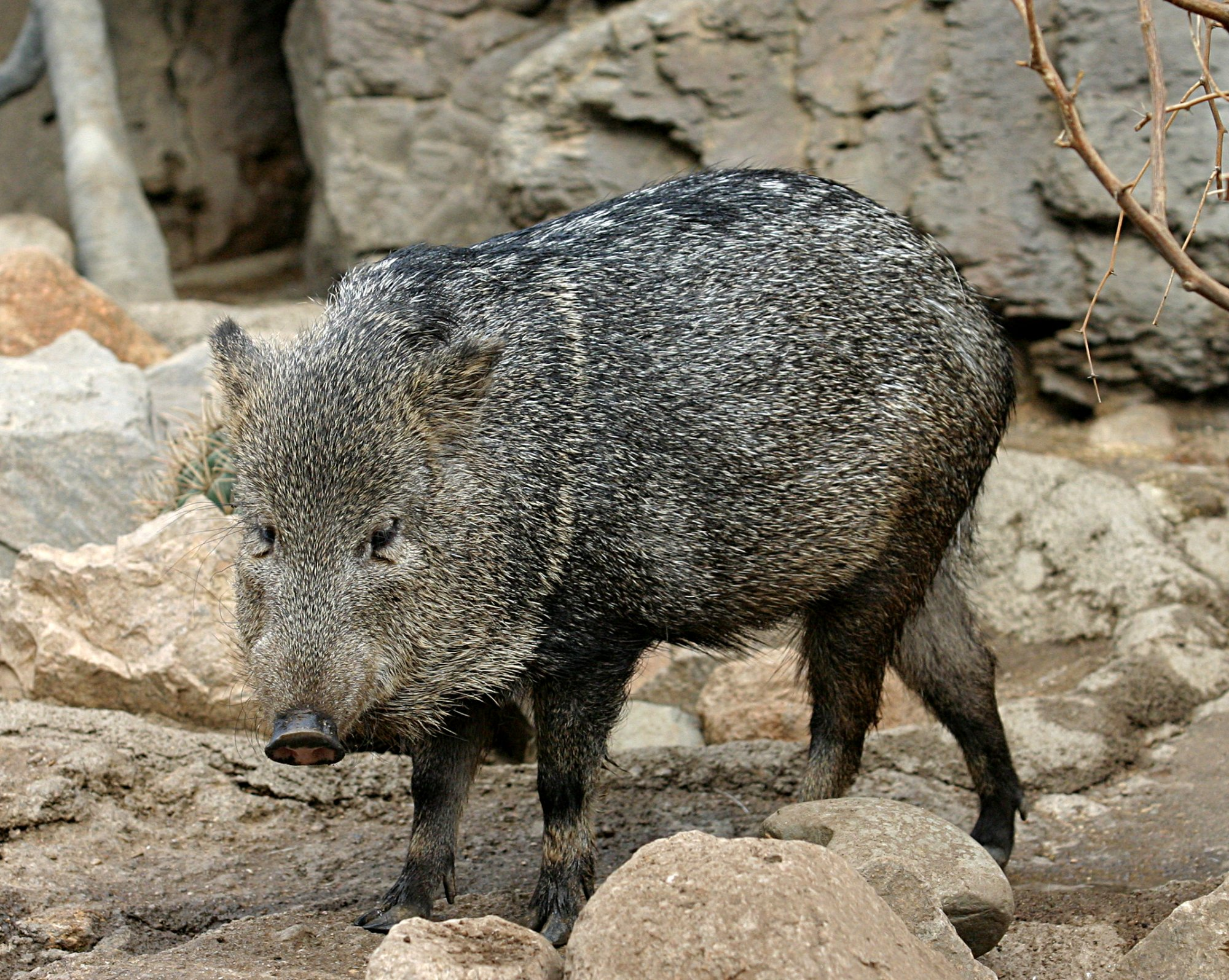
Pecari tajacu
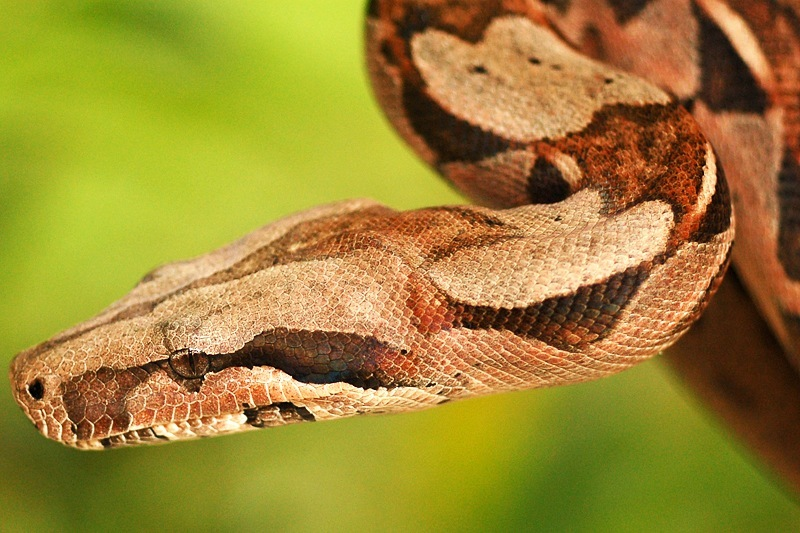
Boa constrictor

### Flora
Se estima que la diversidad de plantas vasculares de la entidad está representada por 1402 especies, lo que significa el 5,84 % del total nacional. De las especies más representativas, se tiene registro de 34 de la familia de pteridofitas, 59 especies de cyperaceae, 138 de poáceas, 17 especies de bromelias, 41 de orquídeas, 22 especies de boragináceas, 104 especies de asteráceas, 122 especies de leguminosas, 9 especies de palmeras, y 14 especies de cactáceos de las que dos son endémicas del estado.

Flora de Yucatán
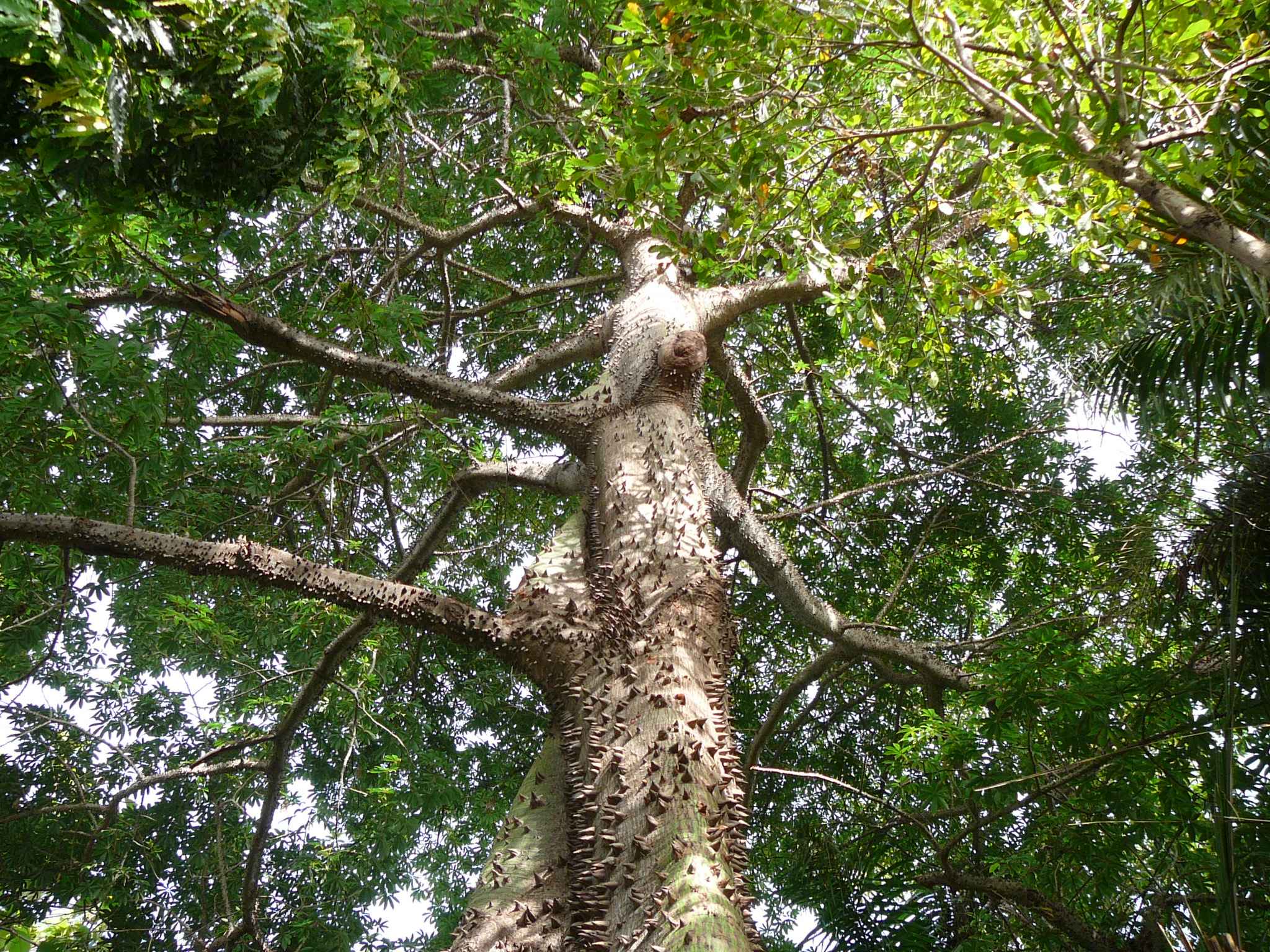
Ceiba pentandra
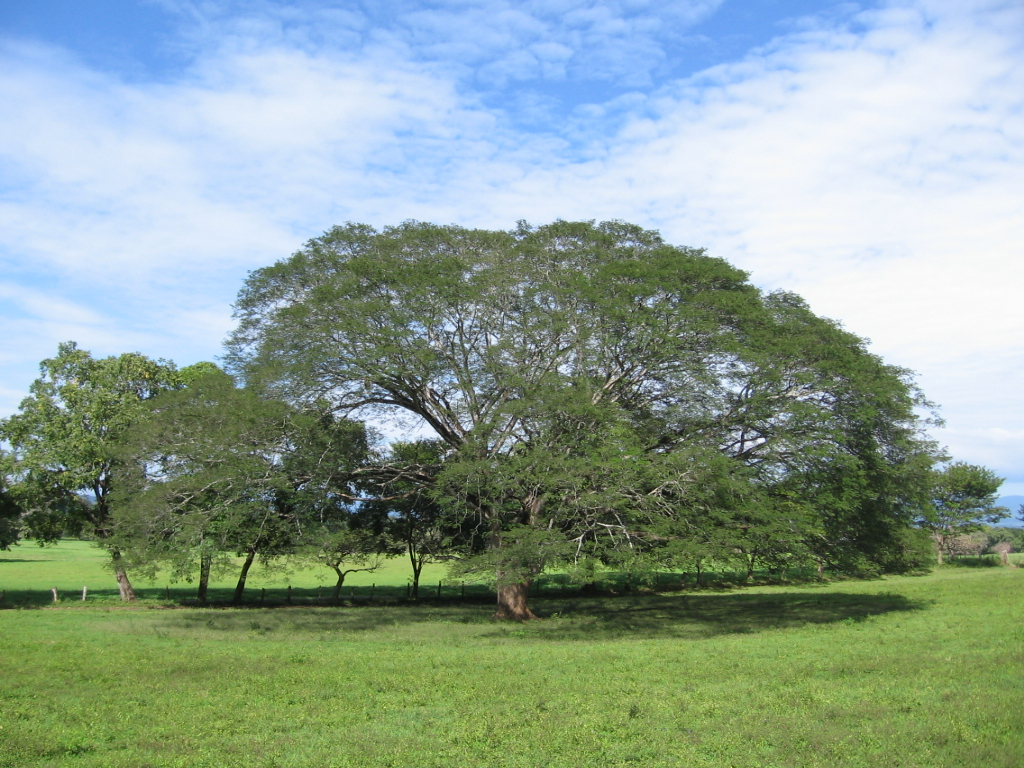
Enterolobium cyclocarpum
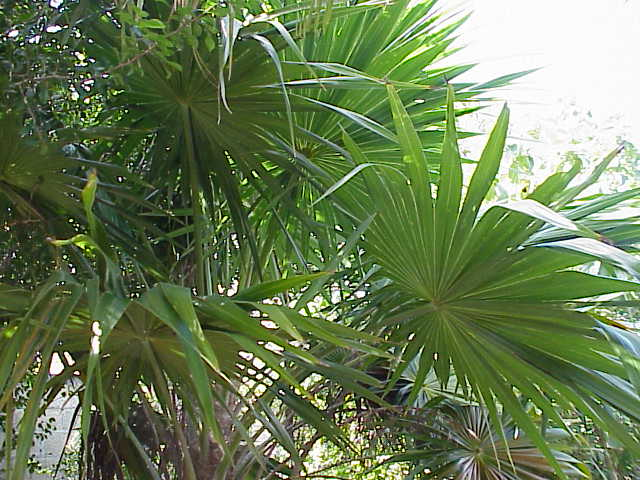
Thrinax radiata
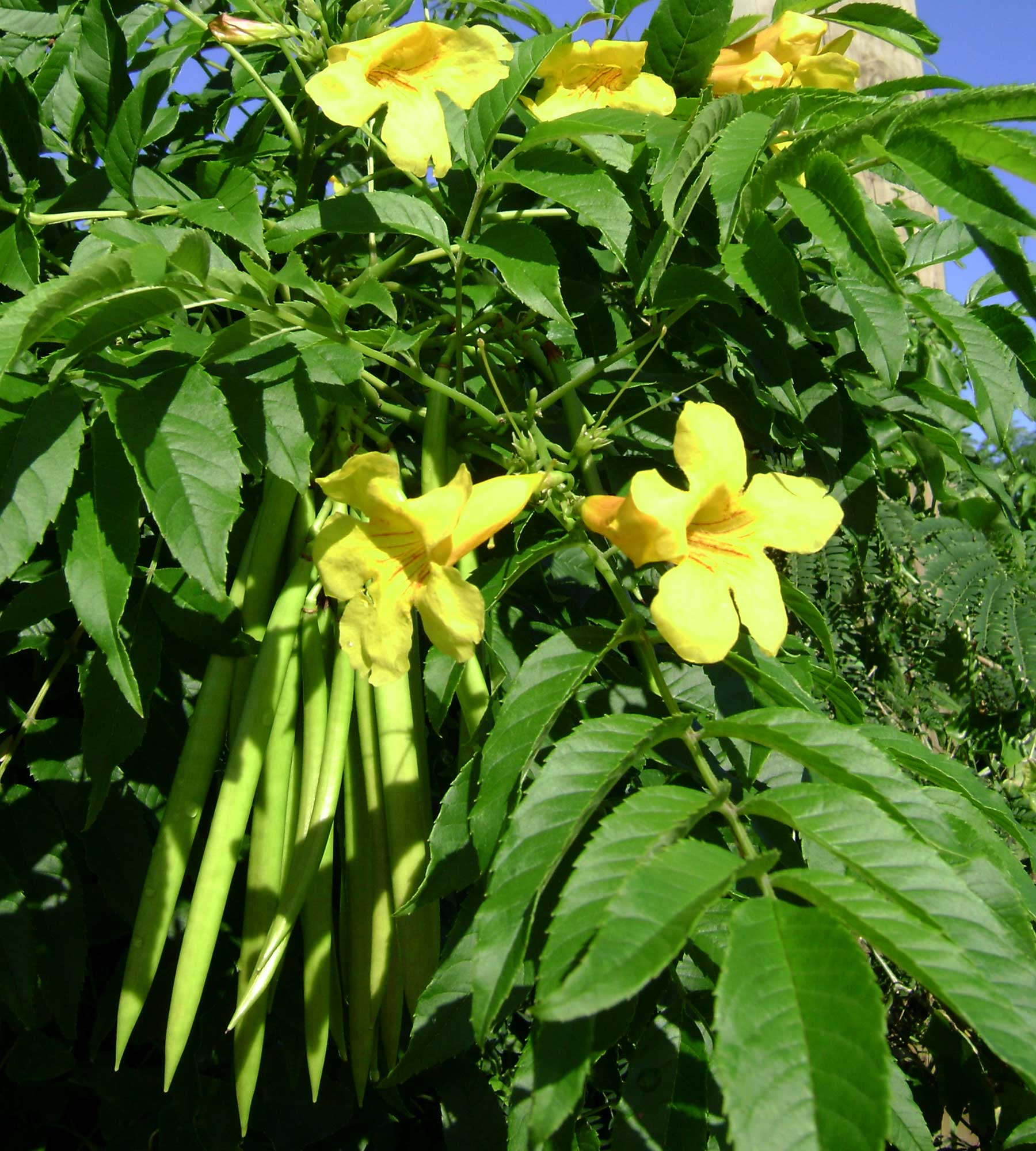
Tecoma stans
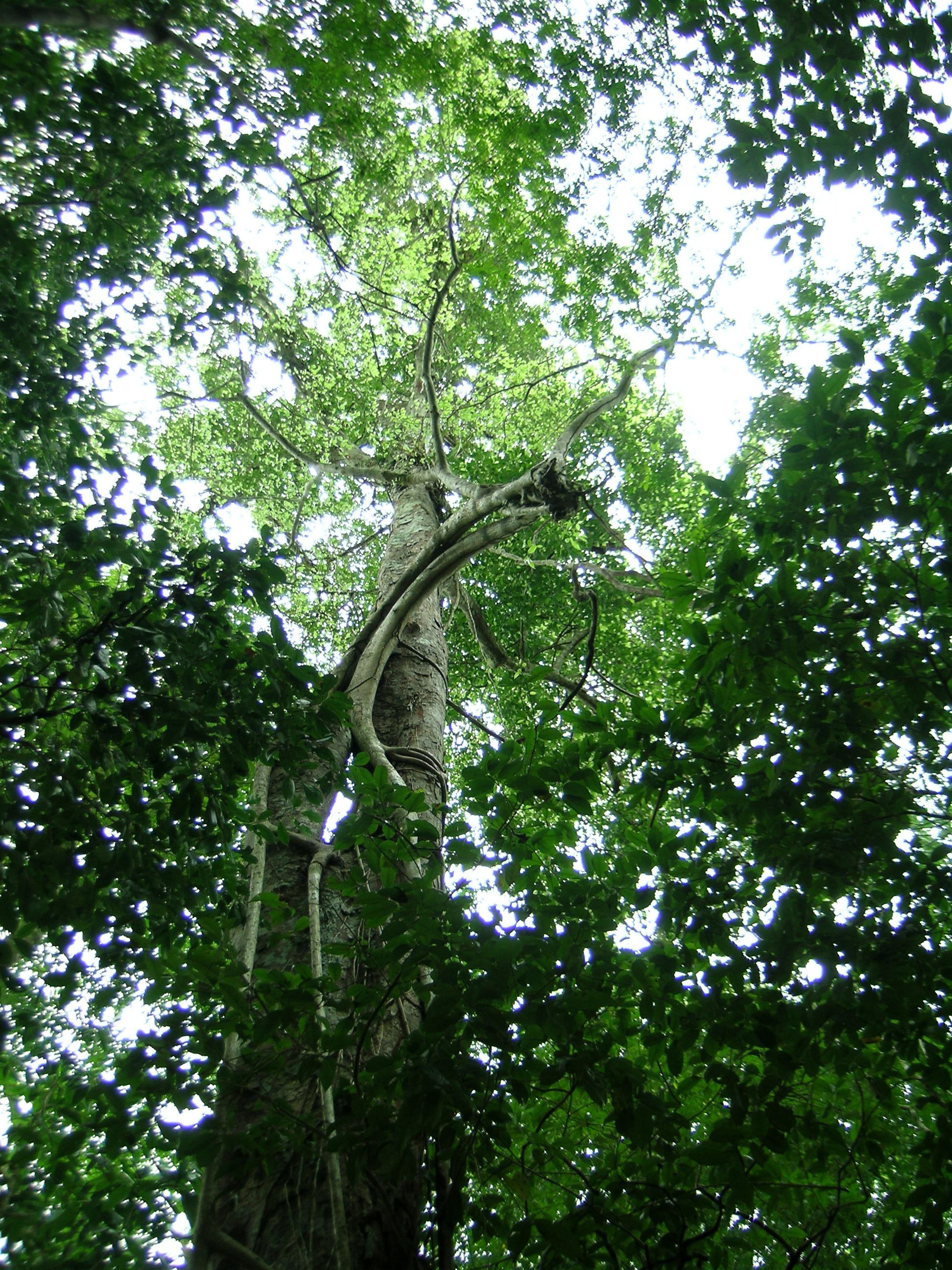
Brosimum alicastrum

## Economía

Deuda pública en Yucatán.

Aportación de los sectores económicos al PIB estatal en 2010.

La economía de Yucatán se encuentra en la actualidad más diversificada que durante la mayor parte del siglo XX. A partir de la década de los ochenta se inició un proceso que ha permitido reorientar las diferentes actividades productivas, alejándolas de la industria henequenera, que fue por casi 150 años el eje fundamental de la economía regional.
Según la Secretaria de Fomento Económico y Trabajo del estado de Yucatán, el producto interno bruto de la entidad fue, en el 2018, de $258,936 millones de pesos, a precios constantes del año 2013, siendo la vigésimo tercera economía nacional —aunque en 2006 había sido la vigésimo primera economía del país—.
Durante el tercer trimestre de 2019, el estado fue la segunda entidad con menor tasa de desocupación, pues apenas un 2 % de su población económicamente activa (PEA) está desempleada. En cuanto a la ciudad de Mérida en particular, esta tiene una tasa de ocupación, hacia el cuarto trimestre del 2019, del 98 %, lo que la ubica como la segunda ciudad del país mejor evaluada en ese sentido (por debajo de Ciudad Juárez). De acuerdo con una publicación de Manpower, para el tercer trimestre de 2010 la ciudad de Mérida, junto con la ciudad de Guadalajara, compartían el tercer lugar nacional con mayores expectativas de contratación en el país.

### Sector primario
En el sector primario, el estado fue el mayor productor nacional de carne de pavo en 2011 y el tercero a nivel nacional en producción porcícola. Se ubica en el quinto lugar nacional de producción de carne de pollo y noveno en huevo, aunque no se encuentra entre las primeras entidades por producción avícola. La importante producción de miel hace del estado el primer lugar nacional en producción y exportación de dicho producto.
Por otra parte, la actividad ganadera se distribuye en la zona oriental y el sur del estado, destacando el municipio de Tizimín, siendo el mayor productor de ganado bovino de la entidad y parte de los estados vecinos, destacando la carne de gran calidad que llegan al sector hotelero de Cancún y la Riviera Maya.
La pesca es la principal actividad económica en los municipios de Progreso, Celestún y Dzilam de Bravo. En 2010, las cifras respecto a la pesca en el estado lo posicionaron como el primer lugar nacional en captura de pulpo (con 14 665 toneladas); otras capturas pesqueras, también importantes, son el mero (con 7932 toneladas), el pepino de mar (2062 toneladas), y la rubia y villajalva (con 1350 toneladas).

### Sector secundario
En el sector secundario de la entidad, importante por su contribución a la generación de empleo, la industria manufacturera y la industria de la construcción tienen un gran efecto potenciador en los demás sectores económicos, Contribuye a la producción estatal total pues, solo en 2011, la industria local generó más de 203 millones de dólares.
La inversión extranjera contribuyó al crecimiento industrial yucateco: de 1999 a 2008, Yucatán recibió 99,3 millones de dólares de inversión extranjera directa en el sector textil y confección, del cual, el 63 % provino de los Estados Unidos, 14,9 % de las Islas Caimán, 10 % de China, 9,2 % de las Islas Vírgenes y el restante 2,9 % del Reino Unido, Canadá, Nicaragua e Israel. En el sector textil, la entidad aportaba el 3,13 de industrias maquiladoras de exportación en 2004, contando con 88 establecimientos.

### Sector terciario
En el sector terciario de la economía estatal, el más importante por su contribución al producto interno del estado, destacan el turismo y el comercio, que aportan el 63,2 % del producto bruto. Para los primeros meses de 2006, las exportaciones se dirigieron en su mayoría a los Estados Unidos (79 %), Irlanda (5,8 %), Macao (4,3 %) e Islas Caimán (2,4 %), mientras que las importaciones provinieron principalmente de los Estados Unidos (68,2 %), la India (13,6 %), Canadá (4,7 %), China (3,7 %), Chile (1,1 %) y Honduras (1 %).

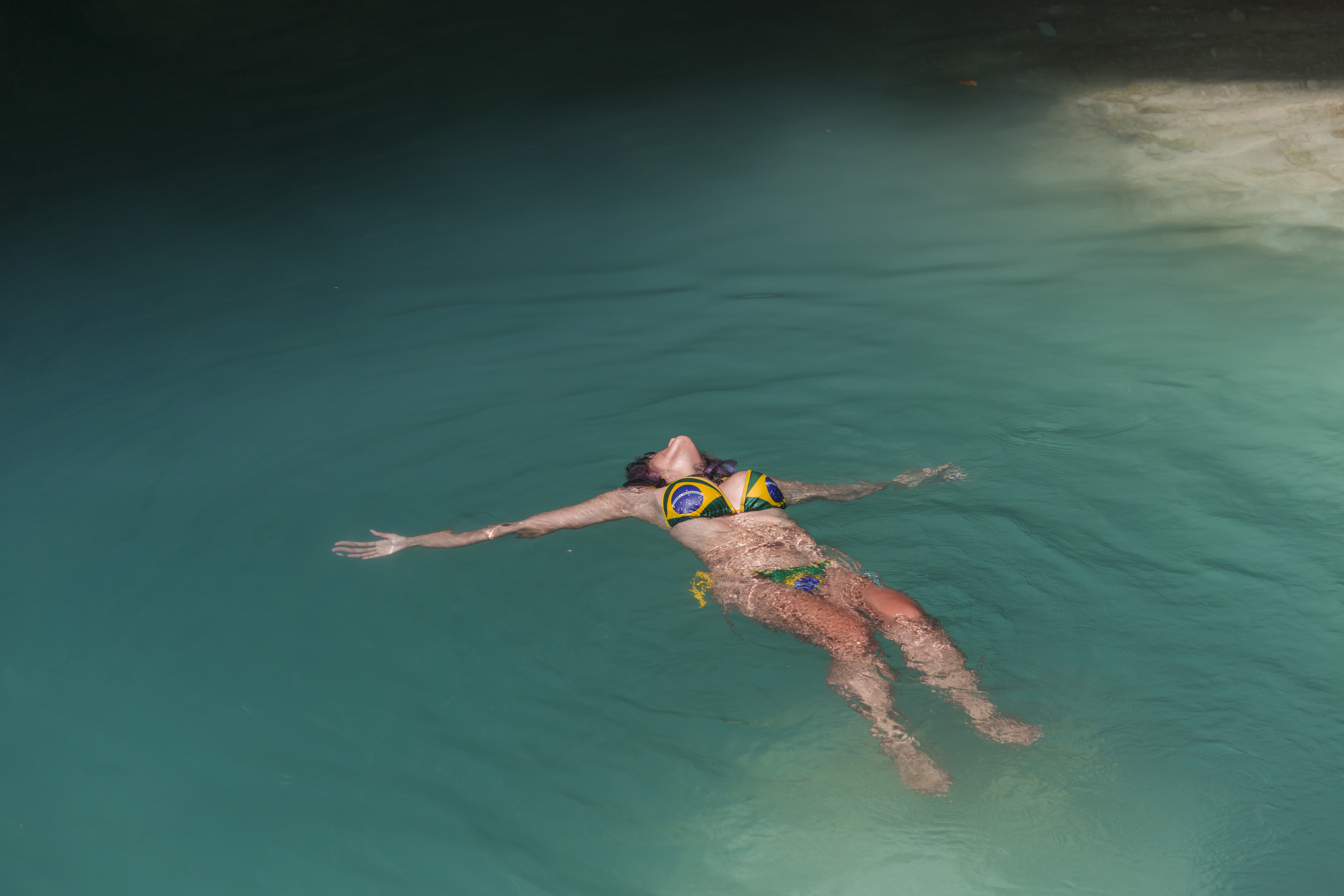
Cenote Santa Cruz Homún.

#### Turismo
La península de Yucatán en su conjunto, y el estado de Yucatán en particular, es una región con vocación turística, de ahí que el turismo se haya convertido en los últimos 25 años en la actividad con mayor potencial económico. La entidad sobresale en el turismo cultural (arqueológico, gastronómico, histórico) y en el ecológico, particularmente el espeleológico.
Se estima que existen más de 1600 sitios arqueológicos en su territorio. Además, la entidad cuenta con más de 370 km de costa, con puertos entre los que destacan Celestún, Progreso, Telchac Puerto, Sisal, El Cuyo y Chicxulub, este último puerto es el poblado más cercano al epicentro del Cráter de Chicxulub, dejado por un asteroide hace 65 millones de años y al que se le atribuye la extinción de los dinosaurios. Como consecuencia del impacto en Chicxulub, se creó una red de cavernas que se conocen como cenotes alrededor de lo que es llamado el anillo de cenotes. Se estima que hay más de 3000 cenotes en el territorio yucateco; en muchos de ellos, es posible bañarse y nadar, como en el caso de los que se encuentran en Cuzamá.
Las haciendas han cobrado importancia turística desde la última década del siglo XX, pues se han transformado en sitios de descanso y, en algunos casos, estancias de lujo. La cultura del estado es también un atractivo turístico, la vestimenta, la música, las tradiciones y las artesanías han sido referentes del turismo cultural mexicano. Son destacables las edificaciones coloniales que datan del siglo XVI y XVII, en las poblaciones de Mérida, Valladolid, Izamal, y a lo largo del resto del estado, en lo que se denomina la ruta de los conventos.

Turismo en Yucatán
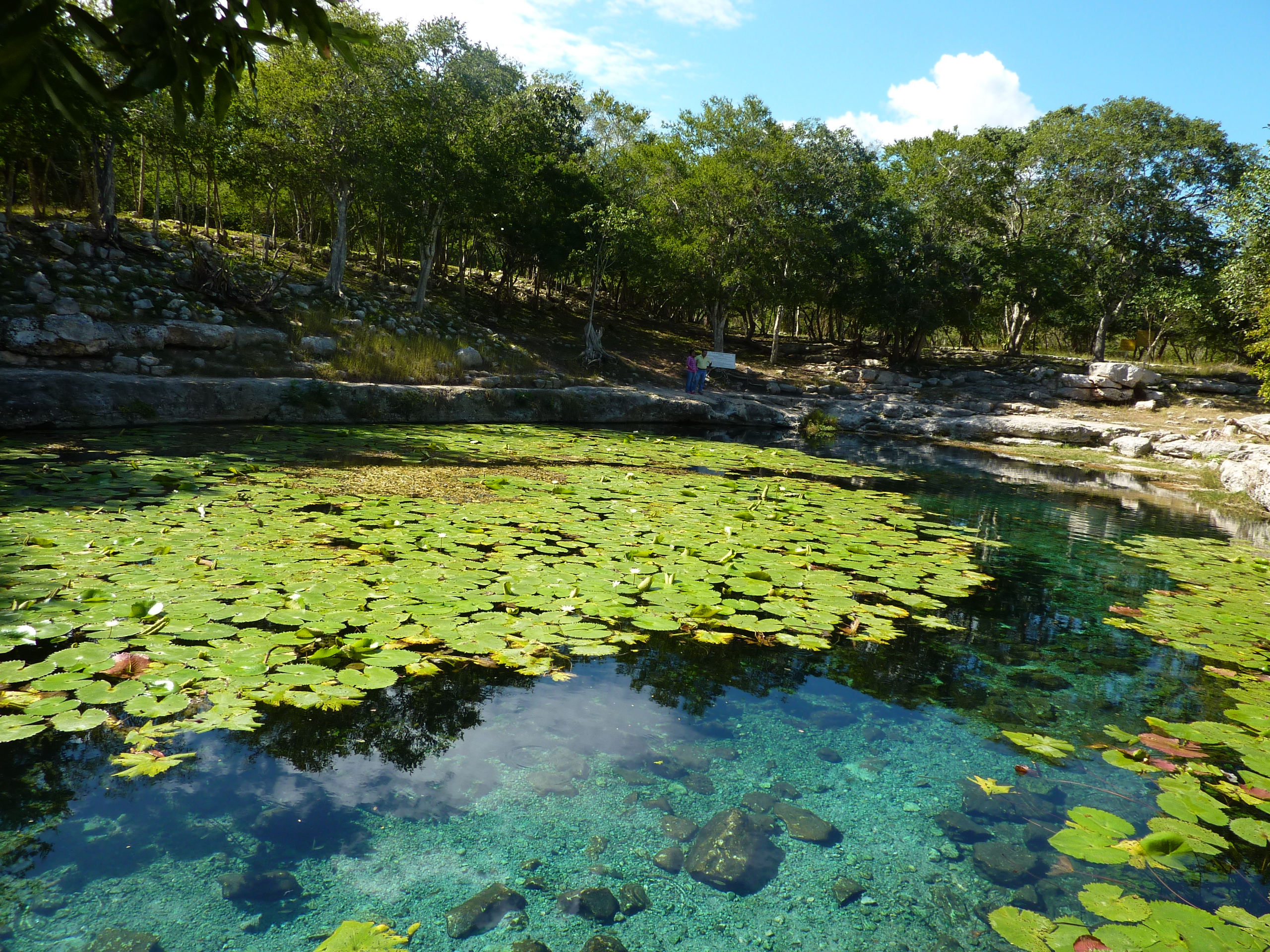
Xlacah, Dzibilchaltún
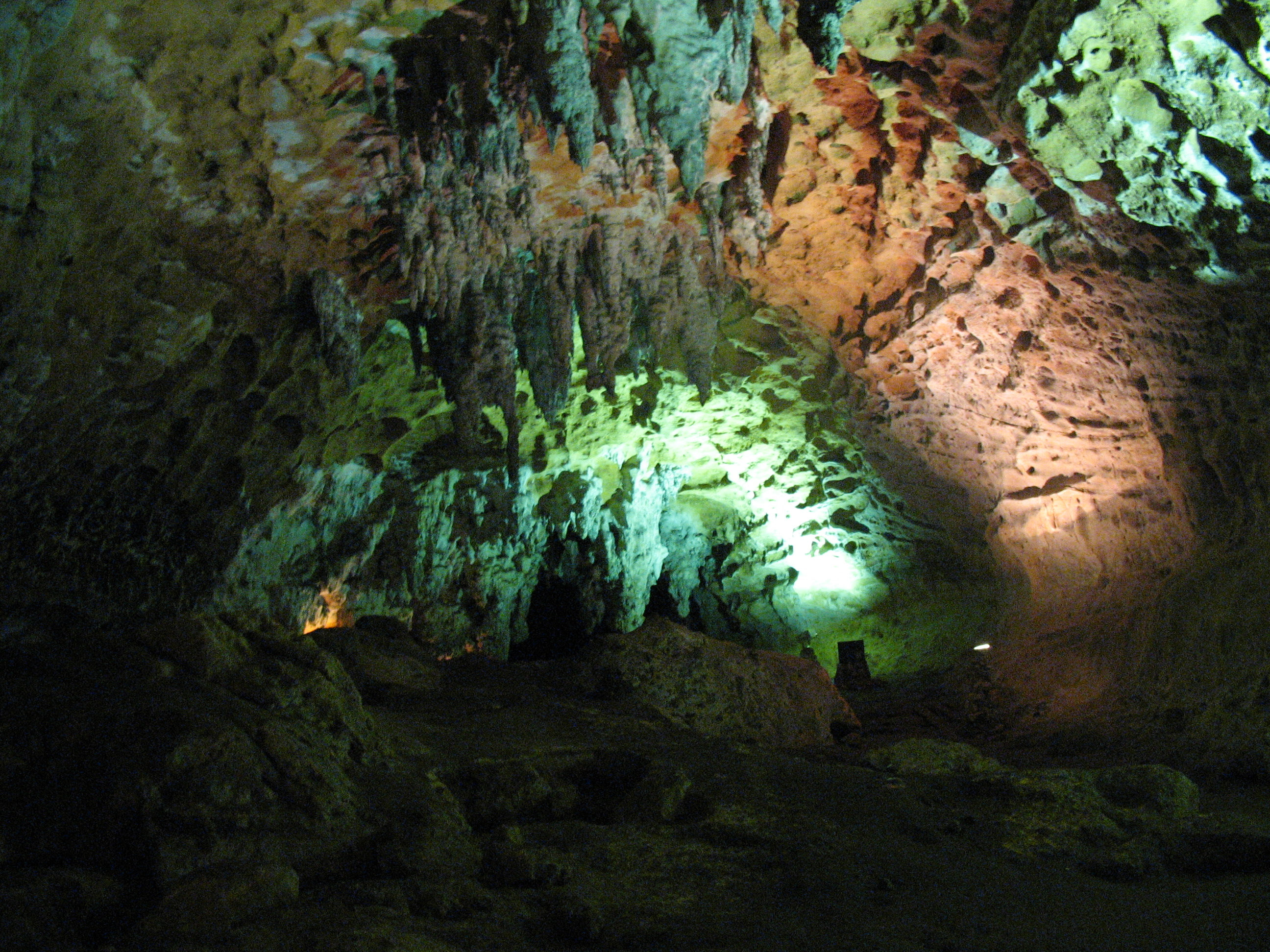
Loltún, Oxkutzcab
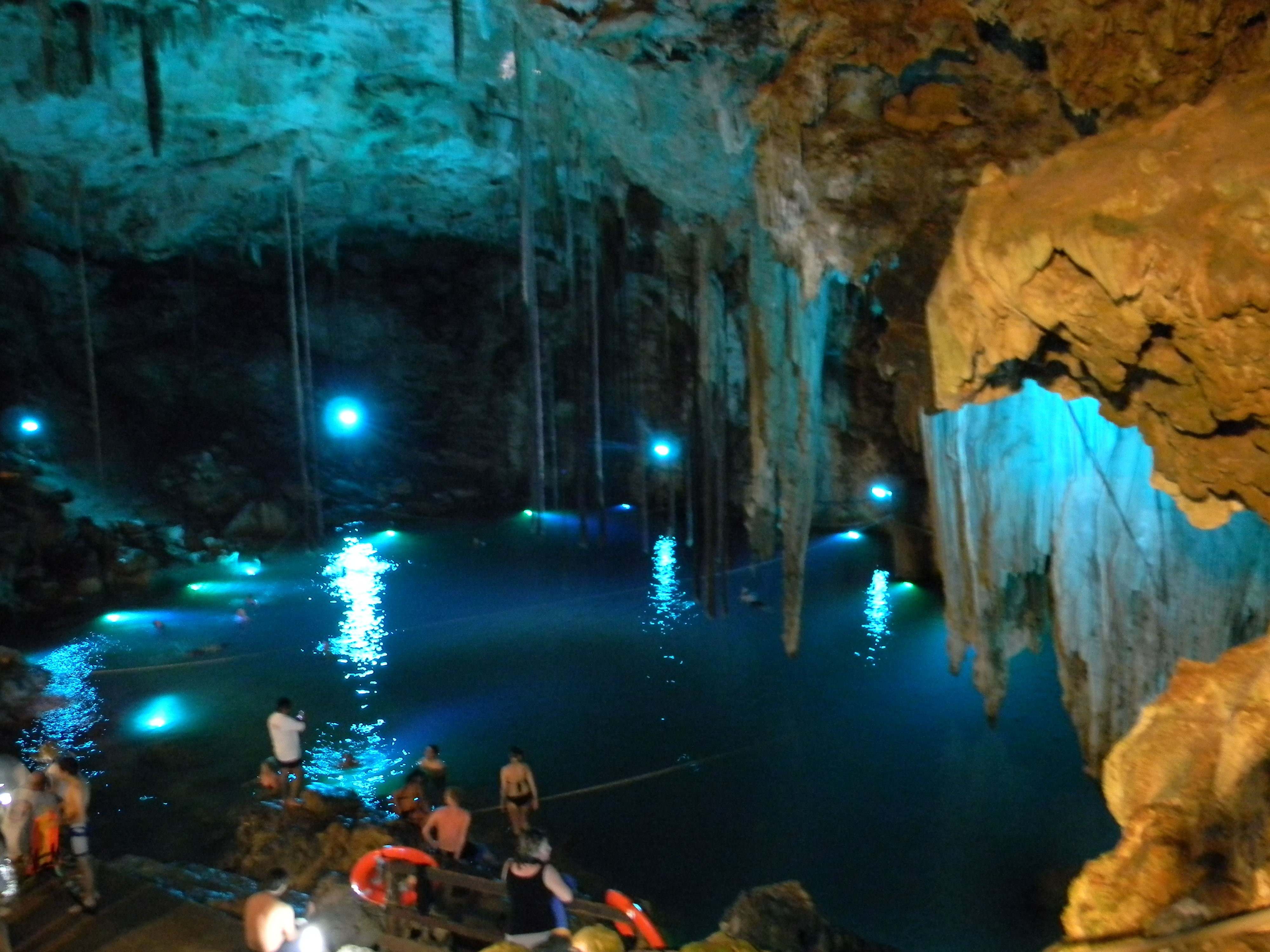
Dzitnup, Valladolid
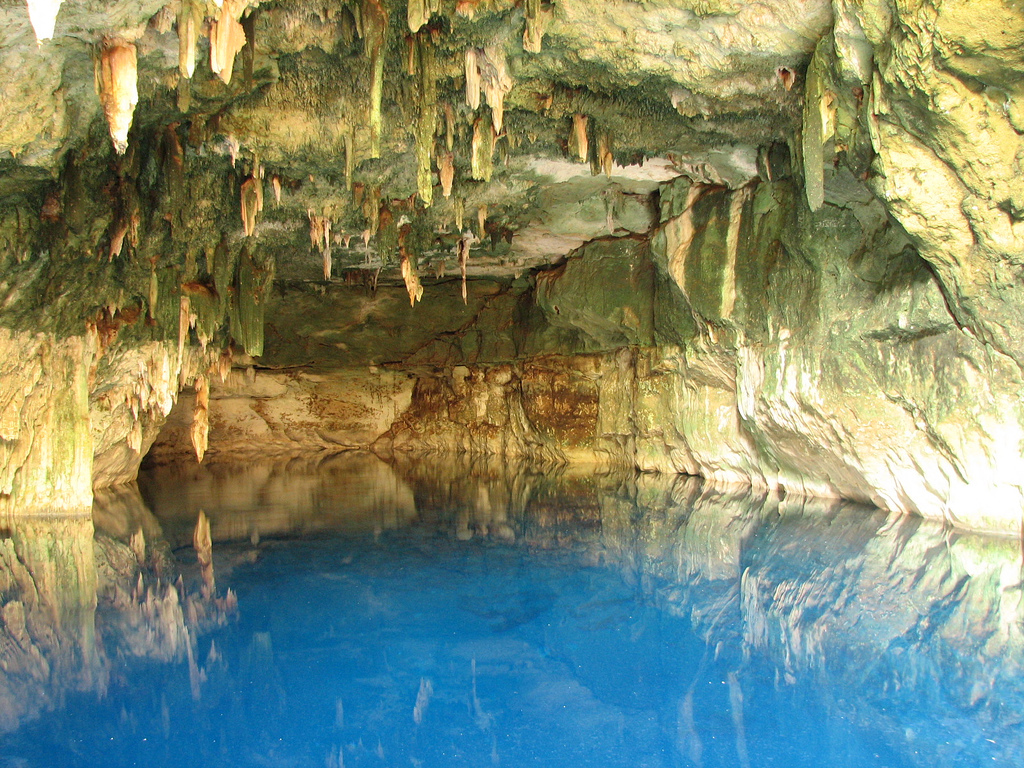
Bolón-Chohol, Cuzamá
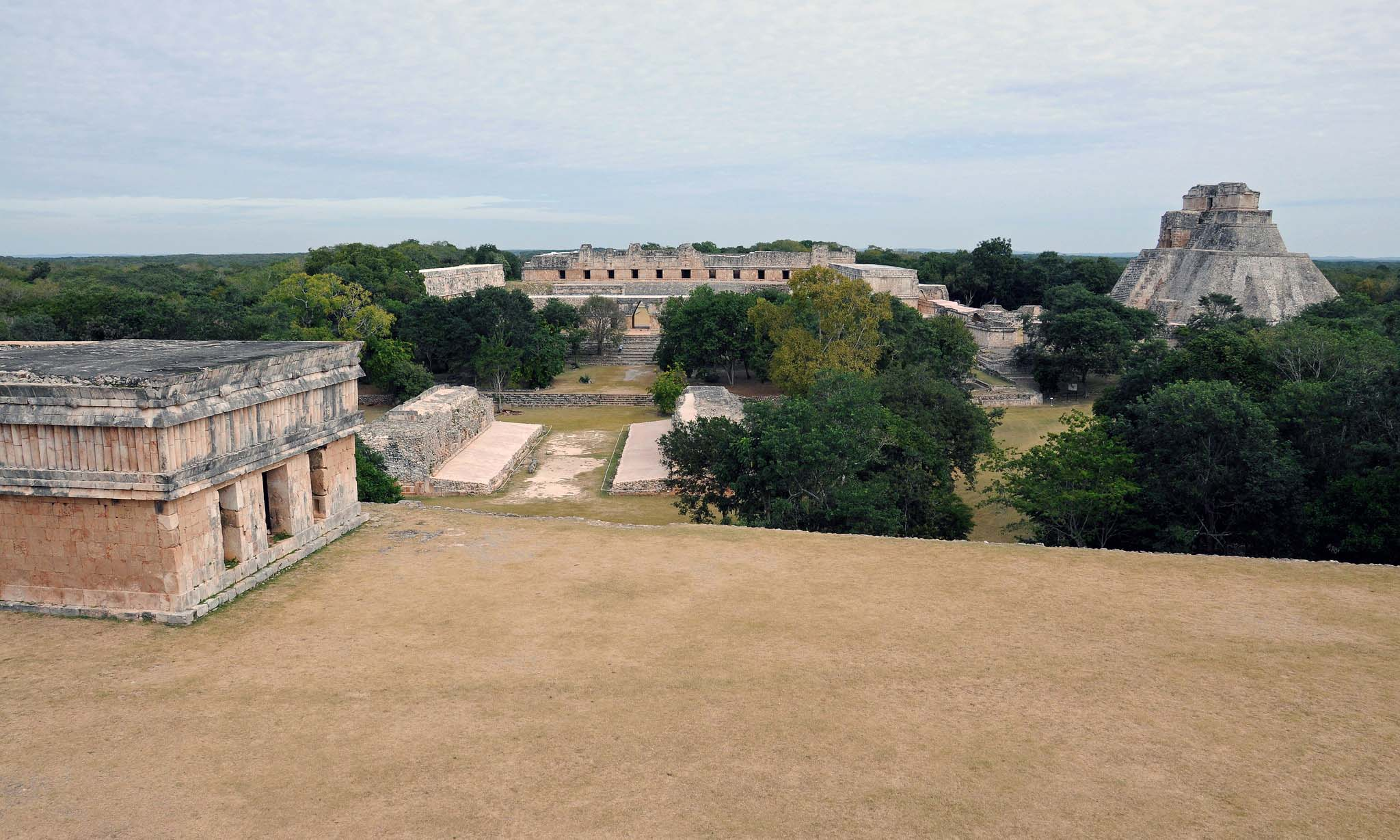
Uxmal
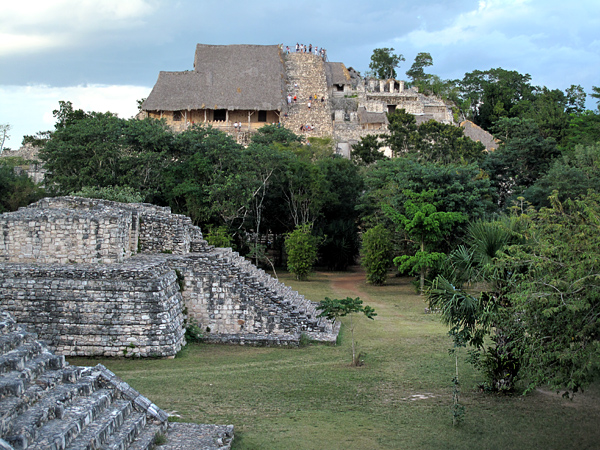
Ek Balam
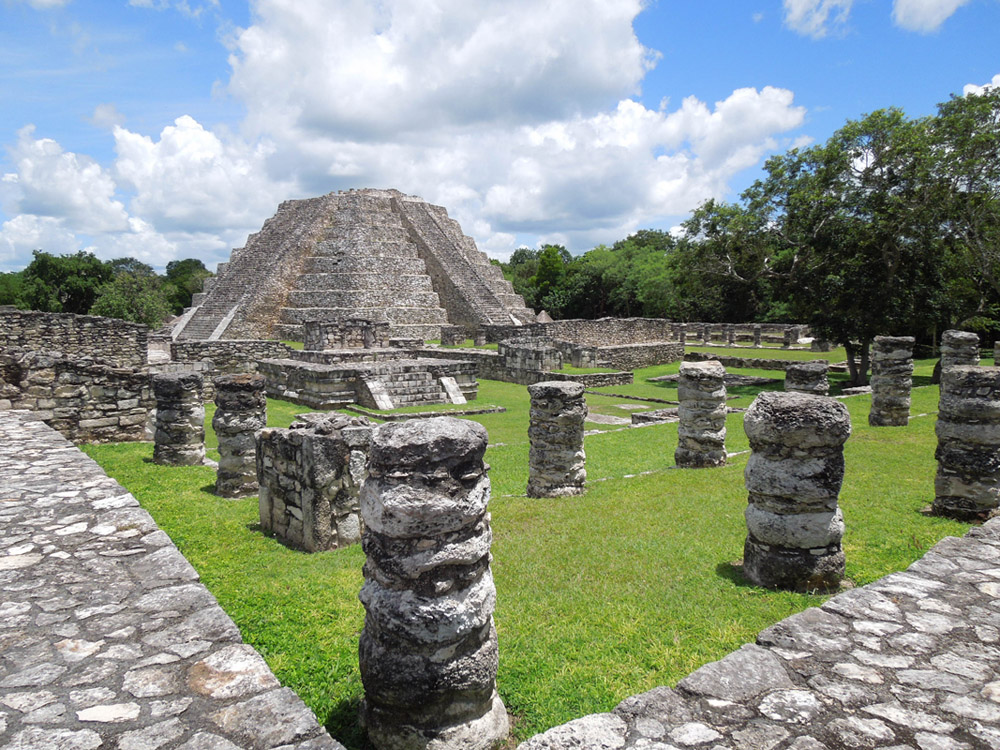
Mayapán
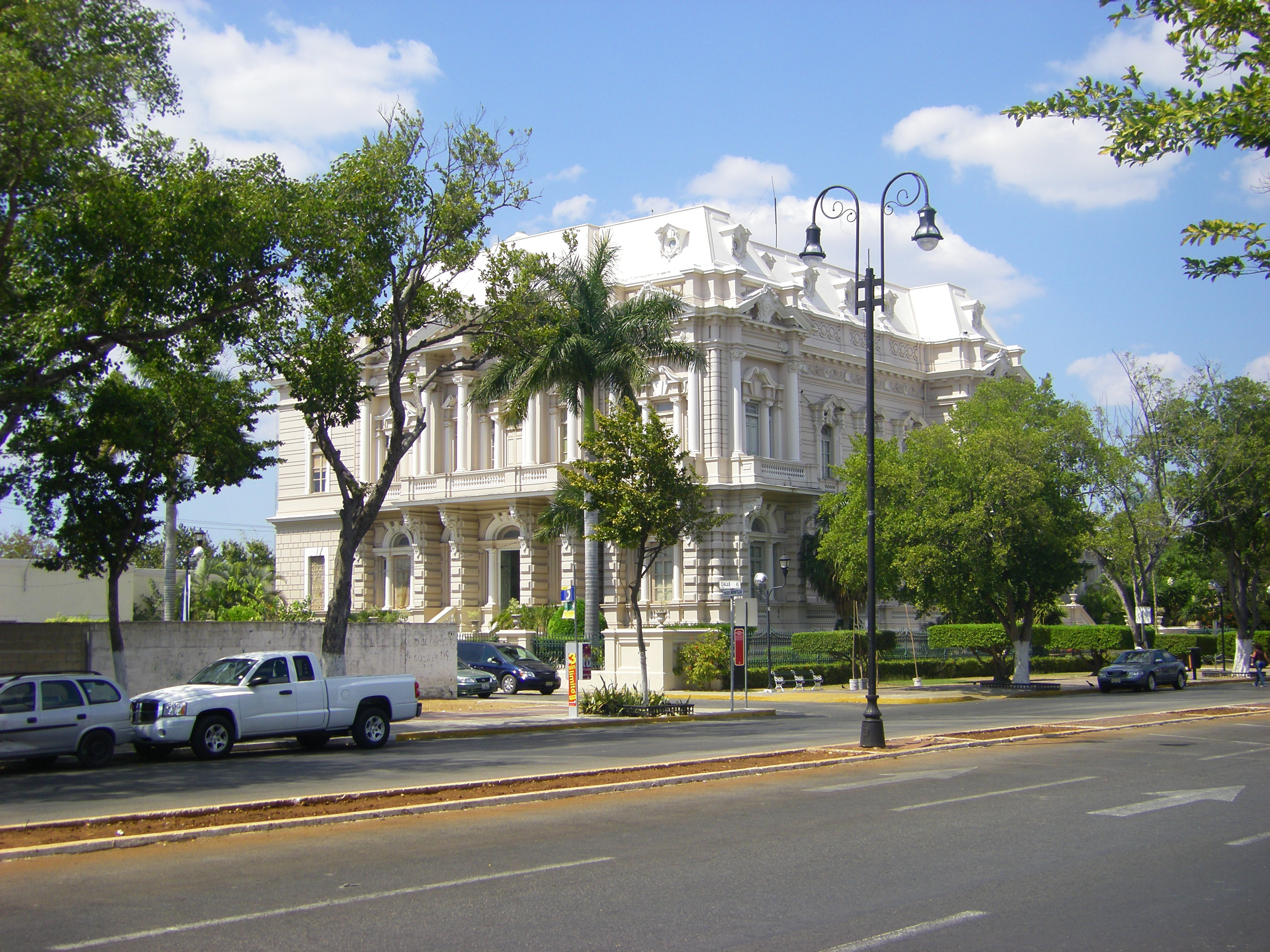
Mérida
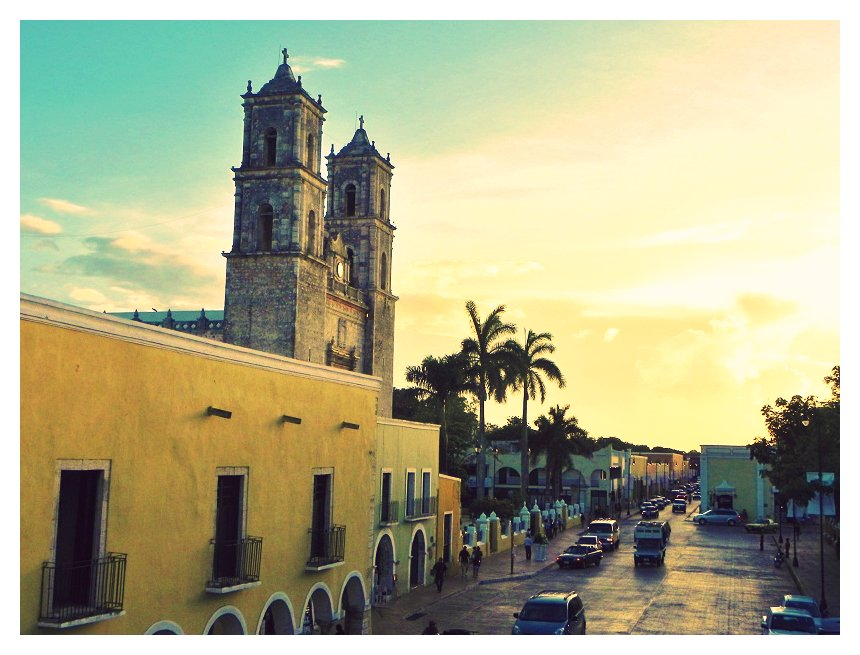
Valladolid
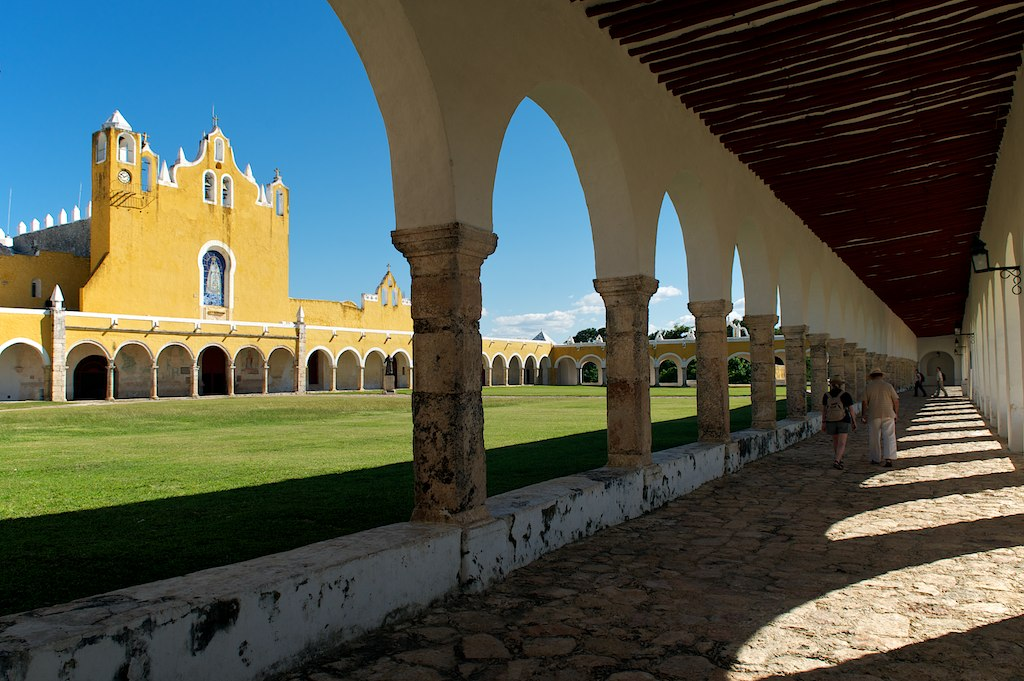
Izamal
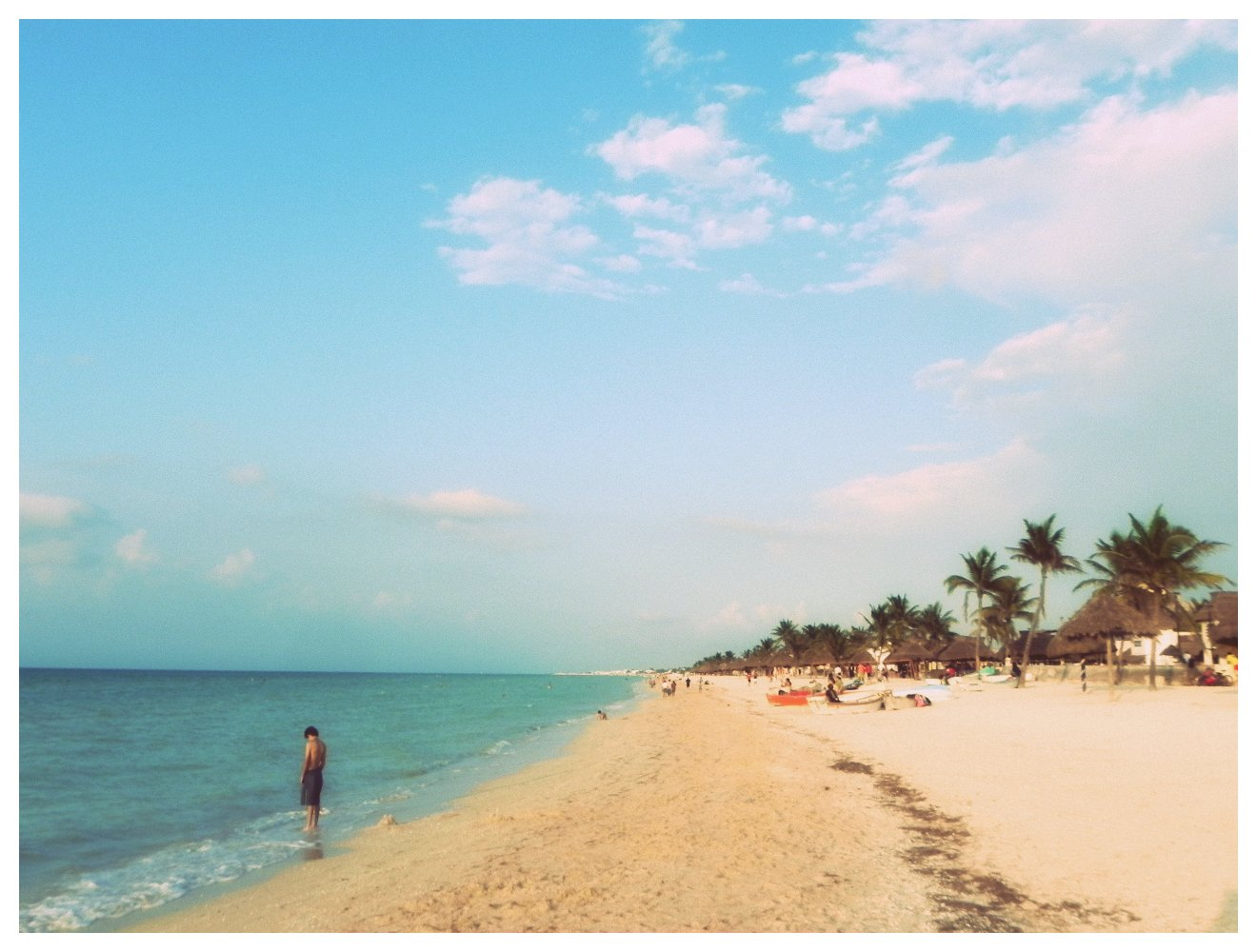
Progreso

## Demografía
La población de Yucatán era de 2 320 898 habitantes en 2020, lo que lo convierte en el vigésimo segundo estado más poblado de México. La ciudad de Mérida alberga al 42,5 % de la población estatal, mientras que la Zona Metropolitana de Mérida ocupa el 49,3 %. El estado tiene uno de los índices de desarrollo humano de nivel medio-alto de México desde hace una década.
La tasa neta de migración interestatal durante el 2008, según algunas proyecciones de Conapo, asciende a 0,12 %, con lo que la entidad se colocó en la decimocuarta posición a nivel nacional. Esta tasa quiere decir que, en términos absolutos, fueron más las personas que inmigraron (6201 personas en 2008) desde diferentes entidades que las que emigraron desde Yucatán hacia otros estados de la República (3981 personas para el mismo año).

### Religión

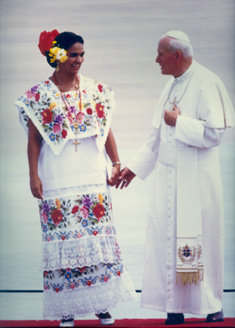
El papa Juan Pablo II es recibido en el aeropuerto por la gobernadora Dulce María Sauri Riancho.

La religión ha tenido un papel preponderante en la historia de Yucatán. Desde luego, en el proceso de la conquista española por la acción de los misioneros franciscanos; en el largo período de colonización durante el virreinato en que el poder público (administrativo y militar) se apoyó para ejercer control en las estructuras eclesiásticas; y una vez más, durante la independencia de Yucatán, cuando muchas de las ideas liberales fueron conducidas y esparcidas por los reductos (sanjuanistas) de la propia iglesia. Por estos antecedentes históricos la población yucateca es mayoritariamente católica, en un fenómeno paralelo al que se dio en otras regiones de México.
No es ajeno a todo esto el que el 11 de agosto de 1993, el papa Juan Pablo II visitara Yucatán, en su tercer viaje a México, y fuera recibido multitudinariamente. Un encuentro con tres mil representantes de América Latina, una entrevista con el entonces presidente Carlos Salinas de Gortari y una comida con los obispos de México, fueron algunas de sus actividades en el territorio yucateco.
Como ya se mencionó anteriormente, la religión predominante en Yucatán es la religión católica. No obstante, los tres estados de la península de Yucatán muestran un porcentaje de catolicismo menor a la media nacional; además, Yucatán es una de las siete entidades con mayor participación de creyentes no católicos y de no religiosos en el país.
El registro censal identifica que la entidad tuvo uno de los porcentajes de población católica más alto hasta 1910, teniendo un importante declive en 1921 y un comportamiento irregular entre 1920 y 1960, año desde el cual la disminución ha sido constante. Mientras que en el ámbito municipal se observan diversos escenarios, donde de 25 de los 106 municipios más de una cuarta parte de sus habitantes difiere de la religión católica y en otros 20 municipios, más de 90 % profesa esta doctrina. Cerca de 7 % de la población protestante histórica de México reside en Yucatán, particularmente presbiterianos y bautistas, estas últimas tiene un mayor porcentaje en Kaua, Yobaín y Sudzal, todos estos son municipios con menos de 2600 habitantes. La población pentecostal y adventista también tiene una tendencia a concentrarse en municipios con una población reducida.
Por otro lado, las personas sin religión representan más del 10 % en 9 municipios y el mayor crecimiento en la década que va de 1990 al año 2000 corresponde a la población atea, con una tasa anual promedio de 3,5 %, seguida de la población diferente a la católica con 3,1 % anual y finalmente el menor ritmo es el de la población practicante del catolicismo con el 2 % del promedio anual.

### Idiomas
México mantiene en vigencia las lenguas originarias de su propio territorio mediante una política no solo de reconocimiento, sino de fomento, difusión y educación. El idioma maya es la segunda lengua predominante en la región, solamente superado por el idioma español.
La enseñanza del idioma español es el eje del sistema educativo estatal aun en las escuelas de los municipios con mayor población indígena de Yucatán, debido a la extensión de dicho idioma en el territorio nacional. La lengua maya se enseña y conserva en las instituciones de alto nivel educativo y, también, en las escuelas de educación básica, con el propósito de mantener la cultura regional y evitar su pérdida como lengua viva.

#### Lenguas indígenas

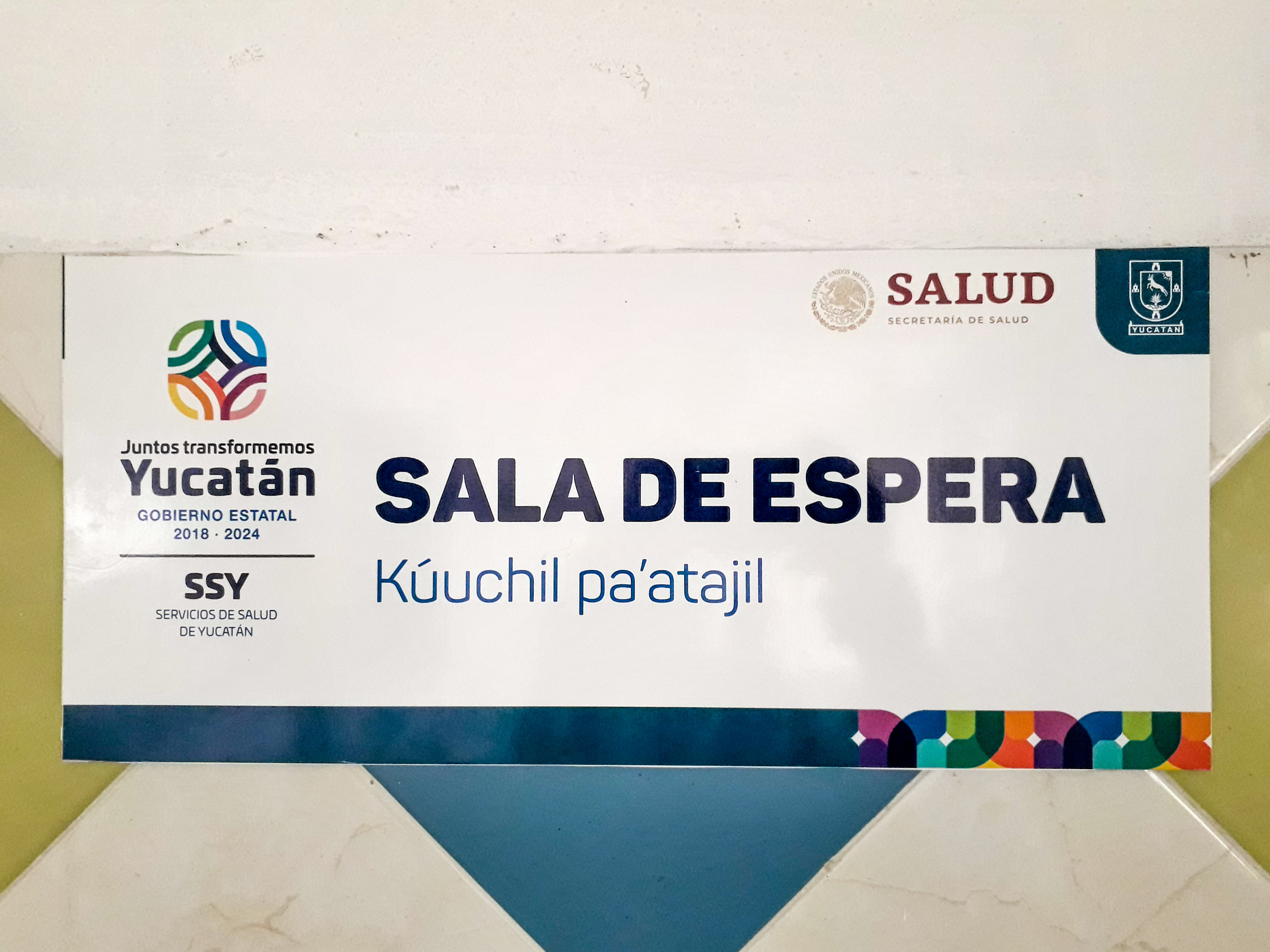
Señalización de sala de espera en una unidad de salud de Yucatán, en los idiomas español y maya.

Después del estado de Oaxaca, Yucatán es el segundo estado con mayor porcentaje de hablantes de alguna lengua indígena de México; más de un tercio de la población residente del estado habla alguna lengua indígena. No obstante, del año 1990 al 2000 la población mayahablante disminuyó en un 9,8 %.
Según datos del Conteo Nacional de Población y Vivienda 2005 del INEGI, la lengua maya es la más hablada en todo el estado, con 527 107 habitantes; esto coloca al estado de Yucatán como el de mayor población mayahablante en todo México. La lengua maya en la actualidad se escribe con caracteres latinos, aunque en tiempos prehispánicos los mayas utilizaban un complicado sistema de glifos o ideogramas silábicos para la escritura, que han sido descifrados a través de los estudios del epigrafista ruso Yuri Knorozov.
El fomento y preservación de la lengua maya es de gran importancia para el estado; en él existen medios de comunicación, particularmente radiofónicas bilingües, dedicadas a las poblaciones hablantes de este idioma del interior de la entidad.

#### Español
El español hablado en Yucatán es fácilmente identificable como diferente con relación al del resto de la República mexicana. Esto se debe principalmente a la influencia notable de la lengua maya, que todavía es hablada por más de un tercio de la población del estado de Yucatán. La lengua maya es melódica, llena de sonidos de X (la "x" es pronunciada como "sh" en la lengua maya). El lenguaje de los yucatecos se distingue también por emplear muchos vocablos provenientes del maya y palabras del mismo origen que se han hispanizado desde la época colonial. El español del yucateco se caracteriza pues por un acento suave, dotado de una cadencia y un ritmo reconocibles y singulares, cuya entonación, entrepujada debido a la glotización, es peculiar y única en el contexto hispanoamericano. Esas características, sumadas a las palabras importadas del maya y que han permeado las formas españolas, convierten a la lengua regional en un peculiar y reconocible dialecto del español.

### Localidades
Las localidades yucatecas se clasifican de acuerdo con su población en ciudades, villas, pueblos y haciendas.
La Ley Orgánica de los Municipios del Estado de Yucatán, en su Capítulo II, artículo 9, define a una ciudad como el centro de población con una población mayor de 15 000 habitantes, a una villa como una localidad mayor a 8000 habitantes, un pueblo como un centro de población mayor de 3000 pobladores y a una hacienda como una localidad con más de 400 habitantes, además de establecer ciertos requisitos en el sector primario, secundario y terciario.
La Zona Metropolitana de Mérida es una conurbación que tiene como ciudad central a la capital del estado, Mérida. Su población en 2010 era de 1 027 004 habitantes, es decir, 52,51 % de la población estatal. Estos habitantes están distribuidos en 301 localidades de 6 municipios. La localidades más pobladas de esta conurbación son Mérida, Kanasín, Umán y Progreso de Castro. Además del área metropolitana, existen otros núcleos urbanos importantes en la entidad, los más poblados son las ciudades de Valladolid, Tizimín, Ticul, Tekax de Álvaro Obregón, Hunucmá, Oxkutzcab y Motul de Carrillo Puerto.

## Servicios públicos
Se entiende por servicios públicos aquellos que cumplen una función económica o social (o ambas) y satisfacen primordialmente las necesidades de la comunidad o sociedad donde estos se llevan a cabo, estos pueden ser prestados de forma directa por las administraciones públicas o bien de forma indirecta a través de empresas públicas o privadas.

### Abastecimiento

#### Energía
En Yucatán, al igual que en el resto México, la generación eléctrica está a cargo de la Comisión Federal de Electricidad (CFE), monopolio paraestatal que opera las plantas generadoras de electricidad y la distribuye en todo el territorio. La entidad cuenta con una capacidad de generación eléctrica total de 1581 megavatios, distribuida en 5 centrales generadoras termoeléctricas. Tres de estas centrales se concentran en la capital, Mérida y las otras dos en Valladolid.
La entidad es considerada como una región con potencial para el uso de energías renovables, en especial la energía solar, la eólica y el hidrógeno. Estos tipos de energías alternativas se encuentran localizados en toda la entidad, tal es el caso del uso de biodigestores en granjas porcícolas de Kanasín, las plantaciones de jatropha para la producción de biodiésel en Tizimín, el aerogenerador de Progreso, y los paneles solares usados en ranchos ganaderos del oriente del estado.

### Educación
| Población por escolaridad | Población por escolaridad | Población por escolaridad | Población por escolaridad | Población por escolaridad |
| ------------------------- | ------------------------- | ------------------------- | ------------------------- | ------------------------- |
| Grado académico           | Grado académico           |                           | Porcentaje                | Porcentaje                |
| Sin escolaridad           | Sin escolaridad           |                           | 6.7 %                     | 6.7 %                     |
| Básica                    | Básica                    |                           | 55 %                      | 55 %                      |
| Media superior            | Media superior            |                           | 19.9 %                    | 19.9 %                    |
| Superior                  | Superior                  |                           | 18.2 %                    | 18.2 %                    |
| Fuente: INEGI (2015)      |                           |                           |                           |                           |

En 2010, en el estado, 141 753 personas mayores de 8 años no sabían leer ni escribir.
El estado cuenta con alrededor de 1332 escuelas preescolares, 1535 escuelas primarias, 625 escuelas secundarias, 119 bachilleratos afiliados a la SEP, junto con otras instituciones afiliadas a universidades, estos últimos dos niveles conforman la educación media superior.
La mayor parte de la oferta educativa de nivel superior se concentra en Mérida. La Universidad Autónoma de Yucatán es considerada la máxima casa de estudios del estado y una de las cinco mejores universidades públicas de México, además de ser calificada como una de las mejores 100 de América Latina. En la capital destacan también otras universidades como el Instituto Tecnológico de Mérida, la Universidad Tecnológica Metropolitana, la Universidad Marista de Mérida, la Universidad Anáhuac Mayab, la Universidad Modelo, la Universidad Interamericana para el Desarrollo y la Universidad Mesoamericana de San Agustín, mientras que en el interior del estado sobresalen el Instituto Tecnológico de Conkal, la Universidad de Oriente y el Instituto Tecnológico de Tizimín, todas ellas consideradas entre las 360 mejores universidades del país.

### Higiene
El estado cuenta con 34 sitios para la disposición final de residuos sólidos con infraestructura y un relleno sanitario en el municipio de Progreso. En 2010 se produjeron alrededor de 575 970 toneladas de residuos sólidos en Yucatán, lo que llevó al congreso local a publicar la Ley para la Gestión Integral de los Residuos en el Estado de Yucatán en abril de 2011, y consta de 111 artículos que establecen la clasificación de los residuos de conformidad con sus características; señala cuáles son las autoridades competentes en materia de residuos y sus facultades.

### Salud

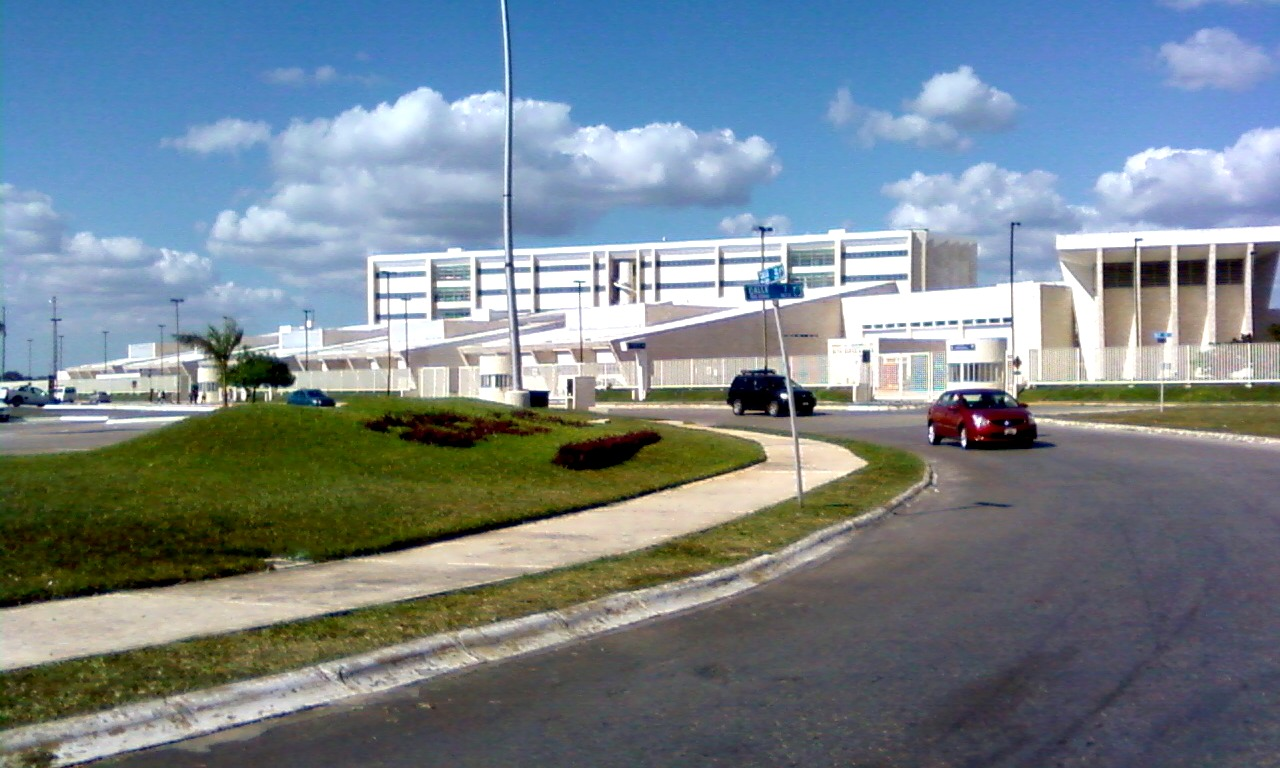
Exterior del Hospital Regional de Alta Especialidad de la Península de Yucatán.

La esperanza de vida en el estado era de 75,4 años en el 2010, siendo igual que el promedio nacional. La mortalidad infantil era de 13,7 por cada 1000 nacidos vivos en 2011, misma cifra obtenida a nivel nacional. Según datos del IMSS en 2010, el 60,2 % de la población infantil de Yucatán padecía algún grado de sobrepeso u obesidad, por lo que la entidad ocupaba el primer lugar a nivel nacional en cuanto a obesidad infantil. Yucatán presenta una prevalencia para diabetes mellitus del 11,8 %, hipertensión arterial del 32,4 %, y 29,9 % para la obesidad en todos los grupos de edad de la población.
La cobertura del sistema de salud estaba cerca de ser universal a principios de 2011, pues se tenía un 99,4 % de afiliación al Seguro Popular. Aunque, según una nota informativa de la Presidencia de la República, la cobertura universal se alcanzó en su totalidad en septiembre de 2011.
Los Servicios de Salud de Yucatán (SSA) organizan a los centros de salud y las unidades médicas públicas en tres jurisdicciones sanitarias: La jurisdicción sanitaria n.° 1 suma un total de 51 unidades médicas y 6 unidades móviles; la jurisdicción sanitaria n.° 2, suma un total de 63 unidades médicas y 12 unidades móviles y la jurisdicción sanitaria n.° 3 que suma un total de 28 unidades médicas y 5 unidades móviles.
En el censo del 2020, el estado ocupó el segundo lugar: 2 mil 31 mujeres ya tienen un hijo vivo, y mil 765 tuvieron un embarazo adolescente.

### Seguridad

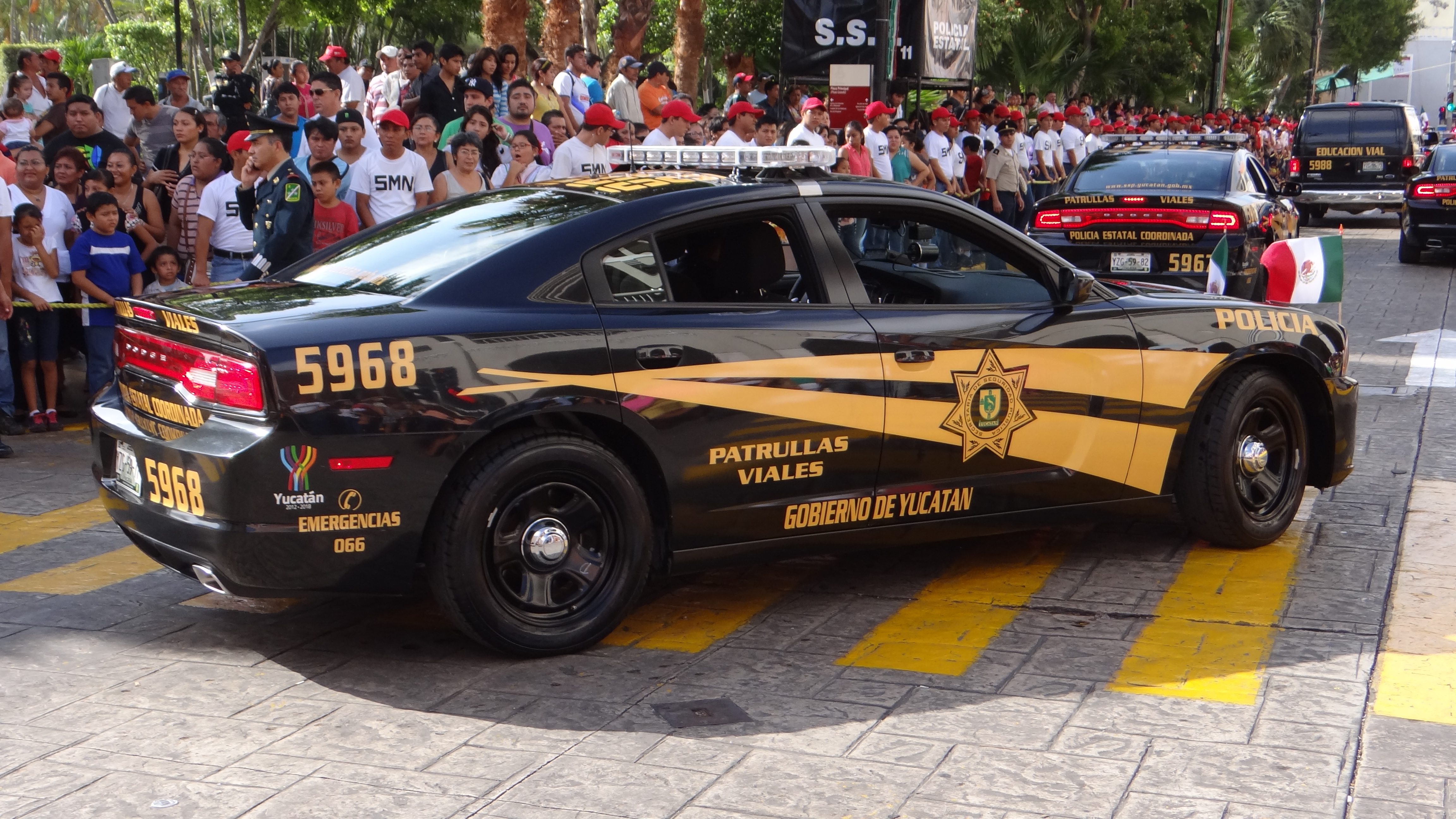
Una patrulla Dodge Charger de la Policía Estatal de Yucatán.

La Secretaría de Seguridad Pública del estado de Yucatán es el organismo encargado de la seguridad en el interior de la entidad. La seguridad en el interior del estado ha sido elogiada en múltiples ocasiones por el presidente Felipe Calderón Hinojosa, empresarios locales y extranjeros, así como por la gobernadora Ivonne Ortega Pacheco.
La entidad ocupa la primera posición a nivel nacional con menos delitos de alto impacto o con problemas de inseguridad, ha sido calificada de tener "niveles europeos de seguridad" en documentos filtrados en Wikileaks, de tener una seguridad semejante a la de Suiza, Suecia o Finlandia, y de ser "más seguro que los Estados Unidos".
En la entidad se cometieron 26 homicidios en el 2010, ocupando así el último lugar nacional por índice en homicidios dolosos siendo este de 1,7 casos por 100 000 habitantes, cifra cercana al promedio obtenido por países de Europa y Oceanía, cuyos índices oscilan entre dos y tres homicidios por cada 100 000 habitantes; además, la entidad mantiene uno de los menores índices en secuestros a nivel nacional, habiendo registrado solamente una denuncia de secuestro desde 2007. La Fiscalía General del Estado registró 122 vehículos robados y 4125 robos a casa habitación en 2010, siendo uno de los índices más bajos del país.

### Transportes

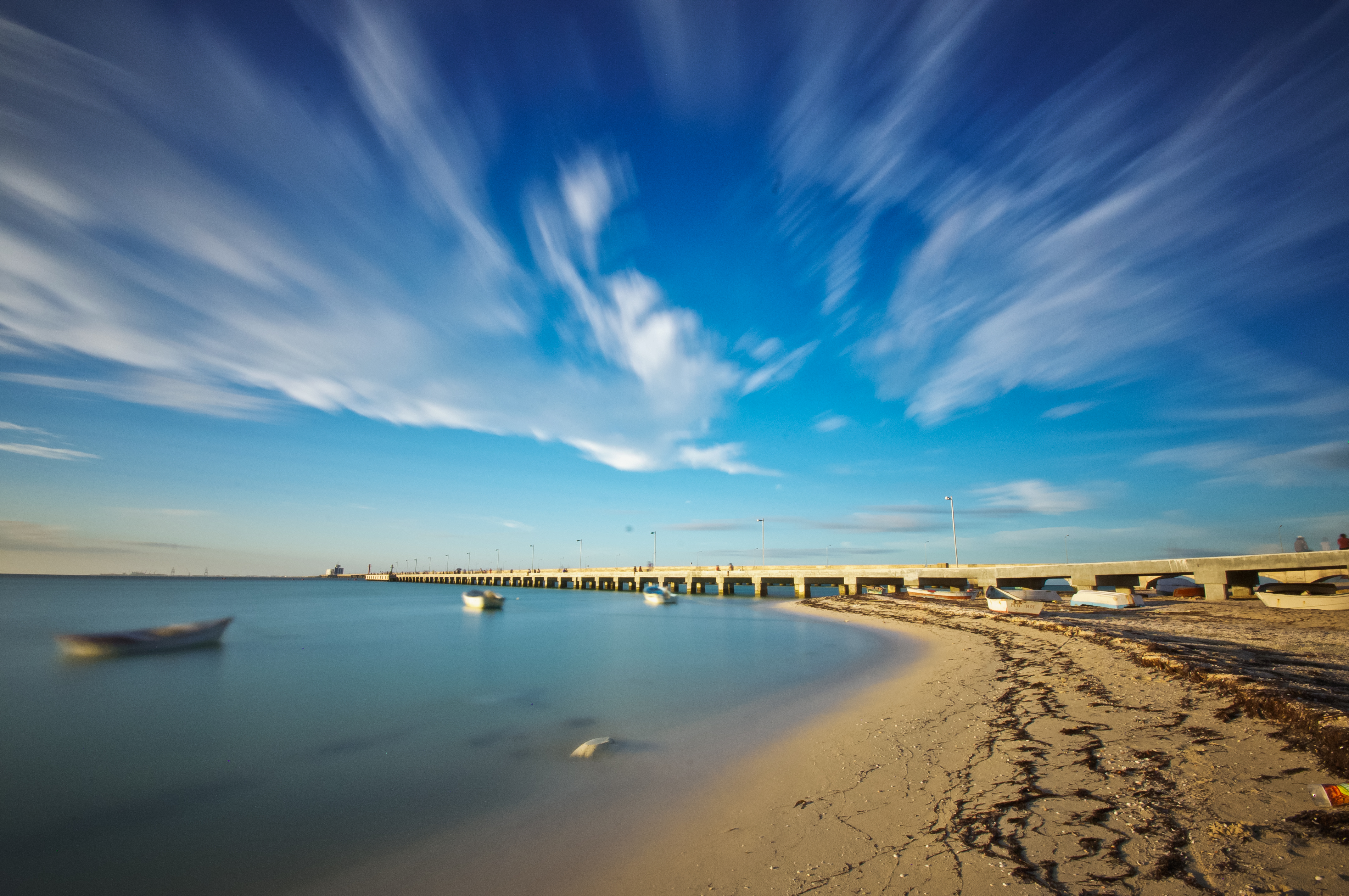
Muelle de Progreso.

Yucatán es el estado con más carreteras en el sureste de México, cuenta con una red carretera de 12 338,8 km, de los cuales, 6160 km se encuentran pavimentados, 5886 km son vías de dos carriles, 274 km de cuatro carriles y 154,5 km corresponden a vías de cuota. Además, la ciudad de Mérida cuenta con un periférico, consistente en una moderna vía rápida de 6 carriles que permite rodearla e interconectar las salidas hacia otros puntos de la península de Yucatán. La carretera que une a Mérida y Progreso, es un tramo del sistema carretero de gran importancia, ya que conecta la capital estatal con el puerto más importante del estado a través de una amplia vía de ocho carriles.
El puerto de altura de Progreso, es pieza clave de la infraestructura estatal que permite la operación comercial marina y turística de la entidad con Europa, los Estados Unidos, Centroamérica, Sudamérica y las Antillas Mayores.
Yucatán cuenta con dos aeropuertos internacionales, el aeropuerto internacional de la Ciudad de Mérida de la ciudad de Mérida y el Aeropuerto Internacional de Kaua en el municipio de Kaua a unos kilómetros de Chichén Itzá, este último se encuentra inactivo; el principal aeropuerto es el que se encuentra ubicado en la capital, sirviendo a más de un millón de pasajeros por año, cuenta con una capacidad de pista para 30 operaciones por hora, y con el suficiente largo para permitir la operación de aviones como el Boeing 747 y el Boeing 777. También existe un tercer aeropuerto, el Aeropuerto Nacional Cupul ubicado en la ciudad de Tizimín, utilizado por aeronaves pequeñas.

## Medios de comunicación
En Yucatán, al igual que en todo el país, existen más de 500 canales de televisión, de los cuales la mayoría pertenecen a Televisa y TV Azteca, dos compañías privadas de televisión que dominan la audiencia televisiva. Además de los canales emitidos por estas empresas, coexisten canales de nivel estatal como el Canal Trece. En el estado hay cinco sistemas de televisión por cable encargados de la cobertura regional, además de los usados en todo el país.
El estado cuenta con siete periódicos de circulación estatal: Diario de Yucatán, Por Esto!, Milenio Novedades, Diario de la Tarde, De Peso, Punto Medio, Al Chile, Síntesis Yucatán y La Chispa de Yucatán. Los más destacados son el Diario de Yucatán, el cual es el periódico de mayor circulación en la península de Yucatán y el Por Esto!, uno de los periódicos más enfocados al entorno político.
La entidad cuenta con 45 difusoras de radio que emiten en el interior de estado, de las cuales 26 son de frecuencia modulada, y 19 de amplitud modulada.

## Cultura

### Arquitectura
La mezcla del origen indígena y la influencia hispánica caracterizan a las manifestaciones arquitectónicas de Yucatán, compartiendo el espacio urbano con las influencias de otras culturas como la mexicana, la francesa, la italiana y la estadounidense.
Desde la fundación de Mérida hasta la época contemporánea, se han identificado cinco periodos diferentes de la arquitectura regional: el periodo colonial, el periodo del porfiriato, el posrevolucionario, el moderno y finalmente el periodo contemporáneo; todos ellos visibles en las diferentes construcciones del territorio yucateco.

Arquitectura colonial religiosa en Yucatán
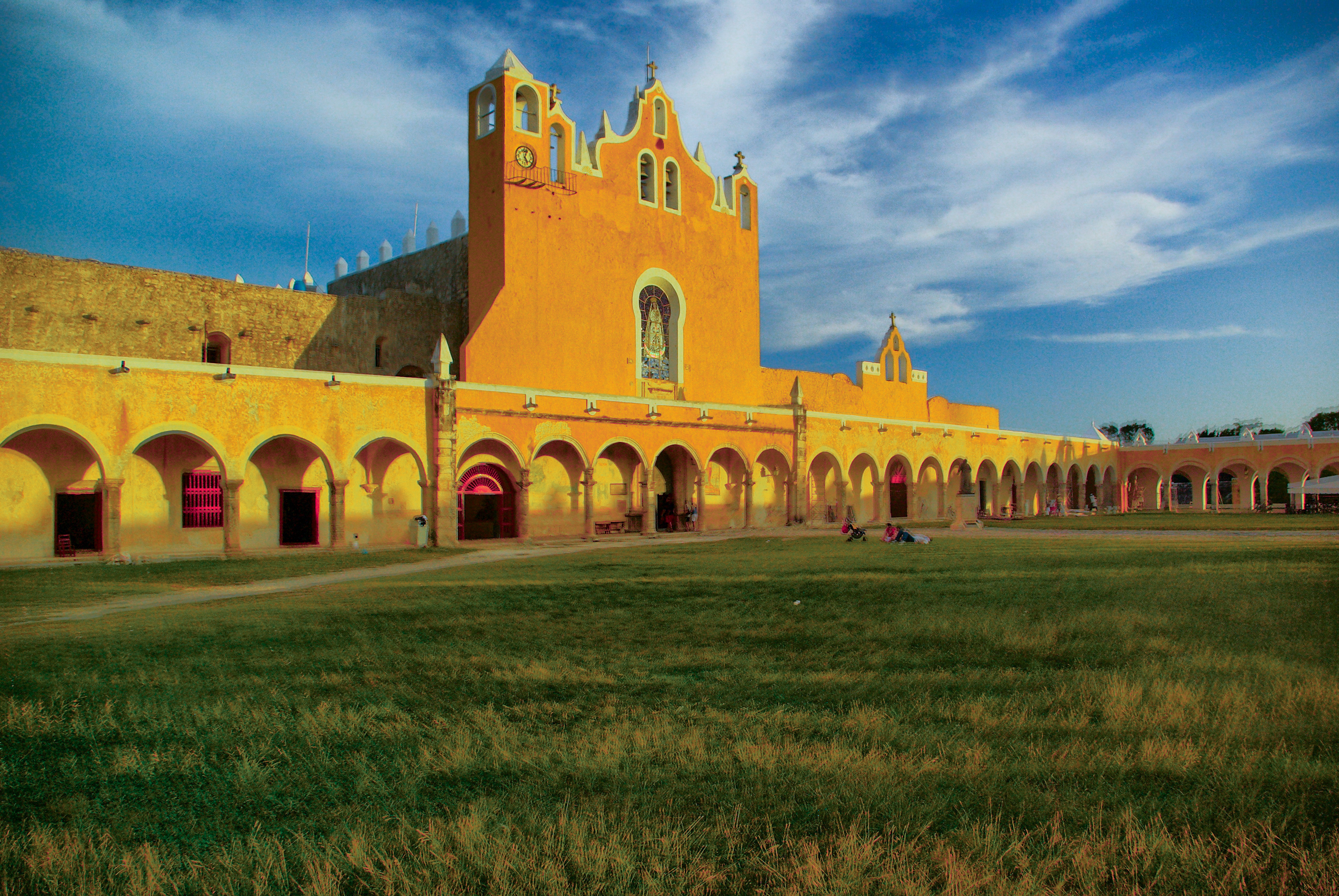
Exconvento de Izamal
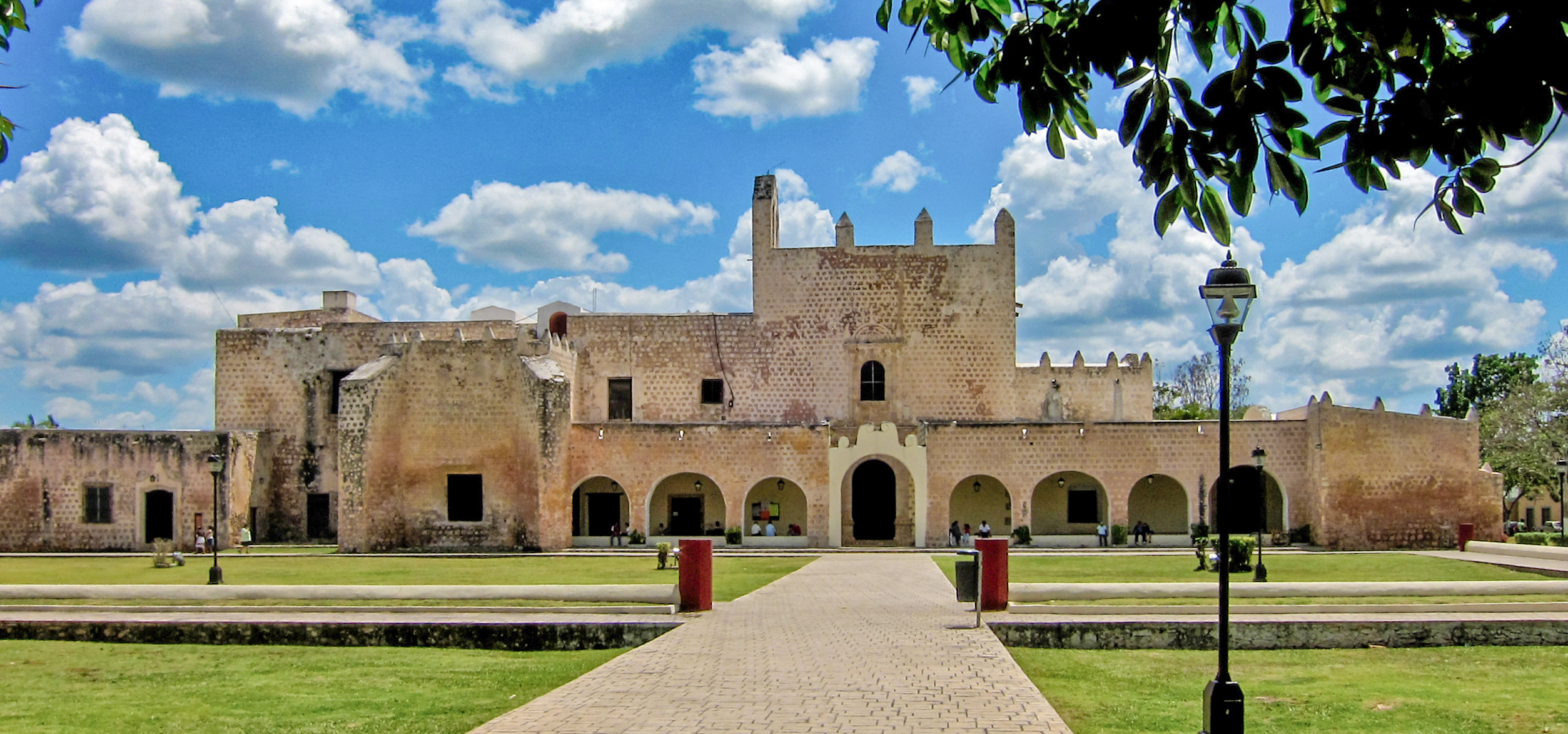
Exconvento de San Bernandino de Siena
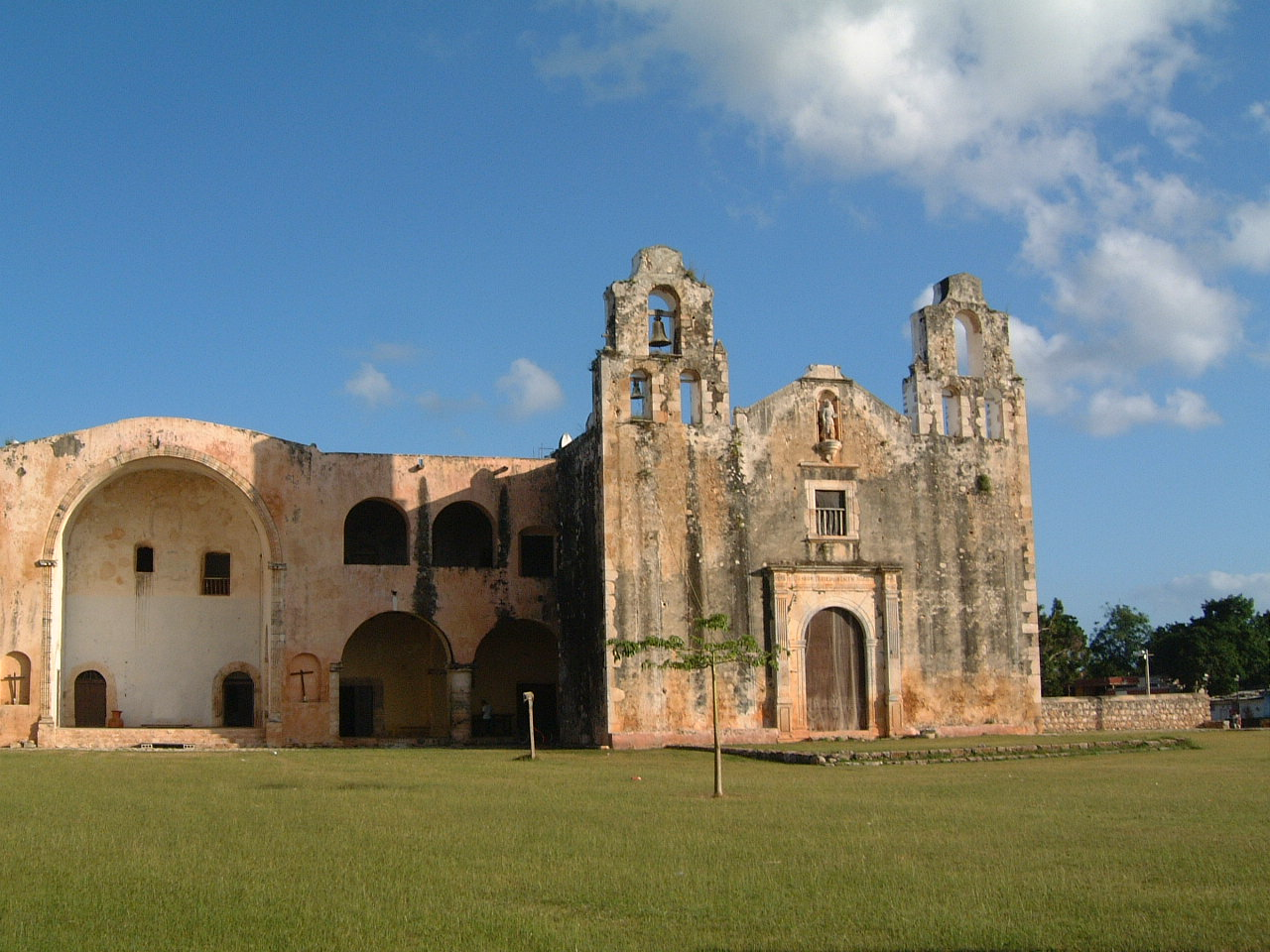
Iglesia de Maní
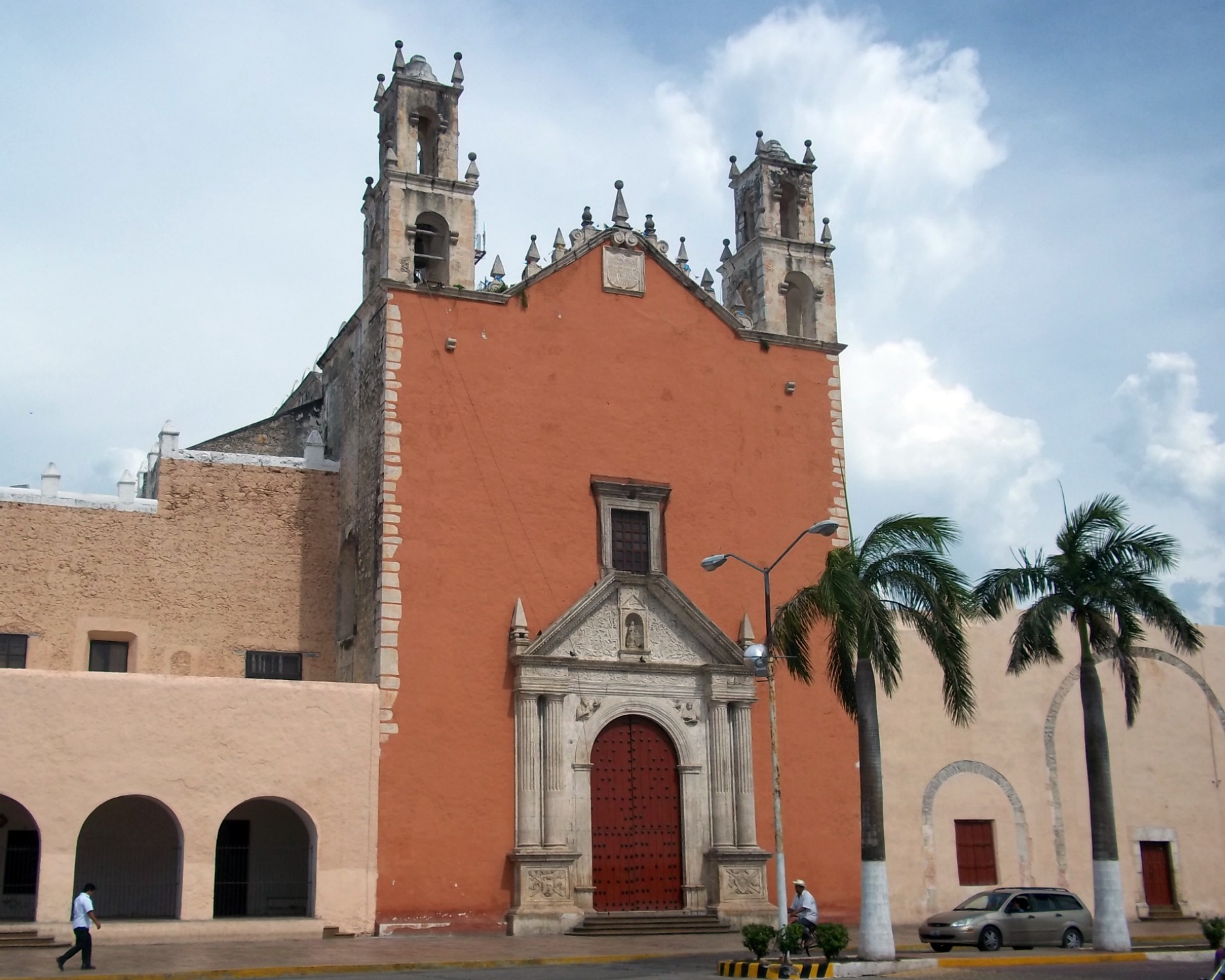
Iglesia de Motul
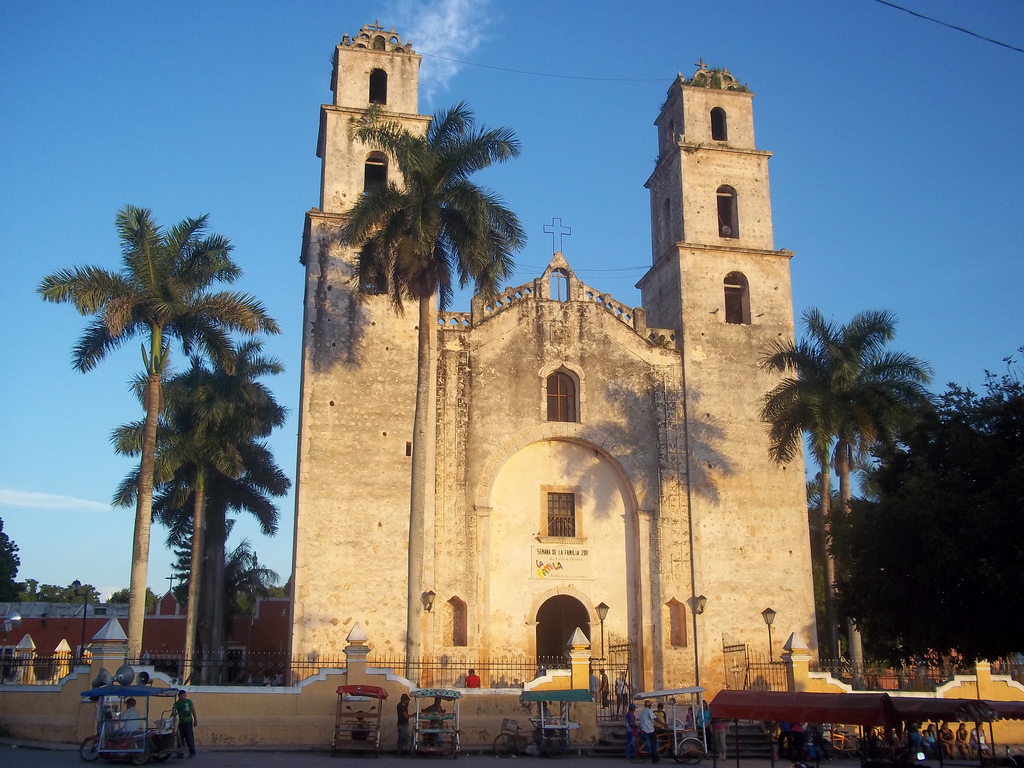
Iglesia de Espita
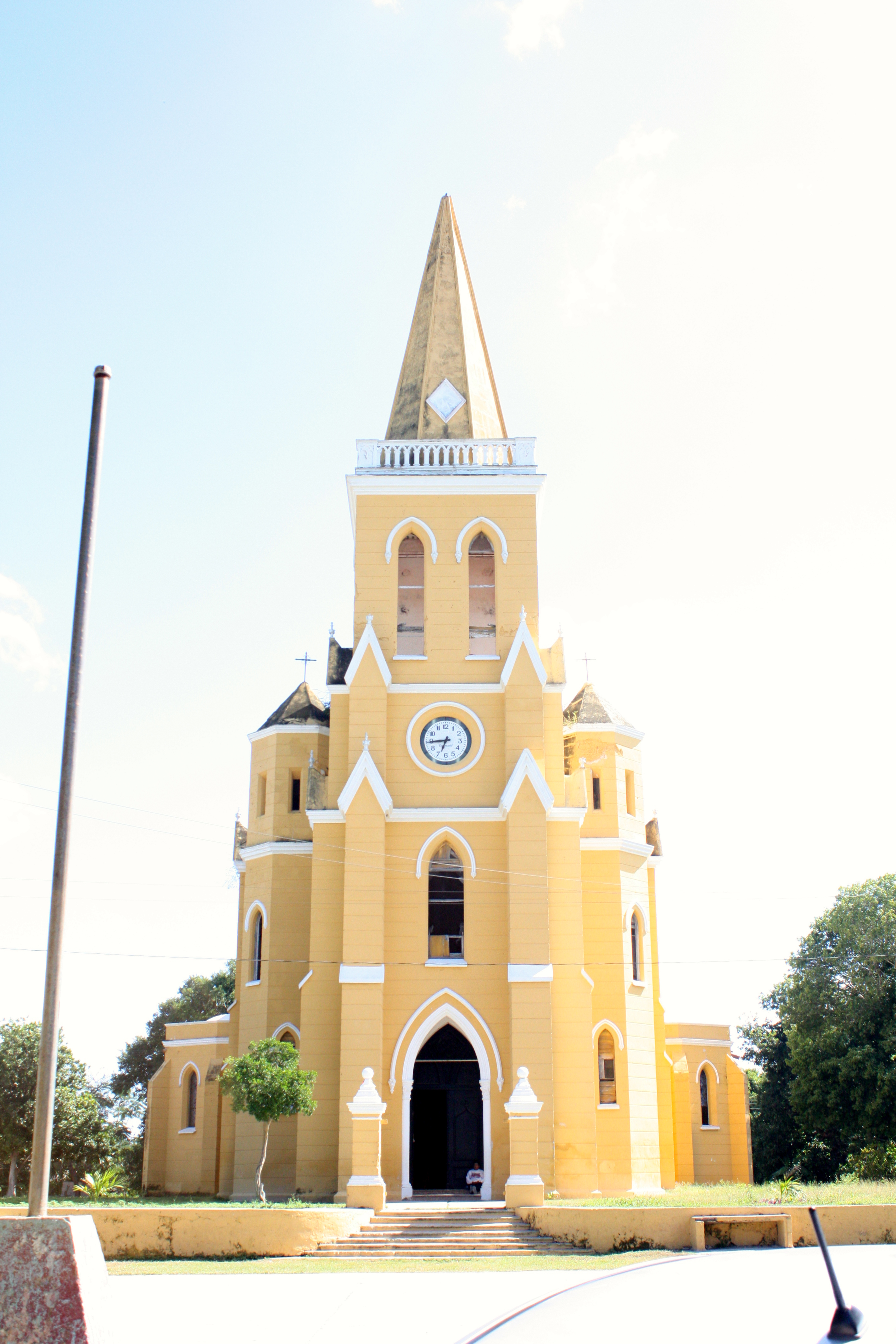
Iglesia de Eknakán
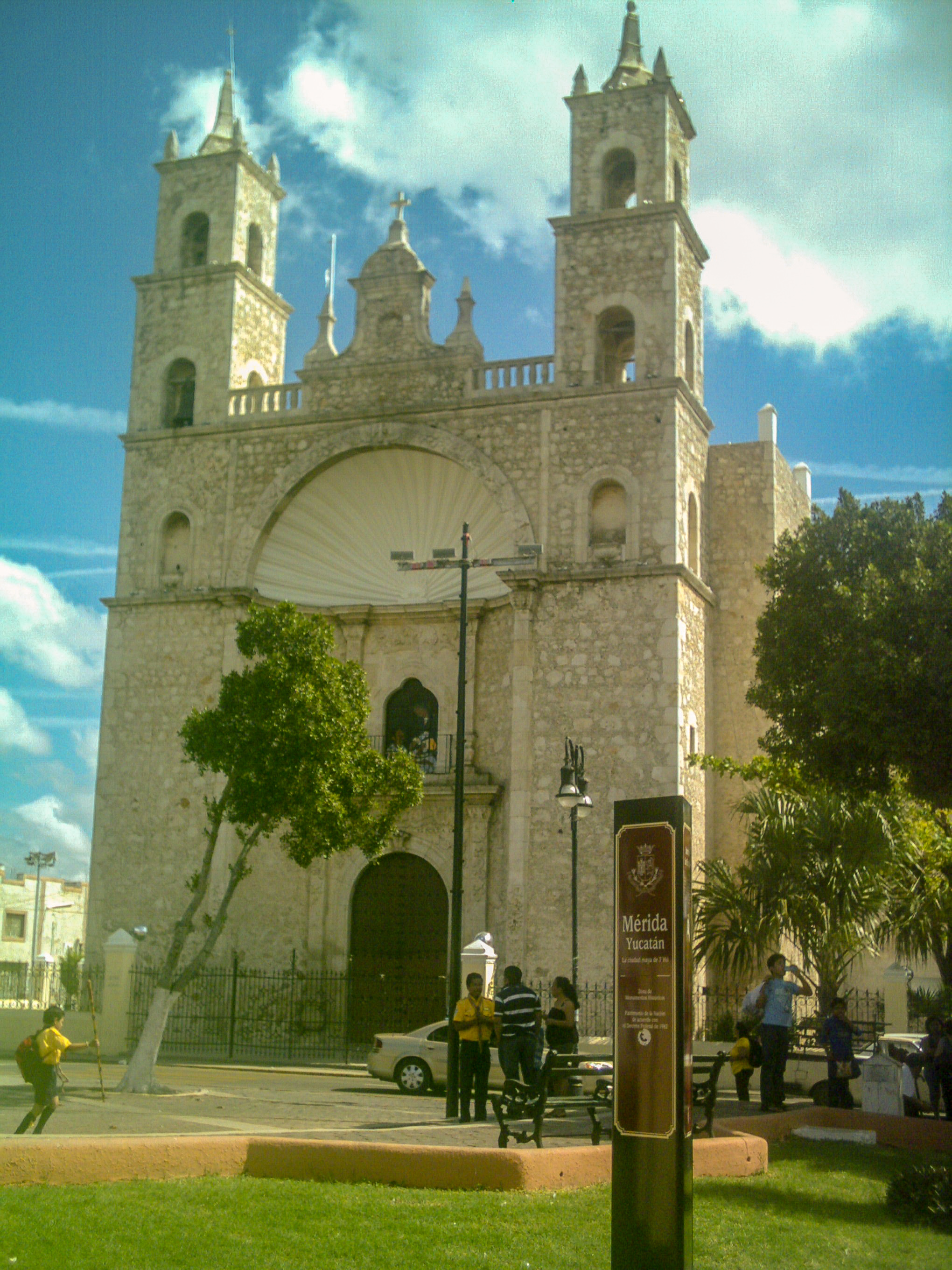
Santuario Guadalupano

### Gastronomía
La gastronomía yucateca tiene características que la hacen diferente a la del resto de México y ha sido calificada de tener una de las gastronomías más completas. Los condimentos son un fundamento característico, el agua de la región también influye y desde luego los ingredientes mismos son determinantes en el gusto de los platillos de Yucatán. Estos tienen influencia de la cocina original maya, sobre todo el vínculo con el maíz que fue la base de la alimentación del pueblo maya.
Aunque también existen otras influencias en la cocina de Yucatán, los estilos del Caribe, de México —sobre todo la cocina poblana y veracruzana—, de Europa y de la cultura del Medio Oriente.

Platillos típicos de la región
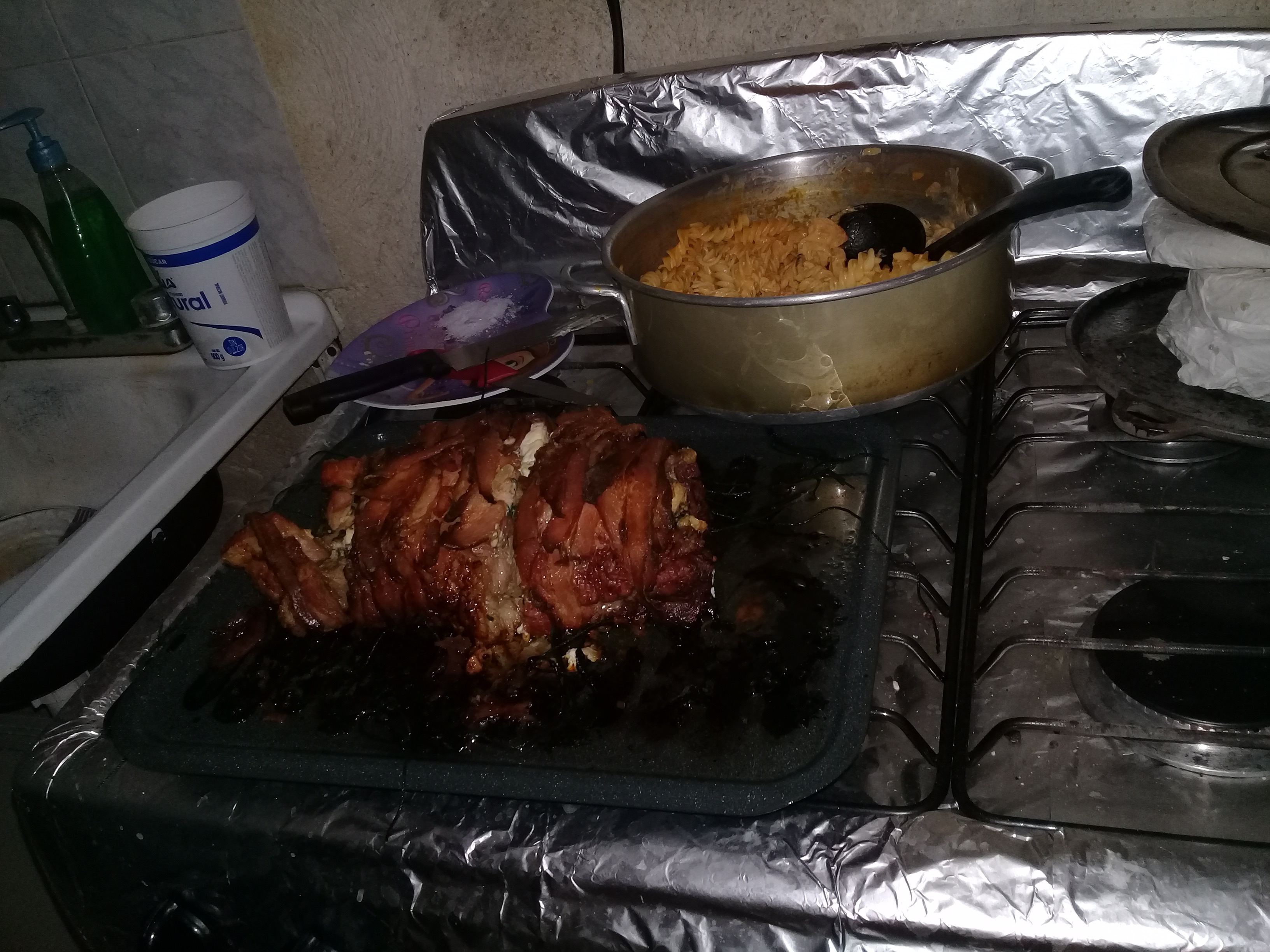
Lomo de cerdo relleno
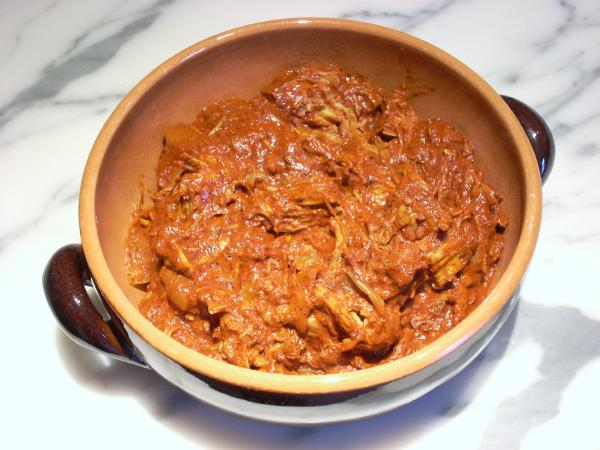
Cochinita pibil
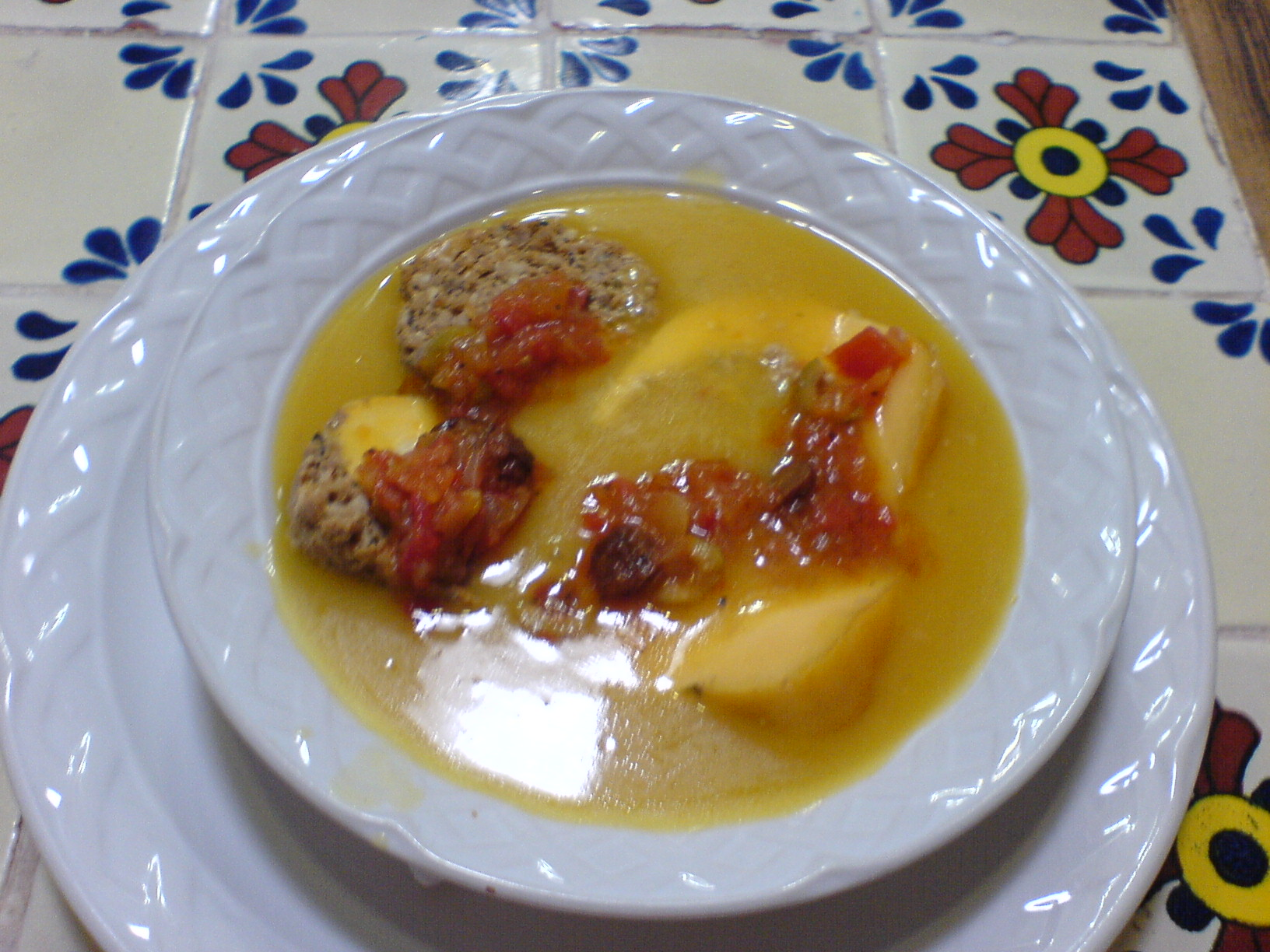
Queso relleno
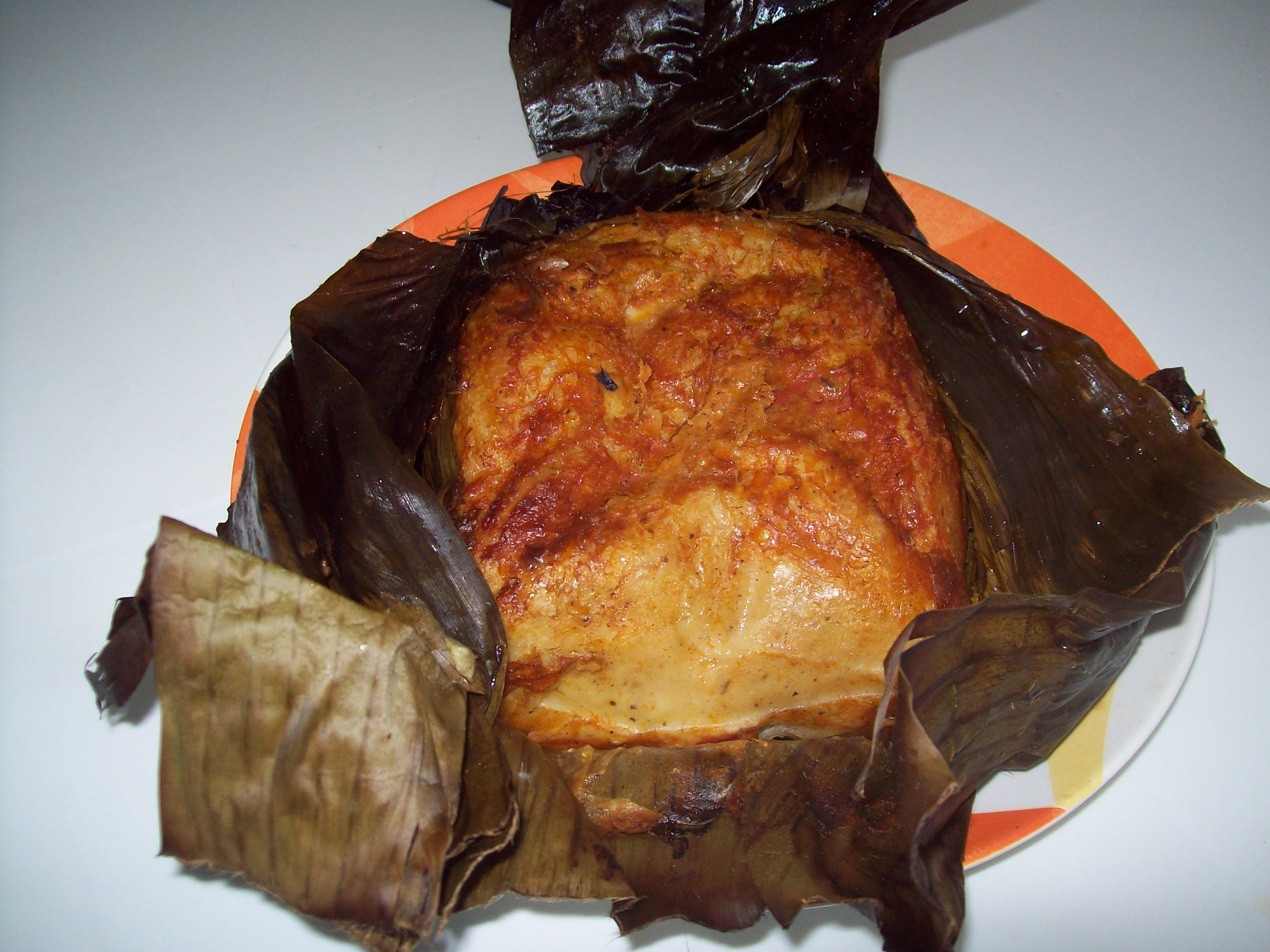
Mukbil pollo
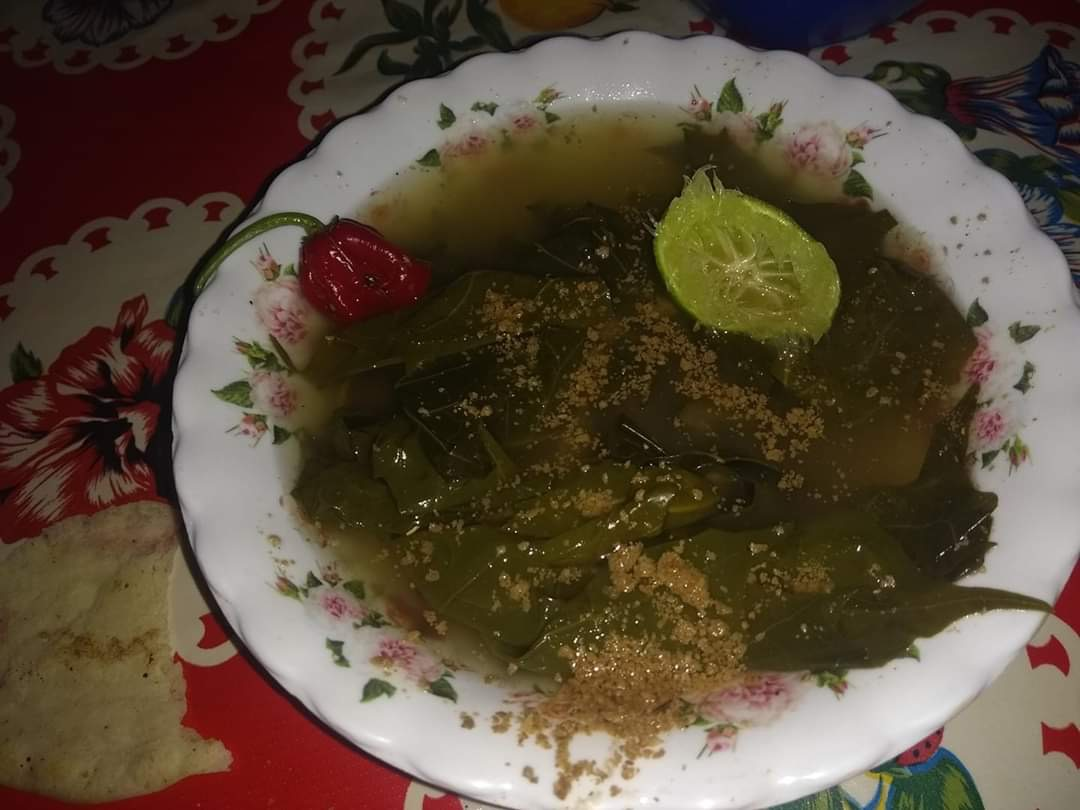
Chaya con pepita comida típica de Yucatán

### Literatura

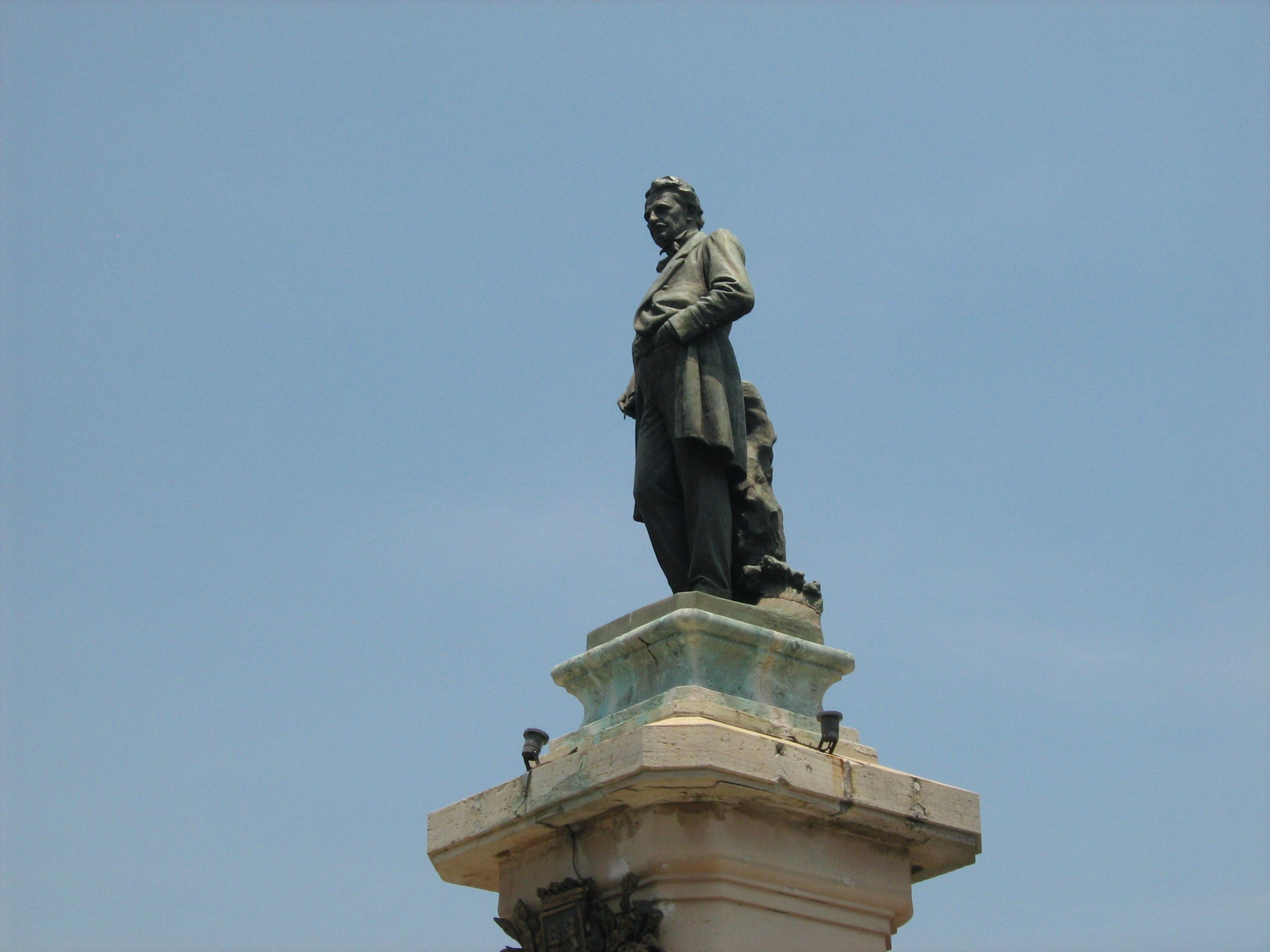
Estatua de Justo Sierra O'Reilly en el paseo de Montejo

La literatura en Yucatán data desde tiempos anteriores a la colonización europea, de los códices mayas anteriores a la llegada de los conquistadores pocos sobrevivieron: El códice de Dresde; el de Madrid, también conocido como el Códice Tro-Cortesiano; el códice de París, también conocido como el códice Peresiano y un fragmento de códice llamado códice de Grolier, también conocido como el Fragmento de Grolier. De aquella época la principal aportación a la que el mundo contemporáneo ha tenido acceso está dada por grabados en piedra y cerámica que hasta hace unas cuantas décadas no se habían principiado a descifrar.
Después de la llegada de los españoles destacan en la producción literaria de Yucatán los libros de Chilam Balam que fueron escritos en textos diversos (de los cuales el más conocido es el de Chumayel) por diferentes autores, y que siguen en principio la tradición de los códices prehispánicos.
Aparte de la literatura propiamente maya de la que se distinguen los periodos ya señalados, de antes y después de la conquista española, Yucatán ha tenido una corriente literaria importante en el siglo XIX y en siglo XX, en la que descollaron, entre otros:
Siglo XIXJuan Pío Pérez (autor del famoso Códice Pérez), Andrés Quintana Roo, Justo Sierra Méndez, Justo Sierra O'Reilly, Wenceslao Alpuche, Eligio Ancona, Crescencio Carrillo y Ancona, Rita Cetina Gutiérrez, Rodolfo Menéndez de la Peña, José Peón Contreras.
Siglo XXLa influencia de la cultura maya se volvió a hacer notar dando a la literatura de Yucatán un carácter regional y propio, pero, al mismo tiempo, muchos autores trascendieron las fronteras geográficas de lo yucateco y se consagraron en otros ámbitos. Fueron numerosos los escritores y poetas yucatecos que brillaron en las letras mexicanas en ese periodo, destacando entre otros: Carlos R. Menéndez, Antonio Mediz Bolio, Ermilo Abreu Gómez, Luis Rosado Vega, Miguel Ángel Menéndez, Oswaldo Baqueiro Anduze, Ricardo López Méndez, José Esquivel Pren, Clemente López Trujillo, Carlos Echánove Trujillo, Juan Duch Colell, Juan García Ponce, Fernando Espejo Méndez, por citar algunos.
El gobierno estatal otorga anualmente el Premio Estatal de Literatura Antonio Mediz Bolio al más destacado escritor yucateco en español. También es otorgado el Premio Estatal de Narrativa en Lengua Maya Domingo Dzul Poot al escritor más destacado en lengua maya de origen yucateco o que haya residido en dicho estado durante los últimos cinco años.

### Música

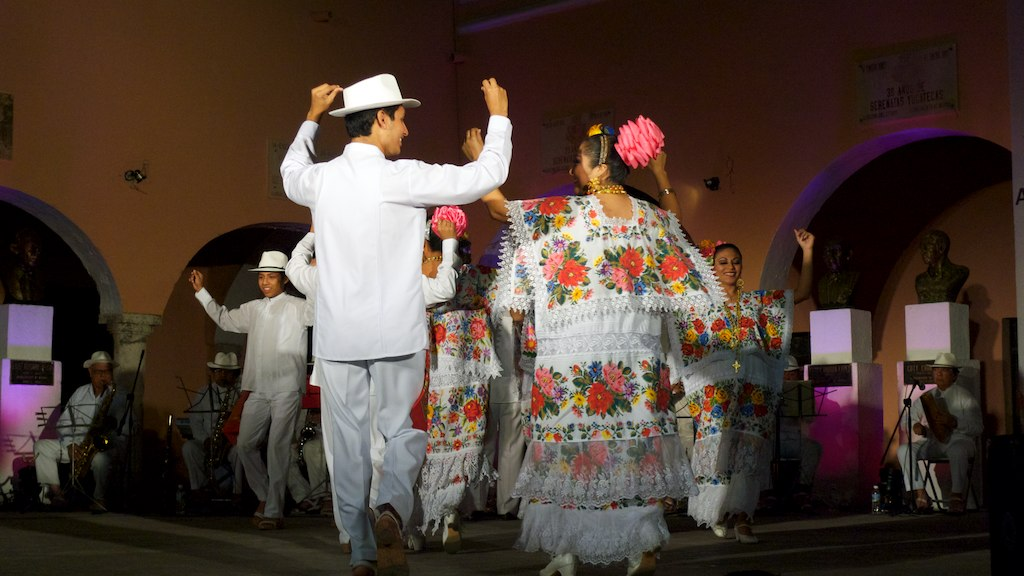
El baile de la jarana en la Plaza de Santa Lucía, en Mérida.

En lo que respecta a la música, la trova yucateca es uno de los principales géneros musicales en Yucatán, que surgió en las primeras décadas del siglo XX. Una distinción particular de la trova yucateca es su diversidad de armonías de guitarra y voz, así como por sus ritmos, entre los que destacan el bolero, bambuco, clave entre otros. Algunos de estos ritmos reflejan las interacciones culturales del estado con países caribeños, sudamericanos y europeos, que han adaptados sus ritmos en una forma particular identificándose como yucatecos.
La jarana yucateca es un género musical que algunos consideran una adaptación local del fandango y de la jota aragonesa, introducida durante la época colonial, que se ha bailado por generaciones en las fiestas populares llamadas vaquerías. Hay una gran variedad de bailables que se acompañan con la música de la jarana; entre ellos destacan la danza de las cintas y la danza de la cabeza de cochino.
En el estado tiene su sede la Orquesta Sinfónica de Yucatán, que es sostenida tripartitamente entre el gobierno del estado, el público concurrente y el patronato de la institución.

### Pintura

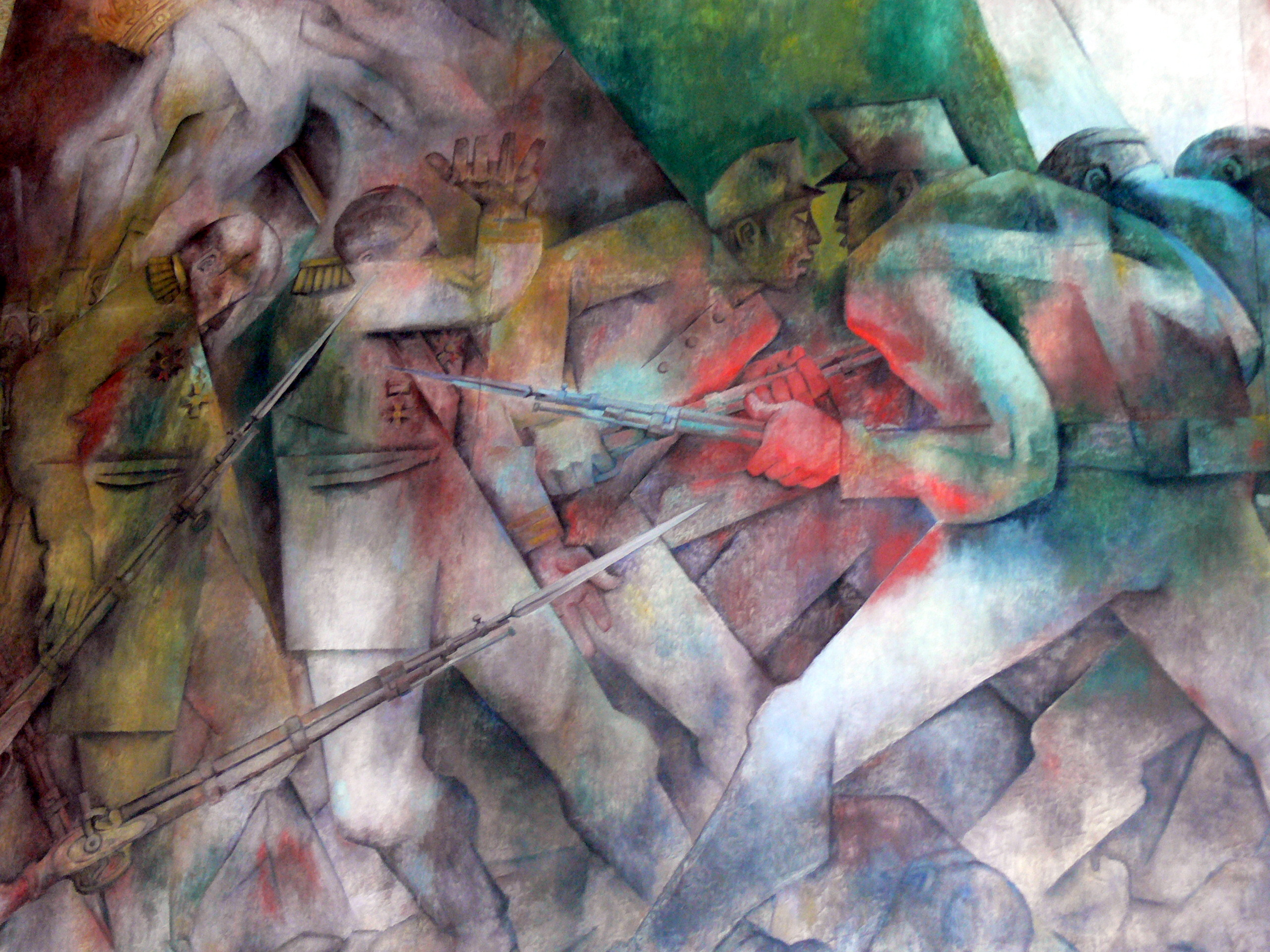
Detalle en el cuadro de la Intervención Francesa de Fernando Castro Pacheco.

La pintura es una de las artes más antiguas de México y de Yucatán. En el período prehispánico estaba presente en edificios, códices, cerámica y atuendos. La región con mayor concentración de pinturas de la cultura maya en la península de Yucatán es la zona Puuc. La pictografía de la cueva de Loltún es de las más antiguas de la región, aunque existen dudas de que fuera el pueblo maya el autor de estas pinturas rupestres.
Yucatán tiene también, bibliotecas, teatros, salas de arte y de exposición, museos de toda índole y muy particularmente una galería de arte contemporáneo llamada Museo de Arte Contemporáneo Ateneo de Yucatán (MACAY), en la que se presentan obras de los más connotados artistas locales y foráneos. El MACAY contiene una exposición permanente de tres de los más destacados pintores yucatecos, Fernando Castro Pacheco, Fernando García Ponce, y Gabriel Ramírez Aznar. La obra pictórica de Fernando Castro Pacheco está presente en los murales transportables que cubren las paredes del Palacio de Gobierno y muy particularmente de su Salón de la Historia, ubicado en la Plaza Grande de Mérida.

### Vestimenta tradicional

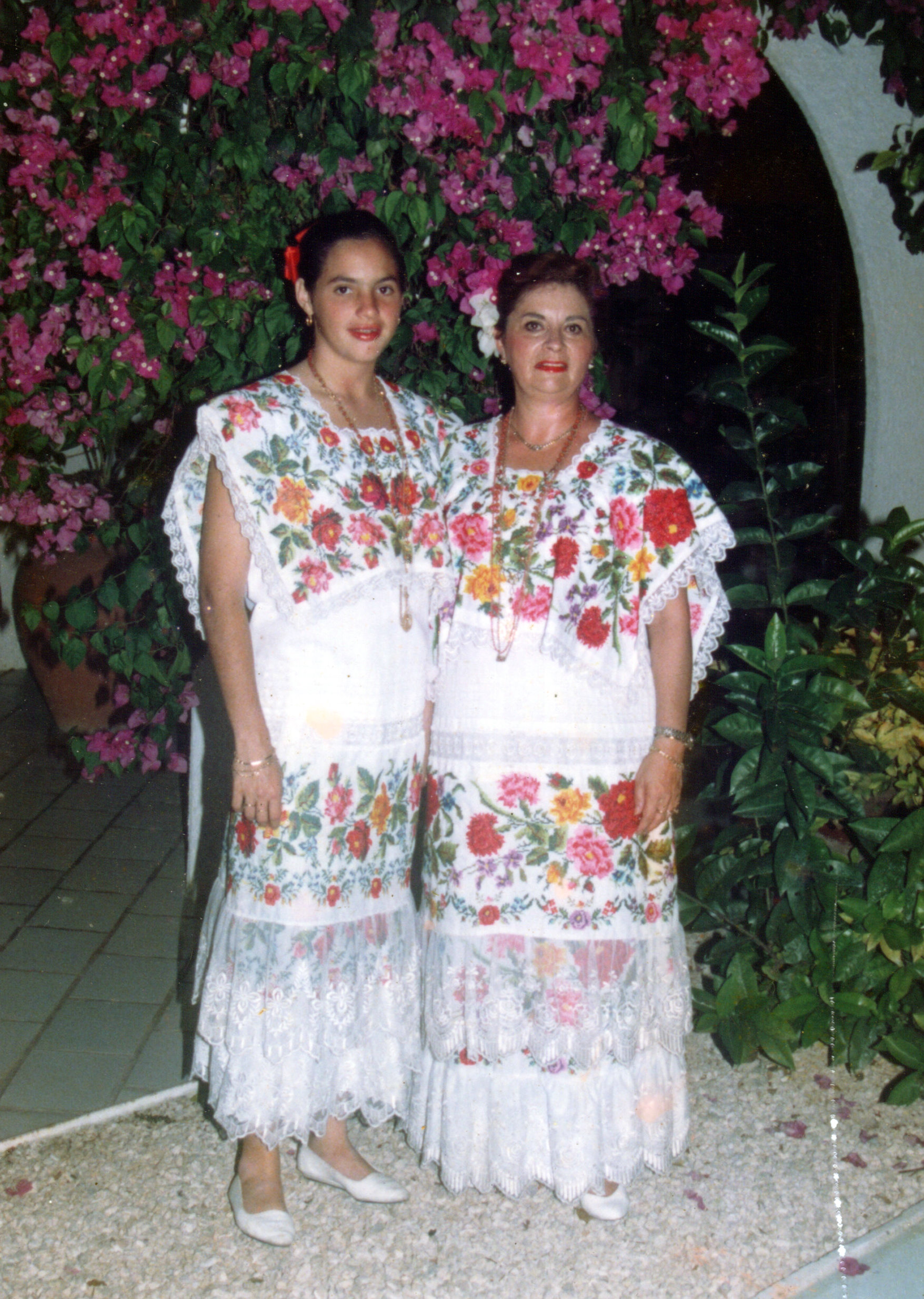
Yucatecas ataviadas con el terno del hipil, traje típico de Yucatán.

El hombre utiliza la guayabera, prenda de vestir originaria de Cuba, aunque popularizada en el mundo gracias a las fábricas yucatecas, armando una destacable industria en la entidad.
En ocasiones festivas es común que sea usada con un pantalón blanco y la filipina, también blanca. La filipina es una variante de la guayabera que parece una chamarra de popelina blanca alforzada, de manga larga y cuello alto; se le considera la prenda típica del mestizo yucateco. Para complementar la vestimenta se usa un sombrero, alpargatas y un paliacate rojo que pende del bolsillo derecho del pantalón.
Las mujeres utilizan el huipil, también denominado hipil, como traje típico. Una versión más elaborada del hipil es el terno, el cual es utilizado en ocasiones especiales y denota elegancia. Se complementa el atuendo con un rebozo y con zapatos blancos, que generalmente se utilizan bordados cuando se lleva el terno.

## Ciencia y tecnología

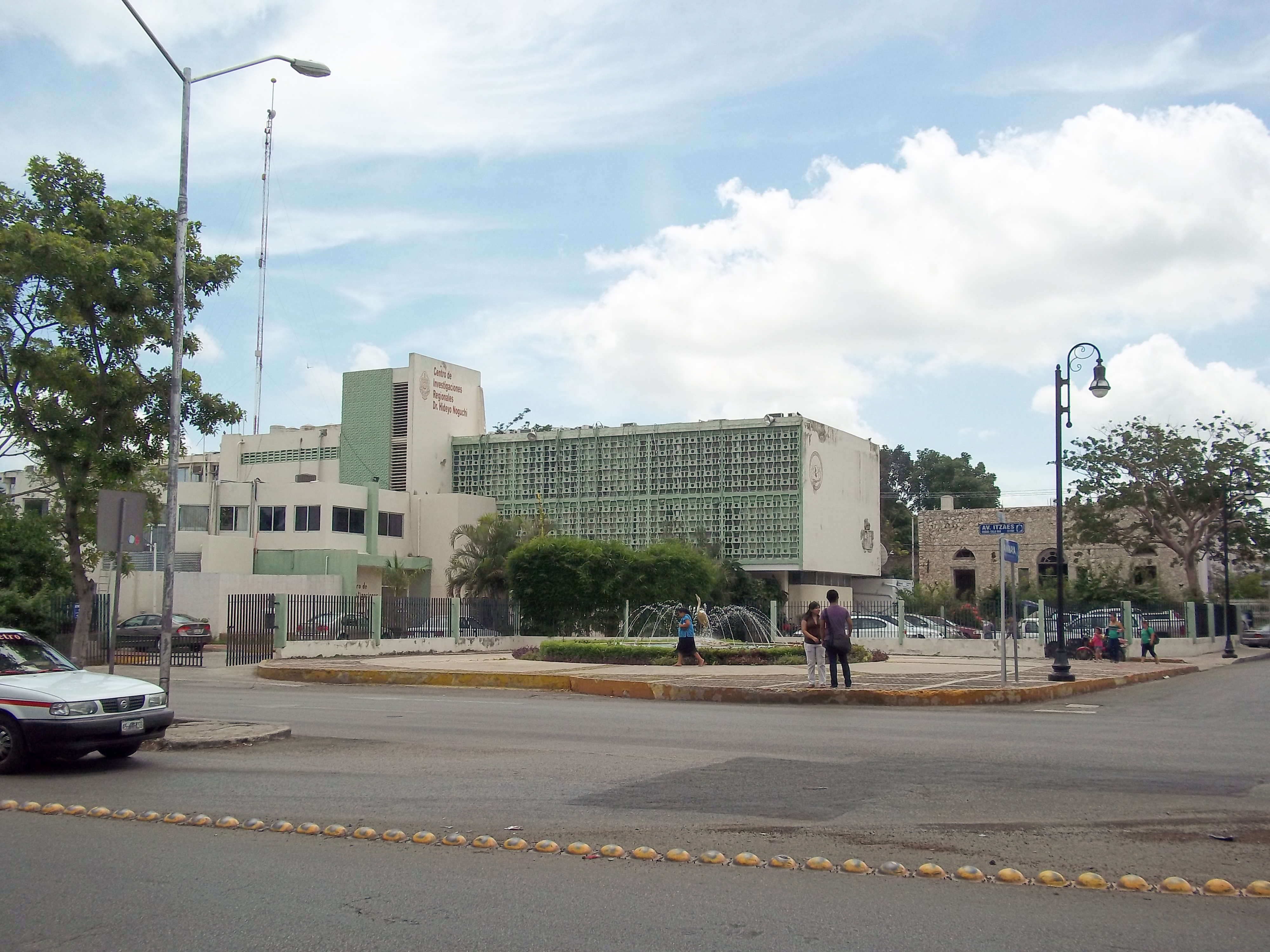
Centro de Investigaciones Regionales Dr. Hideyo Noguchi.

La entidad ha sido el décimo estado de la federación en cuanto a solicitud de patentes en el transcurso de la década de 2010, encabezando las solicitudes del sureste de México.
De 2003 a 2009, la cantidad de artículos publicados en revistas indizadas posicionó a la Universidad Autónoma de Yucatán como la decimosexta institución educativa a nivel nacional en cuanto a producción científica.
En la investigación científica yucateca destacan instituciones como el Centro de Investigación Científica de Yucatán (CICY), el Centro de Investigaciones Regionales Dr. Hideyo Noguchi de la UADY, el Centro de Investigación y Estudios Avanzados (CINVESTAV), el Centro Peninsular en Humanidades y en Ciencias Sociales (CEPHCIS) de la UNAM, el Centro de Investigación Regional Sureste de la SAGARPA, la Unidad Peninsular del Centro de Investigaciones y Estudios Superiores en Antropología Social (CIESAS), la Unidad Sureste del Centro de Investigación y Asistencia en Tecnología y Diseño del Estado de Jalisco (CIATEJ), los Institutos Tecnológicos de los municipios, entre otros.
El Parque Científico Tecnológico de Yucatán (PCTYUC) es un complejo de centros de investigación ubicado al noroeste del estado, cercano a Sierra Papacal. Fue inaugurado en 2008 y en el 2015 albergaba a más de 1100 investigadores pertenecientes a 68 instituciones de educación superior que se desempeñaban, principalmente, en los sectores de biotecnología, tecnologías de la información, tecnologías para la sustentabilidad y logística.

## Deporte

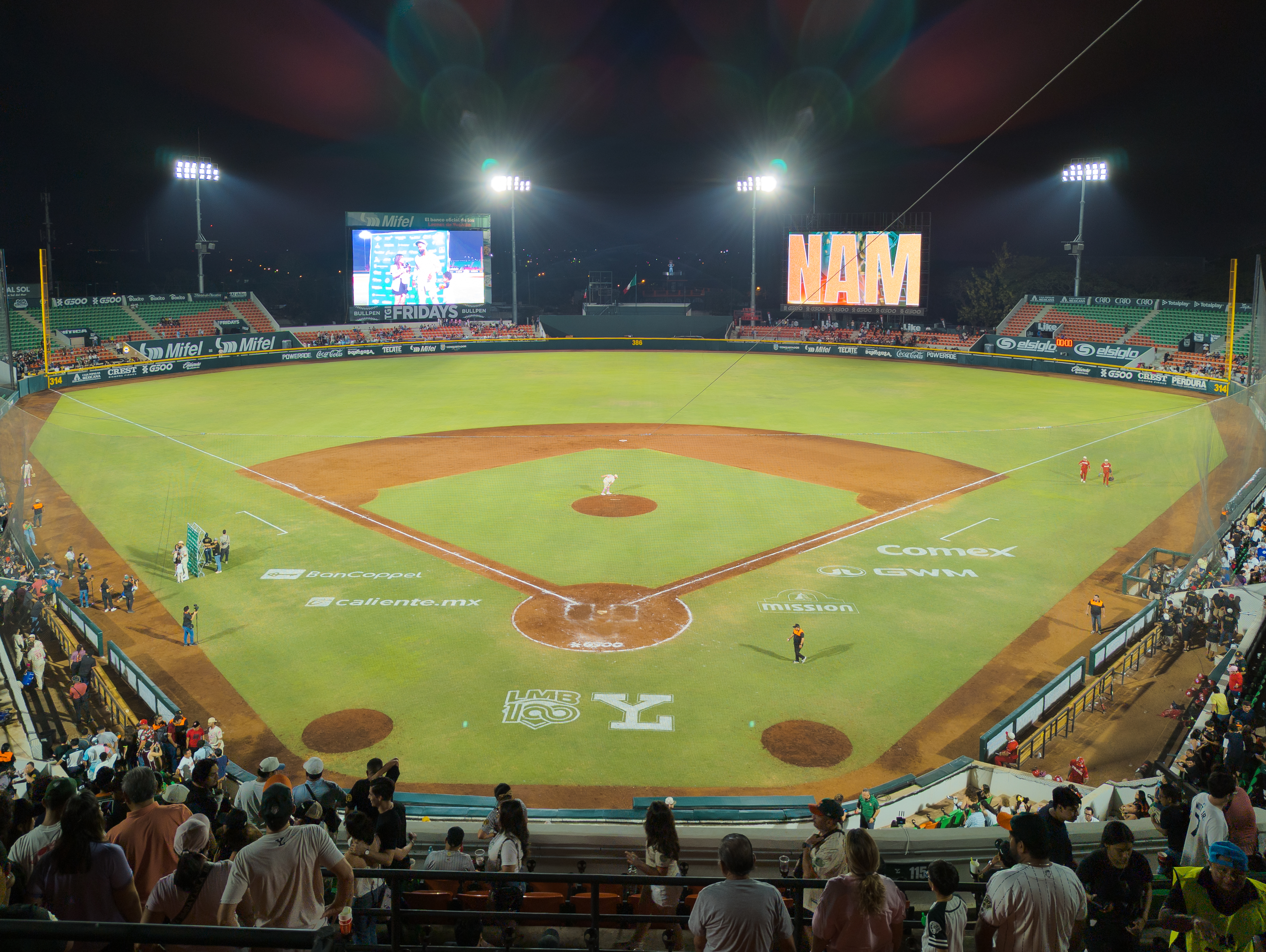
Leones de Yucatán en el Parque de Beisbol Kukulcán.

Yucatán cuenta con 48 asociaciones deportivas que rigen el desempeño de algunos deportes a nivel semiprofesional en el estado. El organismo político encargado del deporte es el IDEY.
En la entidad se da especial importancia a la práctica del béisbol. Representando al estado en la Liga Mexicana de Béisbol (LMB) se encuentran los Leones de Yucatán los cuales han obtenido 5 títulos y 5 subtítulos en 55 temporadas.
El estadio de fútbol más importante del estado es el estadio Carlos Iturralde Rivero con sede en la capital del estado. Dicho estadio es la casa del Venados FC, club fundado en 2006 bajo una filial del club Monarcas Morelia, y traspasado a una filial del Atlante FC en enero de 2011 que tiene como sede la capital yucateca y milita en la Liga de Ascenso de México. Compartiendo el mismo estadio se encuentra el club Itzáes F. C. de la Tercera División de México.
Los representantes del estado en boxeo también han alcanzado gran importancia en la última mitad de siglo. En la década de 2000 los títulos mundiales de boxeo resurgieron como en épocas anteriores; en el transcurso de 2010 se coronaron dos boxeadores como campeones mundiales del CMB, además de haberse obtenido un título de la IBA.
En la Olimpiada Nacional celebrada anualmente, Yucatán ha obtenido 248 medallas, lo que lo coloca en el octavo lugar nacional; también tiene el sexto lugar nacional por puntos, noveno en eficiencia y séptimo en participaciones. El estado fue el principal anfitrión de la Olimpiada Nacional durante 2011, siendo subsedes en algunas disciplinas el Estado de México, Jalisco y Veracruz.